# 拳皇系列角色列表
SNK公司所出品的《拳皇》系列格斗游戏包含众多角色，其中一些角色来自其他SNK游戏。故事发生在一个虚构世界中，那里每年都会举办一系列3v3或4v4格斗比赛。
自系列第一部游戏便登场的初始主角草薙京，是具有控火能力的强大古武术家族——草薙家族的继承人。草薙京的对手是八神庵，以及大蛇一族及其追随者等。系列的前四部游戏都围绕这些战斗展开，到了《拳皇'99》则引入了一个新的故事情节，围绕着一名叫K'的年轻人展开，他试图摧毁神秘的NESTS组织，因为他们在年幼时绑架了他并剥夺了他过去的记忆，这样他们就可以强迫他成为他们控制下的战士。在《拳皇2003》中，一个名叫阿修·克里门森的新角色参加了比赛，想窃取三神器家族的力量。一群被称为“遙遠彼之地”的新反派也出现在系列中，他们想要获得大蛇的力量，以便将其交给他们不知名的主人。最新的故事情节涉及一位名叫瞬影的年轻中国战士，他拥有未知的超自然力量，这是阿修的时间旅行发生悖论后所造成的后果。
游戏的故事情节以及很多角色都来自日本民间的八岐大蛇传说。也有很多模仿或致敬的角色。这些角色因其人物设定和动作设计的质量而获得了多家电玩媒体的赞誉。

## 战斗角色登场情况列表
下表记录拳皇系列所有参战角色的历年登场情况。角色名称均采用SNK官方所公布的最新版中文译名。
| ○=正式出战 |  | ●=仅以援护身份登场 |

| 角色名              | 94 | 95 | 96 | 97 | 98 | 98UM | 99 | 00 | 01 | 02 | 02UM | 03 | NW | XI | XII | XIII | XIV | XV | MI | MI2 | MIR"A" |
| ------------------- | -- | -- | -- | -- | -- | ---- | -- | -- | -- | -- | ---- | -- | -- | -- | --- | ---- | --- | -- | -- | --- | ------ |
| 草薙京              | ○  | ○  | ○  | ○  | ○  | ○    | ○  | ○  | ○  | ○  | ○    | ○  | ○  | ○  | ○   | ○    | ○   | ○  | ○  | ○   | ○      |
| 二阶堂红丸          | ○  | ○  | ○  | ○  | ○  | ○    | ○  | ○  | ○  | ○  | ○    | ○  | ○  | ○  | ○   | ○    | ○   | ○  | -  | -   | -      |
| 大门五郎            | ○  | ○  | ○  | ○  | ○  | ○    | ●  | ●  | ○  | ○  | ○    | ○  | ○  | -  | ○   | ○    | ○   | -  | -  | -   | -      |
| 特瑞·博加德         | ○  | ○  | ○  | ○  | ○  | ○    | ○  | ○  | ○  | ○  | ○    | ○  | ○  | ○  | ○   | ○    | ○   | ○  | ○  | ○   | ○      |
| 安迪·博加德         | ○  | ○  | ○  | ○  | ○  | ○    | ○  | ○  | ○  | ○  | ○    | -  | ○  | -  | ○   | ○    | ○   | ○  | -  | -   | -      |
| 东丈                | ○  | ○  | ○  | ○  | ○  | ○    | ○  | ○  | ○  | ○  | ○    | ○  | ○  | -  | ○   | ○    | ○   | ○  | -  | -   | -      |
| 坂崎良              | ○  | ○  | ○  | ○  | ○  | ○    | ○  | ○  | ○  | ○  | ○    | ○  | ○  | ○  | ○   | ○    | ○   | ○  | ○  | ○   | ○      |
| 罗伯特·加西亚       | ○  | ○  | ○  | ○  | ○  | ○    | ○  | ○  | ○  | ○  | ○    | ○  | ○  | ○  | ○   | ○    | ○   | ○  | -  | -   | -      |
| 坂崎琢磨            | ○  | ○  | -  | -  | ○  | ○    | ○  | ○  | ○  | ○  | ○    | -  | ○  | -  | -   | ○    | -   | -  | -  | -   | -      |
| 哈迪兰              | ○  | ○  | -  | -  | ○  | ○    | -  | ●  | ○  | -  | ○    | -  | -  | -  | -   | -    | ○   | ○  | -  | -   | -      |
| 拉尔夫·琼斯         | ○  | ○  | ○  | ○  | ○  | ○    | ○  | ○  | ○  | ○  | ○    | ○  | ○  | ○  | ○   | ○    | ○   | ○  | ○  | ○   | ○      |
| 克拉克·史迪尔       | ○  | ○  | ○  | ○  | ○  | ○    | ○  | ○  | ○  | ○  | ○    | ○  | ○  | ○  | ○   | ○    | ○   | ○  | ○  | ○   | ○      |
| 麻宫雅典娜          | ○  | ○  | ○  | ○  | ○  | ○    | ○  | ○  | ○  | ○  | ○    | ○  | ○  | ○  | ○   | ○    | ○   | ○  | ○  | ○   | ○      |
| 椎拳崇              | ○  | ○  | ○  | ○  | ○  | ○    | ○  | ○  | ○  | ○  | ○    | -  | ○  | ○  | ○   | ○    | ○   | -  | -  | -   | -      |
| 镇元斋              | ○  | ○  | ○  | ○  | ○  | ○    | ○  | ○  | ○  | ○  | ○    | -  | ○  | -  | ○   | ○    | ○   | -  | -  | -   | -      |
| 坂崎百合            | ○  | ○  | ○  | ○  | ○  | ○    | ○  | ○  | ○  | ○  | ○    | ○  | ○  | ○  | -   | ○    | ○   | ○  | ○  | ○   | ○      |
| 不知火舞            | ○  | ○  | ○  | ○  | ○  | ○    | ○  | ○  | ○  | ○  | ○    | ○  | ○  | ○  | -   | ○    | ○   | ○  | ○  | ○   | ○      |
| 琼                  | ○  | ○  | ○  | ○  | ○  | ○    | ○  | ○  | ○  | ○  | ○    | ○  | ○  | ○  | -   | ○    | ○   | ○  | -  | -   | -      |
| 哈维·D！            | ○  | -  | -  | -  | ○  | ○    | -  | ●  | -  | -  | -    | -  | -  | -  | -   | -    | -   | -  | -  | -   | -      |
| 洛奇·古洛巴         | ○  | -  | -  | -  | ○  | ○    | -  | ●  | -  | -  | -    | -  | -  | -  | -   | -    | -   | -  | -  | -   | -      |
| 布莱恩·巴特勒       | ○  | -  | -  | -  | ○  | ○    | -  | ●  | -  | -  | -    | -  | -  | -  | -   | -    | -   | -  | -  | -   | -      |
| 金家藩              | ○  | ○  | ○  | ○  | ○  | ○    | ○  | ○  | ○  | ○  | ○    | ○  | ○  | ○  | ○   | ○    | ○   | ○  | -  | ○   | ○      |
| 陈国汉              | ○  | ○  | ○  | ○  | ○  | ○    | ○  | ○  | ○  | ○  | ○    | ○  | ○  | -  | -   | -    | ○   | -  | -  | -   | -      |
| 蔡宝奇              | ○  | ○  | ○  | ○  | ○  | ○    | ○  | ○  | ○  | ○  | ○    | -  | ○  | -  | -   | -    | ○   | -  | -  | -   | -      |
| 卢卡尔·伯恩斯坦     | ○  | ○  | -  | -  | ○  | ○    | -  | ●  | -  | ○  | ○    | -  | ○  | -  | -   | -    | -   | ○  | -  | -   | -      |
| 八神庵              | -  | ○  | ○  | ○  | ○  | ○    | ○  | ○  | ○  | ○  | ○    | ○  | ○  | ○  | ○   | ○    | ○   | ○  | ○  | ○   | ○      |
| 如月影二            | -  | ○  | -  | -  | -  | ○    | -  | ●  | -  | -  | -    | -  | -  | ○  | -   | -    | -   | -  | -  | -   | -      |
| 比利·凯恩           | -  | ○  | -  | ○  | ○  | ○    | ●  | ●  | -  | ○  | ○    | ○  | ○  | -  | -   | ○    | ○   | ○  | -  | ○   | ○      |
| 草薙柴舟            | -  | ○  | -  | -  | ○  | ○    | -  | ●  | -  | -  | -    | -  | ○  | -  | -   | -    | -   | -  | -  | -   | -      |
| 莉安娜·哈迪兰       | -  | -  | ○  | ○  | ○  | ○    | ○  | ○  | ○  | ○  | ○    | ○  | ○  | -  | ○   | ○    | ○   | ○  | ○  | ○   | ○      |
| 藤堂香澄            | -  | -  | ○  | -  | -  | ○    | ○  | ○  | -  | -  | ○    | -  | -  | ○  | -   | -    | -   | -  | -  | -   | -      |
| 麦卓                | -  | -  | ○  | -  | ○  | ○    | -  | ●  | -  | ○  | ○    | -  | ○  | -  | ○   | ○    | ○   | ○  | -  | -   | -      |
| 薇丝                | -  | -  | ○  | -  | ○  | ○    | -  | ●  | -  | ○  | ○    | -  | ○  | -  | -   | ○    | ○   | ○  | -  | -   | -      |
| 吉斯·霍华德         | -  | -  | ○  | -  | -  | ○    | -  | ●  | -  | ○  | ○    | -  | ○  | ○  | -   | -    | ○   | ○  | -  | ○   | ○      |
| 沃尔夫冈·克劳萨     | -  | -  | ○  | -  | -  | ○    | -  | ●  | -  | -  | -    | -  | -  | -  | -   | -    | -   | -  | -  | -   | -      |
| Mr.BIG              | -  | -  | ○  | -  | -  | ○    | -  | ●  | -  | -  | -    | -  | -  | ○  | -   | -    | -   | -  | -  | -   | -      |
| 神乐千鹤            | -  | -  | ○  | ○  | ○  | ○    | ●  | ●  | -  | -  | -    | ○  | -  | -  | -   | -    | -   | ○  | -  | -   | -      |
| 高尼茨              | -  | -  | ○  | -  | -  | ○    | -  | ●  | -  | ○  | ○    | -  | -  | -  | -   | -    | -   | ○  | -  | -   | -      |
| 七枷社              | -  | -  | -  | ○  | ○  | ○    | -  | ●  | -  | ○  | ○    | -  | ○  | -  | -   | -    | -   | ○  | -  | -   | -      |
| 夏尔美              | -  | -  | -  | ○  | ○  | ○    | -  | ●  | -  | ○  | ○    | -  | ○  | -  | -   | -    | -   | ○  | -  | -   | -      |
| 克里斯              | -  | -  | -  | ○  | ○  | ○    | -  | ●  | -  | ○  | ○    | -  | ○  | -  | -   | -    | -   | ○  | -  | -   | -      |
| 山崎龙二            | -  | -  | -  | ○  | ○  | ○    | ●  | ●  | -  | ○  | ○    | ○  | ○  | -  | -   | -    | ○   | ○  | -  | -   | -      |
| 布鲁·玛丽           | -  | -  | -  | ○  | ○  | ○    | ○  | ○  | ○  | ○  | ○    | ○  | ○  | ○  | -   | -    | ○   | ○  | -  | -   | ○      |
| 矢吹真吾            | -  | -  | -  | ○  | ○  | ○    | ○  | ○  | ○  | ○  | ○    | ○  | ○  | ○  | -   | -    | -   | ○  | -  | -   | -      |
| 大蛇                | -  | -  | -  | ○  | -  | ○    | -  | ●  | -  | -  | -    | -  | -  | -  | -   | -    | -   | -  | -  | -   | -      |
| K'                  | -  | -  | -  | -  | -  | -    | ○  | ○  | ○  | ○  | ○    | ○  | ○  | ○  | -   | ○    | ○   | ○  | ○  | ○   | ○      |
| 马克西马            | -  | -  | -  | -  | -  | -    | ○  | ○  | ○  | ○  | ○    | ○  | ○  | ○  | -   | ○    | ○   | ○  | ○  | ○   | ○      |
| 薇普                | -  | -  | -  | -  | -  | -    | ○  | ○  | ○  | ○  | ○    | ○  | ○  | ○  | -   | -    | ○   | ○  | -  | -   | -      |
| 包                  | -  | -  | -  | -  | -  | -    | ○  | ○  | ○  | -  | ○    | -  | -  | -  | -   | -    | -   | -  | -  | -   | -      |
| 李香绯              | -  | -  | -  | -  | -  | -    | ○  | ●  | ○  | -  | ○    | -  | -  | -  | -   | -    | -   | -  | -  | -   | -      |
| 全勋                | -  | -  | -  | -  | -  | -    | ○  | ○  | -  | -  | ○    | ○  | ○  | -  | -   | -    | -   | -  | -  | -   | -      |
| 草薙京1+草薙京2     | -  | -  | -  | -  | -  | -    | ○  | -  | -  | -  | ○    | -  | -  | -  | -   | -    | -   | -  | -  | -   | -      |
| 古利查力度          | -  | -  | -  | -  | -  | -    | ○  | ●  | ●  | -  | ○    | -  | -  | -  | -   | -    | -   | -  | -  | -   | -      |
| 拉蒙                | -  | -  | -  | -  | -  | -    | -  | ○  | ○  | ○  | ○    | -  | ○  | ○  | -   | -    | ○   | ○  | -  | -   | -      |
| 温妮莎              | -  | -  | -  | -  | -  | -    | ●  | ○  | ○  | ○  | ○    | -  | ○  | ○  | -   | -    | ○   | ○  | -  | -   | -      |
| 麟                  | -  | -  | -  | -  | -  | -    | -  | ○  | ○  | -  | ○    | -  | -  | -  | -   | -    | -   | -  | -  | -   | -      |
| 赛斯                | -  | -  | -  | -  | -  | -    | ●  | ○  | ○  | ○  | ○    | -  | ○  | -  | -   | -    | -   | -  | ○  | ○   | ○      |
| 四条雏子            | -  | -  | -  | -  | -  | -    | -  | ○  | ○  | ○  | ○    | ○  | ○  | -  | -   | -    | -   | ○  | -  | -   | -      |
| 库拉·戴尔蒙多       | -  | -  | -  | -  | -  | -    | -  | ○  | ○  | ○  | ○    | -  | ○  | ○  | -   | ○    | ○   | ○  | -  | ○   | ○      |
| 零（克隆）          | -  | -  | -  | -  | -  | -    | -  | ○  | -  | -  | ○    | -  | -  | -  | -   | -    | -   | -  | -  | -   | -      |
| 霍斯                | -  | -  | -  | -  | -  | -    | -  | ●  | ○  | -  | ○    | -  | -  | -  | -   | -    | -   | -  | -  | -   | -      |
| K9999／柯隆         | -  | -  | -  | -  | -  | -    | -  | -  | ○  | ○  | -    | -  | -  | -  | -   | -    | -   | ○  | -  | -   | -      |
| 安琪尔              | -  | -  | -  | -  | -  | -    | -  | -  | ○  | ○  | ○    | -  | ○  | -  | -   | -    | ○   | ○  | -  | -   | -      |
| 李珍珠              | -  | -  | -  | -  | -  | -    | -  | -  | ○  | ○  | ○    | -  | ○  | -  | -   | -    | -   | -  | -  | -   | -      |
| 真·零               | -  | -  | -  | -  | -  | -    | -  | -  | ○  | -  | ○    | -  | -  | -  | -   | -    | -   | -  | -  | -   | -      |
| 伊格尼斯            | -  | -  | -  | -  | -  | -    | -  | -  | ○  | -  | ○    | -  | -  | -  | -   | -    | -   | -  | -  | -   | -      |
| KUSANAGI            | -  | -  | -  | -  | -  | -    | -  | -  | -  | ○  | ○    | ○  | ○  | -  | -   | -    | -   | -  | -  | -   | -      |
| 无名                | -  | -  | -  | -  | -  | -    | -  | -  | -  | -  | ○    | -  | -  | -  | -   | -    | -   | -  | -  | -   | -      |
| 阿修·克里门森       | -  | -  | -  | -  | -  | -    | -  | -  | -  | -  | -    | ○  | -  | ○  | ○   | ○    | -   | ○  | -  | -   | ○      |
| 堕珑                | -  | -  | -  | -  | -  | -    | -  | -  | -  | -  | -    | ○  | -  | ○  | ○   | ○    | -   | ○  | -  | -   | -      |
| 神武                | -  | -  | -  | -  | -  | -    | -  | -  | -  | -  | -    | ○  | -  | ○  | ○   | ○    | -   | -  | -  | -   | -      |
| 狮鹫假面／暴龙王    | -  | -  | -  | -  | -  | -    | -  | -  | -  | -  | -    | ○  | -  | ○  | -   | -    | ○   | ○  | -  | -   | -      |
| 牙刀                | -  | -  | -  | -  | -  | -    | -  | -  | -  | -  | -    | ○  | -  | ○  | -   | -    | -   | ○  | -  | -   | -      |
| 玛琳                | -  | -  | -  | -  | -  | -    | -  | -  | -  | -  | -    | ○  | -  | ○  | -   | -    | -   | -  | -  | -   | -      |
| 神乐万龟            | -  | -  | -  | -  | -  | -    | -  | -  | -  | -  | -    | ○  | -  | -  | -   | -    | -   | -  | -  | -   | -      |
| 艾迪尔海特·伯恩斯坦 | -  | -  | -  | -  | -  | -    | -  | -  | -  | -  | -    | ○  | -  | ○  | -   | -    | -   | -  | -  | -   | -      |
| 无界                | -  | -  | -  | -  | -  | -    | -  | -  | -  | -  | -    | ○  | -  | -  | -   | -    | -   | -  | -  | -   | -      |
| 奥斯瓦尔德          | -  | -  | -  | -  | -  | -    | -  | -  | -  | -  | -    | -  | -  | ○  | -   | -    | ○   | -  | -  | -   | -      |
| 伊丽莎白·布兰克托什 | -  | -  | -  | -  | -  | -    | -  | -  | -  | -  | -    | -  | -  | ○  | ○   | ○    | -   | ○  | -  | -   | -      |
| 达克·金             | -  | -  | -  | -  | -  | -    | -  | ●  | -  | -  | -    | -  | -  | ○  | -   | -    | -   | -  | -  | -   | -      |
| Ｂ.珍妮特           | -  | -  | -  | -  | -  | -    | -  | -  | -  | -  | -    | -  | -  | ○  | -   | -    | -   | ○  | -  | ○   | ○      |
| 桃子                | -  | -  | -  | -  | -  | -    | -  | -  | -  | -  | -    | -  | -  | ○  | -   | -    | -   | -  | -  | -   | -      |
| 天童凯              | -  | -  | -  | -  | -  | -    | ●  | ●  | -  | -  | -    | -  | -  | ○  | -   | -    | -   | -  | -  | -   | -      |
| 疾风翔              | -  | -  | -  | -  | -  | -    | -  | -  | -  | -  | -    | -  | -  | ○  | -   | -    | -   | -  | -  | -   | -      |
| 邪头                | -  | -  | -  | -  | -  | -    | -  | -  | -  | -  | -    | -  | -  | ○  | -   | -    | -   | -  | -  | -   | -      |
| 銀                  | -  | -  | -  | -  | -  | -    | -  | -  | -  | -  | -    | -  | -  | ○  | -   | -    | -   | -  | -  | -   | -      |
| 紫苑                | -  | -  | -  | -  | -  | -    | -  | -  | -  | -  | -    | -  | -  | ○  | -   | -    | -   | -  | -  | -   | -      |
| 禍忌                | -  | -  | -  | -  | -  | -    | -  | -  | -  | -  | -    | -  | -  | ○  | -   | -    | -   | -  | -  | -   | -      |
| 双叶萤              | -  | -  | -  | -  | -  | -    | -  | -  | -  | -  | -    | -  | -  | ○  | -   | -    | -   | -  | -  | -   | -      |
| 雷电                | -  | -  | -  | -  | -  | -    | -  | -  | -  | -  | -    | -  | -  | -  | ○   | ○    | -   | -  | -  | -   | -      |
| 霍查                | -  | -  | -  | -  | -  | -    | -  | -  | -  | -  | -    | -  | -  | -  | -   | ○    | -   | -  | -  | -   | -      |
| 斋祀                | -  | -  | -  | -  | -  | -    | -  | -  | -  | -  | -    | -  | -  | -  | -   | ○    | -   | -  | -  | -   | -      |
| 瞬影                | -  | -  | -  | -  | -  | -    | -  | -  | -  | -  | -    | -  | -  | -  | -   | -    | ○   | ○  | -  | -   | -      |
| 明天君              | -  | -  | -  | -  | -  | -    | -  | -  | -  | -  | -    | -  | -  | -  | -   | -    | ○   | ○  | -  | -   | -      |
| 唐福禄              | -  | -  | -  | -  | -  | -    | -  | -  | -  | -  | -    | -  | -  | ○  | -   | -    | ○   | -  | -  | -   | -      |
| 希尔薇·波拉·波拉    | -  | -  | -  | -  | -  | -    | -  | -  | -  | -  | -    | -  | -  | -  | -   | -    | ○   | ○  | -  | -   | -      |
| 库克里              | -  | -  | -  | -  | -  | -    | -  | -  | -  | -  | -    | -  | -  | -  | -   | -    | ○   | ○  | -  | -   | -      |
| 美杏                | -  | -  | -  | -  | -  | -    | -  | -  | -  | -  | -    | -  | -  | -  | -   | -    | ○   | -  | -  | -   | -      |
| 尼尔森              | -  | -  | -  | -  | -  | -    | -  | -  | -  | -  | -    | -  | -  | -  | -   | -    | ○   | -  | -  | -   | -      |
| 瑟琳娜              | -  | -  | -  | -  | -  | -    | -  | -  | -  | -  | -    | -  | -  | -  | -   | -    | ○   | -  | -  | -   | -      |
| 班德拉斯·服部       | -  | -  | -  | -  | -  | -    | -  | -  | -  | -  | -    | -  | -  | -  | -   | -    | ○   | -  | -  | -   | -      |
| 刚一                | -  | -  | -  | -  | -  | -    | -  | -  | -  | -  | -    | -  | -  | -  | -   | -    | ○   | -  | -  | -   | -      |
| 粱                  | -  | -  | -  | -  | -  | -    | -  | -  | -  | -  | -    | -  | -  | -  | -   | -    | ○   | ○  | -  | -   | -      |
| 娜可露露            | -  | -  | -  | -  | -  | -    | -  | ●  | -  | -  | -    | -  | -  | -  | -   | -    | ○   | ○  | -  | -   | -      |
| 蜜蜜                | -  | -  | -  | -  | -  | -    | -  | -  | -  | -  | -    | -  | -  | -  | -   | -    | ○   | -  | -  | -   | -      |
| 恋心                | -  | -  | -  | -  | -  | -    | -  | -  | -  | -  | -    | -  | -  | -  | -   | -    | ○   | -  | -  | -   | -      |
| 扎那杜              | -  | -  | -  | -  | -  | -    | -  | -  | -  | -  | -    | -  | -  | -  | -   | -    | ○   | -  | -  | -   | -      |
| 海恩                | -  | -  | -  | -  | -  | -    | -  | -  | -  | -  | -    | -  | -  | -  | -   | -    | ○   | -  | -  | -   | -      |
| 艾丽丝              | -  | -  | -  | -  | -  | -    | -  | -  | -  | -  | -    | -  | -  | -  | -   | -    | ○   | -  | -  | -   | -      |
| 安东诺夫            | -  | -  | -  | -  | -  | -    | -  | -  | -  | -  | -    | -  | -  | -  | -   | -    | ○   | ○  | -  | -   | -      |
| 威尔斯              | -  | -  | -  | -  | -  | -    | -  | -  | -  | -  | -    | -  | -  | -  | -   | -    | ○   | -  | -  | -   | -      |
| 娜吉德              | -  | -  | -  | -  | -  | -    | -  | -  | -  | -  | -    | -  | -  | -  | -   | -    | ○   | ○  | -  | -   | -      |
| 洛克·霍华德         | -  | -  | -  | -  | -  | -    | -  | -  | -  | -  | -    | -  | -  | -  | -   | -    | ○   | ○  | ○  | ○   | ○      |
| 伊丝拉              | -  | -  | -  | -  | -  | -    | -  | -  | -  | -  | -    | -  | -  | -  | -   | -    | -   | ○  | -  | -   | -      |
| 德洛丽斯            | -  | -  | -  | -  | -  | -    | -  | -  | -  | -  | -    | -  | -  | -  | -   | -    | -   | ○  | -  | -   | -      |
| 里·威尔斯           | -  | -  | -  | -  | -  | -    | -  | -  | -  | -  | -    | -  | -  | -  | -   | -    | -   | ○  | -  | -   | -      |
| 欧拓马·拉加         | -  | -  | -  | -  | -  | -    | -  | -  | -  | -  | -    | -  | -  | -  | -   | -    | -   | ○  | -  | -   | -      |
| 霸王丸              | -  | -  | -  | -  | -  | -    | -  | -  | -  | -  | -    | -  | -  | -  | -   | -    | -   | ○  | -  | -   | -      |
| 妲丽·刀伽           | -  | -  | -  | -  | -  | -    | -  | -  | -  | -  | -    | -  | -  | -  | -   | -    | -   | ○  | -  | -   | -      |
| 阿尔巴·梅拉         | -  | -  | -  | -  | -  | -    | -  | -  | -  | -  | -    | -  | -  | -  | -   | -    | -   | -  | ○  | ○   | ○      |
| 索瓦雷·梅拉         | -  | -  | -  | -  | -  | -    | -  | -  | -  | -  | -    | -  | -  | -  | -   | -    | -   | -  | ○  | ○   | ○      |
| 莲欣·利维尔         | -  | -  | -  | -  | -  | -    | -  | -  | -  | -  | -    | -  | -  | -  | -   | -    | -   | -  | ○  | ○   | ○      |
| 米侬·贝阿           | -  | -  | -  | -  | -  | -    | -  | -  | -  | -  | -    | -  | -  | -  | -   | -    | -   | -  | ○  | ○   | ○      |
| 蔡琳                | -  | -  | -  | -  | -  | -    | -  | -  | -  | -  | -    | -  | -  | -  | -   | -    | -   | -  | ○  | ○   | ○      |
| 杜克                | -  | -  | -  | -  | -  | -    | -  | -  | -  | -  | -    | -  | -  | -  | -   | -    | -   | -  | ○  | ○   | ○      |
| 露易斯·美玲         | -  | -  | -  | -  | -  | -    | -  | -  | -  | -  | -    | -  | -  | -  | -   | -    | -   | -  | -  | ○   | ○      |
| 流星                | -  | -  | -  | -  | -  | -    | -  | -  | -  | -  | -    | -  | -  | -  | -   | -    | -   | -  | -  | ○   | ○      |
| 尼诺·贝阿           | -  | -  | -  | -  | -  | -    | -  | -  | -  | -  | -    | -  | -  | -  | -   | -    | -   | -  | -  | ○   | ○      |
| 菲奥莉娜·杰勒密     | -  | -  | -  | -  | -  | -    | ●  | ●  | -  | -  | -    | -  | -  | -  | -   | -    | -   | -  | -  | ○   | ○      |
| 服部半藏            | -  | -  | -  | -  | -  | -    | -  | -  | -  | -  | -    | -  | -  | -  | -   | -    | -   | -  | -  | ○   | ○      |
| 莉莉·凯恩           | -  | -  | -  | -  | -  | -    | -  | ●  | -  | -  | -    | -  | -  | -  | -   | -    | -   | -  | -  | ○   | ○      |
| 理查德·梅耶         | -  | -  | -  | -  | -  | -    | -  | -  | -  | -  | -    | -  | -  | -  | -   | -    | -   | -  | -  | ○   | ○      |
| 土狼                | -  | -  | -  | -  | -  | -    | -  | -  | -  | -  | -    | -  | -  | -  | -   | -    | -   | -  | -  | ○   | ○      |
| 吉瓦特玛            | -  | -  | -  | -  | -  | -    | -  | -  | -  | -  | -    | -  | -  | -  | -   | -    | -   | -  | -  | ○   | ○      |
| 笑龙                | -  | -  | -  | -  | -  | -    | -  | -  | -  | -  | -    | -  | -  | -  | -   | -    | -   | -  | -  | -   | ○      |
| 沟口诚              | -  | -  | -  | -  | -  | -    | -  | -  | -  | -  | -    | -  | -  | -  | -   | -    | -   | -  | -  | -   | ○      |

脚注
1. 1 2 3 4 5 6 7 8 9 10 11 12 13 14 15 16 17 18 19 20 21 22 23 24 25 26 27 28 29 30 31 32 33 34 35 36 37 38 39 40 41 42 43 44 45 46 47 48 49 50 51 52 53 54 55 56 57 58 59 60 61 62 63  家用机版/DLC版追加角色
2. 1 2  以噩梦吉斯登场
3. 1 2  以K9999身份出场
4. ↑  以柯隆身份出场
5. 1 2  以狮鹫假面身份参赛
6. 1 2  以暴龙王身份参赛

## 原创人物

### 1994登場
草薙京（Kyo Kusanagi）
声：野中政宏（'94~XIII）、前野智昭（XIV~）
- 格鬥种类：日本古武術('94表記)/草薙流武術('95～)+我流拳法，出身：日本，身高：181cm，体重：75kg，生日：12月12日，血型：B型，興趣：詩詞寫作，喜欢的食物：烤魚，擅長的運動：冰球，重要的事物：單車、小雪(女友)，讨厌的事物：努力

KOF主角，KOF全系列都有登場。三神器之一『草薙家』的後裔，天生就有操縱火焰的能力。
曾於N.E.S.T.S.篇('99及2000)沒有參加比賽，直到2001才正式參賽。
角色最初原案为雾岛翔(Syo Kirishima)，曾在《拳皇99：进化》及《拳皇2000》作为支援人物登场。
二阶堂红丸（Benimaru Nikaido）
声：前塚厚志
- 格鬥种类：Shooting，出身：日本，身高：180cm，体重：68kg，生日：6月6日，血型：O型，興趣：料理，喜欢的食物：生魚片、通心麵、咖啡，擅長的運動：飛靶射擊、高空彈跳，重要的事物：自己，讨厌的事物：後悔、御宅族、狂熱家

KOF本傳全系列都有登場的人氣角色。常與草薙京和大門五郎組隊。擁有操縱雷電的能力。
在KOF初代主角隊成員之中，是目前從KOF故事開始至今都一直有組隊參賽的主要角色之一。
大门五郎（Goro Daimon）
声：臼井雅基（'94~XIII）、藤原貴弘（XIV~）
- 格鬥种类：柔道+我流格鬥技，出身：日本，身高：204cm，体重：138kg，生日：5月5日，血型：A型，興趣：自然、觀賞日本庭園，喜欢的食物：巧克力聖代('94)、蕎麥麵('95～)，擅長的運動：飛靶射擊、柔道，重要的事物：家人、日式木屐，讨厌的事物：精密機械

使用柔道及摔技的高手，於1993年參加「全日本異動格鬥大賽」和紅丸一樣敗給草薙京，之後和草薙京和二階堂紅丸組隊參加KOF。
於KOF'94-97之後，因受恩師所托和感歎日本柔道水準不若以往，決定回校擔任柔道教師而在KOF'99-2000缺席參賽，直到KOF2001才再次登場並且與京與紅丸以及新成員矢吹真吾名組成隊伍參賽，KOF2003則加入紅丸隊參賽。
之後KOFXI的缺席原因未明，直到XIII後才再度參賽，並再次與草薙京、二階堂紅丸這兩人組成原來的日本隊，賽後對京與庵的對決以平常心看待。
XIV前夕和已經康復出院的真吾比試一場，毫不留情把分心的真吾給打敗， XV因為柔道聯盟事務二度缺席不參賽。
在日本隊成員中，大門年紀較為年長並在之後結婚，同時育有一子。妻子名為京條瓊，兒子名為大門虎五郎。
個性和外型與京和紅丸相較下要嚴謹和樸素許多，有時也會在京和紅丸起爭執時充當調停人，雖然參與KOF成為知名格鬥家，日常生活仍舊一成不變且充滿古風，同時亦不擅長使用現代高科技電子產品，有時京和紅丸也會吐槽大門根本是生活在昭和時代的人物，但反之大門有時亦不認同京和紅丸在日常生活的一些行為和穿著。
镇元斋（Chin Gentsai）
声：西村壽一（'94~2002）、松尾まつお（XII~XIII）、田中進太郎（XIV~）
- 格鬥种类：中國拳法(主要為醉拳)，出身：中國，身高：164cm，体重：53kg，生日：4月27日，血型：A型，興趣：打麻將、午睡(2000～)，喜欢的食物：酒('94～2000)、檸檬鮭魚('95～)、生菜炒飯('95～)、等等[註 6](2000～)、稻荷壽司(2000～) </ref>('95～，2001省略化)，擅長的運動：散步、溜溜球，重要的事物：酒，讨厌的事物：熊貓，絕技：轟欄炎炮

椎拳崇、麻宮雅典娜、包的師父，XI登場的桃子可能為新收的徒弟，中國拳法的高手。在KOF多半是在超能力隊。年齡為KOF角色裡最大的89歲。每年參加KOF多半是為了調查幕後的邪惡之氣，非常重視徒弟們的訓練狀況。
於KOF'97曾因隨著徒弟的參賽越來越受觀眾歡迎而認為這對徒弟們沒有幫助想缺席時，收到一名身障少女-渡部薰的感謝信而決定持續參賽。KOF'99時受到一名寺廟住持的請托而收留了本身擁有奇異力量的小孩-包，但當知道包將拳崇的超能力吸收而極度擔心認為這不是好現象，對『KOF2000』賽後拳崇取回強大的超能力和包的狀況再度感到憂心忡忡。『KOF2003』出現異變時，因拳崇和包修行未歸，也認為這超出他們所能應付的而不打算參加此次的KOF，雅典娜則瞞著他組了女子高中生隊參加，認為氣氛不尋常，於是破例前往K'的住處請求他再度參加KOF來調查其中內幕。與傭兵部隊的海迪倫似乎也有保持一定的聯繫。XIII則復歸參賽同時也以冰淇淋為獎勵在網路聊天時誘使庫拉報名讓K隊參賽。XV在角色訪談環節中贈送冰淇淋為庫拉打氣。
陈国汉（장거한，Chang Koehan）
声：島義則（'94~'95）、有田洋之（'96~）
- 格鬥种类：跆拳道+鐵球攻擊，出身：韓國，身高：227cm，体重：303kg，生日：10月21日，血型：B型，興趣：破壞，喜欢的食物：烤牛肉，擅長的運動：乒乓球，重要的事物：鐵球，讨厌的事物：蜈蚣、修練，絕技：鐵球大壓殺

原本是監獄的囚犯，逃獄後被金卡法抓到進行思想指導中，因此一同參加KOF。身上的鐵球是逃獄時帶出來的，便順手拿來成為武器。受金卡法的嚴格訓練多年後，其暴戾的態度改變不少，但仍想逃離金的掌握，因常年一起受訓的關係和邱豐凱成了非常要好的朋友。KOF'99全勳的出現讓他和邱豐凱又多了一個麻煩（他在與全勳在日本期間，除了訓練還要讀書，被全勳拖去看雅典娜的演唱會，因為身型突出馬上就被舞台上的雅典娜認出來）。由於常年參加KOF都是被逼迫的，所以XI泰瑞邀金卡法加入餓狼隊時舉雙手贊成。XIII時為了逃避9參賽而和邱豐凱一同使出計謀教唆金卡法和曾是南鎮霸主基斯手下的雷電和霍查一同參賽，但在雷電和霍查看穿其計謀的情況下，在金卡法回國後受到更嚴格的地獄式修練。於XIV前夕和邱豐凱從金卡法那裡得到難得的假日卻因酒醉鬧事再度送入監獄，受到疑似操縱監獄的罪犯之王-扎那杜的唆使組成惡人隊再度參賽。
蔡宝奇（최번개，Choi Bounge）
声：前塚厚志
- 格鬥种类：跆拳道+速度攻擊，出身：韓國，身高：153cm，体重：44kg，生日：10月25日，血型：B型，興趣：割劃東西，喜欢的食物：螃蟹，擅長的運動：新體操，重要的事物：自製的利爪，讨厌的事物：蒟蒻，絕技：鳳凰腳

原本是個晚上會襲擊路人的變態(白天則為普通肉販)，襲擊金家藩時被抓到進行思想指導中，因此一同參加KOF。鐵爪是自己製作的，一直都是貼身武器。受金家藩的嚴格訓練多年後，其態度收歛不少但仍想逃離金的掌握，因常年一起受訓的關係和陳可漢成了非常要好的朋友。KOF'99全勳的出現讓他和陳可漢又多了一個麻煩（他在與全勳在日本期間，曾被全勳要求學唱雅典娜的歌，甚至前往歌迷俱樂部，對他產生很大困擾）。由於常年參加KOF都是被逼迫的，所以XI泰瑞邀金家藩加入餓狼隊時舉雙手贊成（但『KOF2003』邱豐凱無法參加KOF時卻顯得非常沒落，一般預料應該是無法和陳可漢一起出場所致。）。XIII時為了逃避參賽而和陳可漢一同使出計謀教唆金卡法和曾是南鎮霸主基斯手下的雷電和霍查一同參賽，但在雷電和霍查看穿其計謀的情況下，在金卡法回國後受到更嚴格的地獄式修練。於XIV前夕和陳可漢從金卡法那裡得到難得的假日卻因酒醉鬧事再度送入監獄，受到疑似操縱監獄的罪犯之王-扎那杜的唆使組成惡人隊再度參賽。
哈维·D（Heavy・D!）
声：西村寿一（'94~'98）、中務貴幸（拳皇命运）
- 格鬥种类：拳擊，出身：美國，身高：208cm，体重：113kg，生日：3月25日，血型：A型，興趣：聽NEW JACK SWING，喜欢的食物：毎日骨太高鈣低脂牛奶 (MEGMILK)，擅長的運動：摔角，重要的事物：飼養的貓，讨厌的事物：美麗的事物、型式

受路卡爾邀請而組成美國隊。黑人拳擊高手。
洛奇.古洛巴（Lucky Glauber）
声：Kay稻毛（'94~'98）、山岸治雄（拳皇命运）
- 格鬥種類：籃球+空手道，出身：美國，身高：222cm，体重：105kg，生日：12月2日，血型：AB型，興趣：搜集可以抽獎的明信片，喜欢的食物：煮豆子，擅長的運動：棒球，重要的事物：格鬥用的籃球，讨厌的事物：割劃玻璃的聲音

黑比.D的朋友，一同組成美國隊參加KOF。使用籃球為武器。
布莱恩·巴特勒（Brian Battler）
声：矢野榮路（'94~'98）、木内太郎（拳皇命运）
- 格鬥種類：力量攻擊，出身：美國，身高：219cm，体重：152kg，生日：4月15日，血型：O型，興趣：賽車，喜欢的食物：馬鈴薯泥，擅長的運動：打獵，重要的事物：愛車道奇毒蛇，讨厌的事物：穩健、努力

黑比.D在電視上看到他而邀請一同組成美國隊參加KOF。美式足球職業選手。
卢卡尔·伯恩斯坦（Rugal Bernstein）
声：新居利光（'94~'98、2002UM）、若本規夫（2002、NEOWAVE）、最上嗣生（XV~、拳皇命运、拳皇世界）
- 格鬥種類：盡學各種格鬥技精粹的綜合格鬥技，出身：？，身高：197cm，体重：95kg('94)、103kg('95～)，生日：2月10日，血型：？，興趣：被打倒的格鬥家銅像收集('94，之後因生厭而停止)、世界征服('95、2002)、復活('98)、讀書，料理，喜欢的食物：沒有好惡，擅長的運動：沒什麼特別擅長的，什麼都行，重要的事物：邪惡之心，讨厌的事物：正義、總是妨害著自己的傢伙('95、'98)

『KOF94』、『KOF95』主辦人，本身是軍火商。同時也是一名格鬥天才，曾學得基斯的「烈風拳」與古拉薩的「帝皇滅殺擊」絕技。被打敗後藉由大蛇一族的力量復活成為「奧米加·路卡爾」。在XIV中得知其灵魂被威尔斯封锁着，威尔斯被打败之后，由于威尔斯的死而使得身体里收集的灵魂回到自己应该所在的地方。

### 1995登場
八神庵（Iori Yagami）
声：安井邦彦（'95~XIII）、星野貴紀（XIV~）
- 格鬥种类：八神流古武術+本能，出身：日本，身高：182cm，体重：76kg，生日：3月25日，血型：O型，興趣：樂團活動，喜欢的食物：肉，擅長的運動：全部運動，重要的事物：無（過去的設定：女友，身上穿戴的名牌貨），讨厌的事物：暴力

KOF第二主角，自『KOF95』以後的系列都有登場。三神器之一『八尺瓊家』的後裔，因祖先與大蛇一族交易而改姓八神，操縱火焰的能力也因此變成藍紫色。
草薙柴舟（Saisyu Kusanagi）
声：新居利光（'95、'94RE-BOUT）、逆木圭一郎（'98、'98UM）、山岸治雄（拳皇命运）
- 格鬥种类：草薙流古武術，出身：日本，身高：177cm，体重：69kg，生日：11月27日，血型：B型，興趣：釣魚，喜欢的食物：咖哩烏龍麵、草莓，擅長的運動：高爾夫球，重要的事物：草薙家的榮耀、妻子（草薙靜），讨厌的事物：高的地方，絕技：大蛇薙

草薙京的父親兼前任草薙流的當家。曾經被路卡爾打敗而被洗腦，被打醒之後便失去蹤影，直至『KOF2001』出現在矢吹真吾面前收為徒弟（KOF'98沒有劇情）。從京小的時候便嚴格訓練他草薙流古武術，和很多格鬥界的元老互為舊識（如極限流的阪崎琢磨和藤堂流古武術的藤堂龍白）。於『KOF95』做為中BOSS，在沒有劇情的『KOF98』和阪崎琢磨與海迪倫之間組為老爹隊參戰。
XIV則連繫草薙京，並告知唐福祿新收的弟子-瞬影身懷奇異力量的消息，同時希望京能參加大賽指引瞬影。

### 1996登場
莉安娜·哈迪兰（Leona Heidern）
声：弓雅枝（'96~XIII）、吉田聖子（XIV~）
- 格鬥種類：軍用武術+海迪倫暗殺術，出身：不明，身高：176cm，体重：66kg，生日：1月10日，血型：B型，興趣：參觀工廠（可以拿紀念品），喜欢的食物：蔬菜，擅長的運動：無，重要的事物：無，讨厌的事物：血，絕技：V分斷斬

海迪倫的養女，實際上是大蛇八傑集其中一人的女兒。莉安娜並非本名，而是海迪倫為她取的代號。其父為八傑集之一，原生於一個普通幸福的家庭，但後來發生自己在毫無記憶的情況下暴走殺害父母，而趕來現場調查的海迪倫將她收為自己的養女，並且在莉安娜本人的要求下施予軍事教育。
KOF'96曾被八傑集之一的傑尼茲告知當年殺害雙親的真相而大受打擊，不過在拉爾夫與克拉克的鼓勵下慢慢走出陰霾，但在KOF97因為大蛇一族而引發血之狂暴進入暴走狀態，大蛇封印之後原本要自盡再度被拉爾夫和克拉克勸阻而決定為家人的份努力活下去。由於童年的陰霾加上體內大蛇之血等種種原因，個性如同機器人般的冷酷，不過在與拉爾夫和克拉克相處之下已經慢慢有所改善。KOF'99~『KOF2001』年為了追查NESTS，而持續參與KOF，『KOF2003』原本沉睡自己體內的大蛇之血突然又無法控制而暴走打傷拉爾夫和克拉克之後昏倒，於是XI由薇普代替自己的位置並在KOF缺席(不過故事劇情中依然有出現)。在康復之後對自己在『KOF2003』發生暴走的事感到非常在意，因而在XIII時積極的希望能夠參加KOF尋求答案，最終獲得海迪倫同意後復歸參賽，XIV在海迪倫的命令下對威尔斯身亡後而導致的異變持續給予觀注，同時對身為大蛇八傑集的父親是否會復活給予否定的態度。XV賽後向海迪倫回報瞬影的觀察報告，因為海迪倫透露疑似其父親的目擊情報，獲海迪倫授命偕同拉爾夫、克拉克展開調查。
自XIV開始關注擁有特殊力量的瞬影，在XV對陣瞬影的特殊開場會給予對方啟示指導控制力量，在XV對陣八神庵的特殊開場則會被對方告誡不可過度介入大蛇的相關事件。
神樂千鶴（Chizuru Kagura）
声：斉藤亜紀子（'96~'98）、須川由紀子（2003）、大原沙耶香（拳皇世界至今、XV）
- 格鬥種類：神樂流古武術，出身：日本，身高：169cm，体重：52kg，生日：6月26日，血型：AB型，興趣：騎摩托車，喜欢的食物：辣和酸的食物，擅長的運動：騎單車，重要的事物：八咫之鏡、飼養的文鳥，讨厌的事物：沒道理的事，絕技：零技之礎

神樂（八咫）流古武術的繼承人，「神樂」是掩人耳目的假姓氏。其真名為「八咫千鶴（八咫 ちづる）」，是守護三神器之一「八咫鏡」的家族。神樂家的當家世代都是由同卵雙生的女性繼承。初登場於KOF'96，是大蛇篇繼京庵後的第三位主要角色，年齡設定為22歲，比草薙和八神大2歲。個性上較成熟穩重，然有時卻有相當迷糊的一面。相比起京與庵，千鶴比較重視作為三神器繼承人所背負著的使命，是數次促成京與庵兩人合作的關鍵人物。千鶴一直為守護大蛇的封印而奔走，然而京庵二人對此一宿命抱持著不以為意的態度，甚至更重視彼此之間的爭鬥（草薙家與八神（八尺瓊）家於660年前起變成世仇，但京庵兩人的鬥爭比起血統更偏向於單純為二人之間的私怨）。
於KOF'96故事前，由於大蛇四天王之首的傑尼茲殺死了千鶴的雙胞胎姊姊萬龜，使得大蛇的封印嚴重弱化，千鶴為了對抗試圖破除大蛇封印的大蛇一族，而主辦了格鬥大賽KOF'96以召集對抗大蛇的人才，她並於決賽後親自與冠軍隊伍對決以測試其力量。賽後傑尼茲突然出現並破壞了整個會場，為對付強大的傑尼茲，她促成了京與庵於極不情願下暫時合作，三人並成功打倒了傑尼茲。戰後千鶴向庵說明八神（八尺瓊）一族的火焰原本也是紅色，是因為其祖先曾與大蛇訂定契約而受大蛇之血的影響才變成紫色，同時警告庵大蛇之血的代價就是八神一族都會相當短命，庵也不例外，如果要破除大蛇之血的詛咒就必須跟她和京合作。庵當然是不會與京合作的，而京對封印大蛇一事亦興趣缺缺，見到這樣的兩人千鶴感到很無奈，但她對抗大蛇一族的意志依然十分堅定。
翌年KOF'97，為了與大蛇展開決戰的千鶴再度主辦了「KOF」，這次她作為一般參賽者，與不知火舞和瓊組成女性格鬥家隊出戰。於大賽最後，新參賽的三人（七枷社、雪魯咪、克里斯）現出了他們身為大蛇四天王中另外三人的真實身分，由於他們三人自己作為活祭品使大蛇終於復活，最後千鶴與京及庵「三神器」的繼承人一同合作對抗，並再度成功封印了大蛇，但在賽後京被NESTS抓走，而千鶴則擊退NESTS成員而讓同樣陷入昏迷的庵幸免於難，之後將重傷的庵帶回自己的神社休養過一段時間。
此後她為了監視大蛇的封印，不再有任何公開的活動，直到後來又突然主辦了KOF2003。千鶴對自己雙胞胎姊姊萬龜之死一事一直感到自己能力不足而十分自責，此一心理弱點遭趁虛而入，於是千鶴淪為「遙之彼方」的成員之一牡丹所操作的傀儡，在被牡丹所控制下，她主辦了KOF同時邀請京與庵再度組成三神器隊，並運用八咫鏡的力量複製出了萬龜的幻影，還複製出了草薙（KUSANAGI）的幻影阻擋在其他參賽者面前。直到萬龜被擊敗後牡丹才結束對她的控制，由於先前的戰鬥（千鶴以八咫鏡製造出萬龜的幻影，所承受的傷害同樣會承受到自己身上）令千鶴元氣大傷使大蛇的封印再度被減弱。最後阿修突然出現一舉擊倒了負傷的千鶴，並奪走了她體內的八咫鏡。
千鶴於此役身負重傷所幸並無大礙，然而如今的她失去了八咫鏡而功力盡失變成一普通人，重新振作的她於XI時把事情託付給與京庵二人因緣匪淺的矢吹真吾，透過真吾促成京庵二人第三次合作，但在賽後卻發生庵的暴走導致京和真吾受重傷，也讓庵的八尺瓊勾玉被阿修奪走。千鶴之後於XIII前夕曾對同樣被阿修奪去八尺瓊勾玉的庵說道，這未嘗不是擺脫大蛇之血詛咒宿命的良機，只是庵於阿修消亡後仍選擇取回了勾玉，同時隨著阿修的消亡，八咫鏡再度回歸了原主千鶴的身上。XIV本身沒有參賽而是在大赛落幕后，發現威尔斯身亡後出現的大蛇靈魂，趕緊通知京庵二人来一起合作再次把大蛇给封印。XV則因為大蛇四天王的復活和封印受到不知名力量的干擾，決定尋求京與庵的合作復出參賽。
三神器三人中唯一重視自己使命的守護者，KOF'97裏少數會接續八神庵能量使用的角色。KOF'98的援護關系必定出手相助的人是京和柴舟。比較關心京，在PS遊戲（拳皇京）中于KOF'97之前引導草薙京領悟出了『無式』，最終封印大蛇。是京的好夥伴和女性知己。
麦卓（Mature）
声：辻裕子（'96~XIII）、筒井敬子（XIV）、嶋村侑（拳皇世界、拳皇命运）
- 格鬥種類：速度攻擊，出身：不明，身高：177cm，体重：58kg，生日：4月8日，血型：O型，興趣：玩弄機械、模型製作（XIV起）喜欢的食物：雞肉，擅長的運動：單板滑雪，重要的事物：自己的美腿，讨厌的事物：鳩、神樂家，絕技：天國之門

大蛇八傑集之一，個性冷漠的現實主義者，擅長玩弄對手。在路卡爾獲得大蛇之力後，奉傑尼茲指示以秘書的身份就近監視。擁有獸之力。於KOF'96再度獲傑尼茲指示邀八神庵組隊參加KOF（實為監視八神），但背叛傑尼茲。最後因八神發生暴走和拜斯一同被殺害。其靈魂曾在KOF'97時出現在八神庵的夢中。XIII時因『遙遠彼方之來者』的行動而轉生暫時復活，知道阿修奪走八神的力量所以和拜斯拉攏八神再度組隊參賽，賽後與拜斯因為大蛇力量再度減弱，兩人道別後一同消失於八神面前。但在XIV前夕原因不明的再度和拜斯一同出現在八神庵面前，賽後並不阻止八神前去與京等人合力封印大蛇靈魂。直到XV在大賽前夕和拜斯一同嘲弄八神庵後才又再度消失。
對三神器的神樂千鶴反感。KOF98援護系統中100%幾率援護的人居然是大門五郎和黑比.D。自KOF98开始面对路卡尔会有飞吻的动作，致敬玩家间流传的“地下情人”的非官方传闻。实际認為路卡爾是很沒趣没实力的人。在（拳皇世界）中設定的興趣傾向多與拜斯相反。喜歡草薙京，因此被雪視為勁敵。（拳皇世界以外的作品無此設定）。此外在XV DLC版的附加訪談表示對拜斯不怎麼重視保養頗有意見，也表明自己更偏好自由利用時間故不考慮回職場工作。XV DLC版特殊勝利對白顯示瑪卓亞和拜斯同樣對八傑集之一的山崎龍二抱持厭惡態度，理念亦和七枷社、雪魯咪、克里斯有所分歧。
薇丝（Vice）
声：弓雅枝（'96~XIII）、佐古真弓（XIV~）
- 格鬥種類：力量攻擊，出身：不明，身高：178cm，体重：59kg，生日：11月28日，血型：A型，興趣：收集美国漫画书、游泳（XV DLC增加），喜欢的食物：梅子，擅長的運動：潛水、舉重，重要的事物：Ban Brereton親筆簽名，讨厌的事物：草薙柴舟

大蛇八傑集之一，個性直接殘暴有施虐傾向。在路卡爾獲得大蛇之力後，奉傑尼茲指示以秘書的身份就近監視。擁有死之力。於KOF'96再度獲傑尼茲指示邀八神庵組隊參加KOF（實為監視八神），但卻因對八神產生興趣而背叛傑尼茲。最後因八神發生暴走和瑪卓亞一同被殺害。其靈魂曾在KOF'97時出現在八神庵的夢中。XIII時因『遙遠彼方之來者』的行動而轉生暫時復活，知道阿修奪走八神的力量所以和瑪卓亞拉攏八神再度組隊參賽，賽後與瑪卓亞因為大蛇力量再度減弱，兩人道別後一同消失於八神面前。但在XIV前夕原因不明的再度和瑪卓亞一同出現在八神庵面前，賽後並不阻止八神前去與京等人合力封印大蛇靈魂。直到XV在大賽前夕和瑪卓亞一同嘲弄八神庵後才又再度消失。
她在KOF'95擔任路卡爾的秘書時，利用大蛇之力將草薙京的父親-柴舟弄至復活時導致手部嚴重灼傷，所以對草薙柴舟反感至極，之後甚至對於同柴舟年紀一樣的中年男性均抱持著討厭的態度。在（拳皇世界）中設定的興趣傾向多與瑪卓亞相反，觉得八神最帅。（拳皇世界以外的作品無此設定）。此外在XV DLC版的附加訪談表示自己雖認為擔任秘書時期的職場環境不錯，但不喜歡需要討好上司與上對下的職場關係而是更偏好對等的工作關係，也喜歡帶有地獄哏的美國漫畫作品。至於人際關係方面則對瑪卓亞時常擺出年長者架子頗有微詞，對XIV開始登場且同樣重視自然但更趨向人類和自然共存的娜卡露露則認為和人類過度接近並非好事。XV DLC版特殊勝利對白顯示瑪卓亞和拜斯同樣對八傑集之一的山崎龍二抱持厭惡態度，理念亦和七枷社、雪魯咪、克里斯有所分歧。
高尼茨（Goenitz）
声：島義則（'96~2002UM）、赤城進（拳皇世界、拳皇命运）
- 格鬥種類：大蛇之力（主要使用風的力量），出身：不明，身高：193cm，体重：88kg，生日：7月20日，血型：不明，興趣：攀岩，喜欢的食物：蕈類料理（特別是松茸），擅長的運動：滑浪風帆，重要的事物：忠誠，讨厌的事物：愚蠢的人類，絕技：真.八稚女

大蛇四天王之首同時亦為『KOF96』的魔王。平時打扮成牧師的外型。從登場便是覺醒為大蛇一族的狀態，擁有操縱暴風的能力。年輕時曾前往八傑集之一的盖德尔的住處拜訪，但卻造成擁有大蛇之血的盖德尔之女-莉安娜覺醒暴走並殺害雙親的悲劇。曾打敗奪取大蛇之力的路卡爾並奪走他其中一隻眼睛，因為想知道大蛇之力在普通人類身上會有何反應而沒有殺死路卡爾，同時派了八傑集其中的2人拜斯和瑪卓亞從旁監視。路卡爾死後在KOF96開賽前殺害了神樂千鶴的姊姊-神樂萬龜，使大蛇封印削弱，但在賽後遭受拜斯和瑪卓亞背叛。另外也曾將三神器之一的草薙京打敗。不過最終於KOF96賽後被三神器合力打敗後自殺。
XV的DLC版本中再度復活，賽事結束後於封印大蛇的石碑處和覺醒狀態的七枷社、雪魯咪、克里斯會合，並達成密謀共識運用歐拓馬·拉加的其中一枚力量結晶準備讓大蛇再度解除封印。

### 1997登場
矢吹真吾（Shingo Yabuki）
声：子安武人
- 格鬥种类：草薙京自傳的草薙流古武術，出身：日本，身高：179cm，体重：71kg，生日：4月8日，血型：O型，興趣：怪談、探險、收集糖果送的玩具、收集小雕像，喜欢的食物：烏龍麵、巧克力、沙丁魚，擅長的運動：游泳、水球，重要的事物：生命、女朋友、京送的手套、學習日記，讨厌的事物：乳製品、全部京的死對頭和看起來很可怕的人（七枷社、八神庵、山崎龍二）

草薙京的學弟。看過KOF96的電視轉播而崇拜草薙京並希望可以拜他為師，以便當換取草薙流古武術的招式，但京只是覺得好玩，才收他在身邊讓他跑腿。招式發不出火焰，但還是憑著自己的努力使做為格鬥家的實力逐漸提升，雖然自稱是京的徒弟但其實有很長一段時間草薙京是不在他身邊的，所以他的一些格鬥招式和技巧是自學的。
草薙京失蹤後便和二階堂紅丸一同行動至『KOF2001』終於和京組成一隊，但賽後還是被京等人撇下。之後京的父親草薙柴舟出現在他面前並收為徒弟。XI受神樂千鶴所託請求京和庵的再次合作，不料比賽結束後被暴走的庵打至重傷，XI賽後便一直在醫院住院休養，因此在XII和XIII中缺席沒參賽，XIV證實已經康復出院還和大門比試了一場，但仍舊沒有參加比賽。XV中再度出席賽事。
個性非常的樂觀耿直，因為受草薙京影響非常深，所以對八神庵的態度很反感，不過卻很怕他。除了妹妹以外，其他家人對於他成為格鬥家持反對態度。另外他本身也有一位視為女朋友的青梅竹馬，不過在拜草薙京為師並沉淪在習武的喜悅後反而開始冷落她。
七枷社（Yashiro Nanakase）
声：粟根誠（'97~2002UM）、滨冈敬祐（XV~，拳皇世界，拳皇全明星）
- 格鬥种类：打擊系攻擊，出身：日本，身高：190cm，体重：99kg，生日：12月31日，血型：O型，興趣：旅行，喜欢的食物：拉麵、竹筍，擅長的運動：游泳，重要的事物：琥珀，讨厌的事物：茄子、狹窄的地方

大蛇四天王之一，傑尼茲遭封印後成為四天王的領導。和雪魯咪、克里斯是樂團朋友和成員之一，在樂團主要擔任電吉他手，其外型打扮非常引人注目，所屬樂團曾和八神所屬的樂團發生糾紛因而敵視八神庵。在KOF97'中覺醒成為大蛇一族的狀態，擁有操縱大地的能力，為了完成大蛇覺醒的使命而潛入KOF組隊參賽，賽後將所有一切真相告知三神器，被三神器打敗後為了大蛇的復活所需的祭品而自殺身亡。
不過多年後因上屆XIV最終BOSS-威尔斯的影響下，和雪魯咪、克里斯再度復活在世界上並快速融入日常生活中，偶然從雪魯咪帶回來的雜誌上得知擁有神秘力量的瞬影而感到好奇，為了弄清真相決定在闊別97後再度於參與XV大賽，賽後從雪魯咪轉述獲知櫛名田的轉世（雪）仍和京交往的消息，雖然對於自己沒被雜誌採訪頗有不滿，仍摩拳擦掌等待時機成熟時再度向雪下手，偕同兩者再度投身樂團活動；而在XV DLC版覺醒大蛇隊結局顯示覺醒狀態的七枷社、雪魯咪、克里斯取得歐拓馬·拉加的其中一枚力量結晶，與同樣復活的四天王之一傑尼茲會合，並達成密謀共識運用該結晶的力量準備讓大蛇再度解除封印。
飼有一隻寵物白頭海鵰，在XV和娜可露露、雪魯咪組隊的寵物隊結局和同樣飼養老鷹的娜可露露交流甚歡。由於自身擁有大地相關的能力，在XV復活回歸後和能使役大地精靈的德洛麗絲和操控沙塵的庫克里有特殊勝利台詞與特殊結局。此外對克里斯和他人鮮有交情頗為留意，在XV的DLC版訪談環節和特殊勝利獨白有意安排庫拉和克里斯打好交情，行事立場則和瑪卓亞、拜斯有所分歧。
夏尔美（Shermie）
声：西川葉月（'97~2002UM）、濑户英里奈（XV~，拳皇世界，拳皇全明星）
- 格鬥种类：投技，出身：法國，身高：173cm，体重：68kg，生日：2月13日，血型：B型，興趣：樂團、養腮鼠，喜欢的食物：魚、納豆卷、牛肉館的早餐（XV），擅長的運動：花式溜冰，重要的事物：個人電腦、腮鼠，讨厌的事物：芹菜、高校棒球

大蛇四天王之一。和七枷社、克里斯是樂團朋友和成員之一，在樂團主要擔任鍵盤手。除了樂團外還有一份時裝設計師的工作，自己穿的衣服也是自己設計的，在大蛇一族中是少數貼近人類生活的成員之一，平時為傻大姐的性格。在KOF97'中覺醒成為大蛇一族的狀態後，連其性格也變得成熟和冷酷許多，擁有操縱雷電的能力，為了完成大蛇覺醒的使命而潛入KOF組隊參賽，被三神器打敗後為了大蛇的復活所需的祭品而自願被七枷社所殺而身亡。
不過多年後因上屆XIV最終BOSS-威尔斯的影響下，和七枷社、克里斯再度復活在世界上並快速融入日常生活中(一下就熟用當時尚未在97年出現的智慧型手機)，偶然在帶回來的雜誌上得知擁有神秘力量的瞬影而感到好奇，為了弄清真相決定在闊別97後再度於參與XV大賽，賽後透露櫛名田的轉世（雪）仍和京交往，對於自己能透過參加大賽和包含京在內的帥哥們邂逅感到開心，偕同兩者再度投身樂團活動；而在XV DLC版覺醒大蛇隊結局顯示覺醒狀態的七枷社、雪魯咪、克里斯取得歐拓馬·拉加的其中一枚力量結晶，與同樣復活的四天王之一傑尼茲會合，並達成密謀共識運用該結晶的力量準備讓大蛇再度解除封印。
為人似乎比較喜歡帥哥，KOF'98裏對很多男性角色都有特殊開場動畫，XV復活回歸後中意帥哥之餘也會留意同樣使用投擲技能的參賽選手，然而覺醒狀態對於同樣能操控雷電戰鬥且和站在京的陣營的紅丸則抱持敵對意識。飼有兩隻寵物腮鼠，在XV和娜可露露、七枷社組隊的寵物隊結局對娜可露露提及飼養的老鷹瑪瑪哈哈會獵食老鼠等動物感到不安。行事立場則和瑪卓亞、拜斯有所分歧。
克里斯（Chris）
声：緒方莉央（'97~2002UM）、青木志貴（拳皇世界，拳皇全明星）、山﨑るい（XV）
- 格鬥种类：速度攻擊，出身：瑞典，身高：160cm，体重：48kg，生日：5月3日，血型：AB型，興趣：料理，喜欢的食物：布丁、奶油、血腸（XV起），擅長的運動：越野賽，重要的事物：大自然，讨厌的事物：軟糖、說謊的人、隨便被人摸頭

大蛇四天王之一，是大蛇八傑集現代轉生成員最年輕同時也是大蛇選擇附生的人。和七枷社、雪魯咪是樂團朋友和成員之一，為樂團的主唱。因為擅長料理所以負責樂團裡所有的家事，也會管控樂團成員的財務支出。本身非常厭惡和鄙視人類，性格也非常殘忍到可以帶著燦爛的笑臉毫不猶豫的殺人。在KOF97'中才覺醒為大蛇一族的狀態後，擁有操縱火焰的能力，為了完成大蛇覺醒的使命而潛入KOF組隊參賽，被三神器打敗後為了大蛇的復活所需的祭品而自願被七枷社所殺而身亡。
不過多年後因上屆XIV最終BOSS-威尔斯的影響下，和七枷社、雪魯咪再度復活在世界上並快速融入日常生活中，偶然在雪魯咪帶回來的雜誌上得知擁有神秘力量的瞬影而感到好奇，為了弄清真相決定在闊別97後再度於參與XV大賽，賽後透露自己曾經拒絕參與雜誌主持關於美少年格鬥家特輯的事件，一度懊惱自己沒能藉機宣傳樂團知名度，因為社表明冠軍會吸引大量媒體採訪而放寬心，偕同兩者再度投身樂團活動；而在XV DLC版覺醒大蛇隊結局顯示覺醒狀態的七枷社、雪魯咪、克里斯取得歐拓馬·拉加的其中一枚力量結晶，與同樣復活的四天王之一傑尼茲會合，並達成密謀共識運用該結晶的力量讓大蛇再度解除封印。XV覺醒狀態和八神、京組隊的特殊結局中再度和兩者展開對決。
在（拳皇世界）中資料設定為是個禦姐控，對神樂千鶴有興趣，認為她是最有魅力的女人。在無劇情的98'和故事正篇XV均有專屬的少年隊結局（98'版為拳崇和慎吾；XV版為庫拉和明天君）。XV復活回歸後，七枷社有意讓鮮少和他人有交情的克里斯與庫拉相識交好，但庫拉則認為克里斯是個經常欺負他人且瞧不起她的孩子。此外克里斯還對具有特殊力量的明天君抱持興趣，行事立場則和瑪卓亞、拜斯有所分歧。
大蛇（Orochi）
声：緒方莉央（'97~2002UM）、青木志貴（拳皇世界）
- 格鬥种类：　，出身：　，身高：　(由觸媒轉變)，体重：　(由觸媒轉變)，生日：　，血型：　，興趣：　，喜欢的食物：　，擅長的運動：　，重要的事物：　，讨厌的事物：

地球意志，大蛇一族之長同時亦為『KOF97』的魔王。只是個精神集合體，並沒有實際肉體存在，因此會在大蛇一族中選擇肉體附生，原本在1800年前是代表地球守護人類的存在，但最後卻因人類的過錯而決定進行肅清人類的計劃，不過最終被當時的三神器家族給合作封印。已知擁有心靈感應和心靈傳動的能力，也能進行再生和摧毀指定目標的靈魂。
在被封印後的660年前，成功引誘三神器之一的八尺瓊家(八神家的前身)將其下的八傑集的封印解除，並讓三神器家族互相反目直到現在，之後約1800年後由八傑集之一並且是大蛇四天王之首的傑尼茲殺害三神器家族之一的神樂萬龜，讓大蛇封印整體弱化，並在KOF97由新面孔隊的七枷社等人的幫助下藉由克里斯的肉身成功覺醒，但最終仍被現代三神器家族的草薙京、八神庵、神樂千鶴三人合作打敗並再次被封印。而在KOF97如果是被三神器以外的隊伍打敗則是自己進入休眠狀態。
之後其封印一直由現代三神器家族的神樂千鶴負責看管，但到了在KOF2003前夕因神秘組織『遙遠彼方之來者』的其中一人牡丹操縱神樂千鶴的關係而使封印整個弱化，在XI賽後更被其中一人的禍忌認為大蛇有可能會再次復活，不過到了XIII證實『遙遠彼方之來者』的目的只是想利用大蛇的力量而非真的想讓大蛇再次覺醒。XIV中打败威尔斯之后，由于威尔斯的死而使得身体里收集的灵魂回到自己应该所在的地方，然后被三神器家族再次封印，然而在XV DLC版覺醒大蛇隊結局顯示覺醒狀態的七枷社、雪魯咪、克里斯取得歐拓馬·拉加的其中一枚力量結晶，與同樣復活的四天王之一傑尼茲會合，並達成密謀共識運用該結晶的力量準備讓大蛇再度解除封印。
雖然在拳皇系列的實際正篇故事登場次數不多，卻是對三神器家族和旗下八傑集影響深重的人物，在KOF97遊戲劇情模式對陣維護人類立場的超能力隊（尤其是雅典娜）時會有特殊對話。而在射擊遊戲「KOF SKY STAGE」則在會被庫拉擊敗後表達對人類創造的事物與人類善良面的關切。
WAREZ组织利用生物技术制作出了大蛇的克隆体蛟(Mizuchi)，曾在NeoGeo Battle Coliseum的作为Boss登场。也在SNK的授权手游《拳皇98终极之战OL》和《拳皇世界》中登场。

### 1999登場
K'（K-dash）
声：松田佑貴（'99~XIII、拳皇世界）、川原慶久（XIV~、拳皇全明星）
- 格鬥種類：暴力，出身：不明，身高：183cm，体重：65kg，生日：不明，血型：不明，興趣：無，喜欢的食物：牛肉乾（可以配酒吃），擅長的運動：無（基本上不擅長），重要的事物：無，讨厌的事物：KOF、甜食

『KOF'99』至『KOF2001』（NESTS篇）的主角。NESTS組織的改造人。個性陰暗急躁。能夠操縱火焰的能力複製自草薙京的細胞，但控制力不夠完整，必須戴著NESTS特製的黑色手套抑制火焰，但在『KOF2000』後已能自行控制。
於『KOF'99』因對自己的身世感到迷惘，加上Maxima的鼓動因而背叛NESTS，並在逃亡期間於世界各地破壞NESTS組織的設施而被NESTS通緝，同時也遭海迪倫的軍隊組織誤會是恐怖份子而遭到兩方夾擊追殺，經過『KOF2000』追尋組織背後真相直到『KOF2001』打倒其幕後黑手伊格尼斯後隱退（因為NESTS的關係對KOF的印象極其惡劣而不想參與），但『KOF2003』因一股邪惡之氣的出現加上突然來訪的鎮元齋的極力遊說下，雖然對此厭煩但還是繼續參加KOF。在身世方面依舊成謎，但『KOF2000』出現在自己面前的薇普（也是其姊的複製人）應該已將她所知道的告訴K'，因此對自己的身世心理應該已經有個底，不過在XI開賽前表示對自己的身世還是有種不踏實的感覺。本身個性雖然陰暗急躁，但也有其重視夥伴的一面，庫拉曾形容K'只是不坦率罷了。XIII時對於庫拉沒經自己的同意而報名KOF感到不滿但最終仍舊登場。XIV透露和Maxima與傭兵部隊的海迪倫達成協議，私下協助傭兵部隊的作戰任務。XV因為跟庫拉引起爭執導致後者離家，無計可施下將薇普從軍隊帶回藏身處，意外得知庫拉被神秘改造人-柯隆綁架同時還要參加大賽，為了帶回庫拉在夥伴Maxima勸說下決定參賽，XV庫拉平安歸來後，一臉不情願的被马克西马和薇普強拉到遊樂園一起陪庫拉遊玩。
马克西马（Maxima）
声：小西克幸
- 格鬥種類：M式格鬥技，出身：加拿大，身高：204cm，体重：204kg，生日：3月2日，血型：A型，興趣：騎腳踏車，喜欢的食物：所有的甜食，擅長的運動：橄欖球，重要的事物：鬢角、母親，讨厌的事物：納豆、尋求意見的人

NESTS組織一員，K'的朋友。全身都被改造成半機械的狀態。與K'一起逃離NESTS後一同組隊參加KOF。在加入NESTS組織前為一名普通軍人，後來在一次任務中因NESTS的關係失去了自己的朋友，為了復仇而暗自加入NESTS，「要用NESTS所賜予的力量來打倒NESTS」是他的理念。一開始只想利用K'，直到後期開始將K'視為自己的摯友。雖說做為半機械的改造人，但其喜好甜點的程度令搭檔K'感到有些受不了。在隊伍的存在如同日本隊的大門一樣，時時牽制個性較為急躁的K'，雖然長相很粗獷但很介意別人叫他大叔（因為實際年齡才29歲），NESTS解散後他負起照顧K'和庫拉的責任(監護人)同時也是家裡的重要收入來源。XIV透露和K'與傭兵部隊的海迪倫達成協議，私下協助傭兵部隊的作戰任務，同時將身上的機械裝備整個翻新，另外在大賽中對尼爾森的機械手臂來源感到很在意。XV對K'和庫拉爭執一事並導致後者被綁架一事感到自責，說服K'參與這次的XV大賽，賽後強拉K'一起陪庫拉到遊樂園遊玩。
薇普（Whip）
声：菊池志穂
- 格鬥種類：操鞭術+海迪倫暗殺術，出身：不明，身高：173cm，体重：59kg，生日：10月12日，血型：O型，興趣：無，喜欢的食物：蜂蜜，擅長的運動：無，重要的事物：自己的皮鞭，讨厌的事物：容量不足、技巧式泡妞、背叛者、拉爾夫式騷擾

NESTS組織一員，K'的姐姐的複製人。原名西拉（Sela），因對自己的身世起疑而比K'更早叛離NESTS，後來得知海迪倫有在調查NESTS的關係，加入海迪倫的傭兵部隊，Whip便是她的代號。使用特殊材質的鞭子為武器。
在『KOF2000』由C.Zero那裡得知自己是複製人之後，決定暫時脫離海迪倫的傭兵部隊和K'等人見面，海迪倫對其行動知情但沒有揭發。在『KOF2001』時與K'等人一同行動，而在這其間將所自己知道的（如K'的身世、NESTS組織等）告訴K'和Maxima。NESTS組織崩潰才再度回到傭兵部隊，『KOF2003』則因海迪倫的指示再度與K'組隊參加KOF大賽。XI則代替因上次暴走而缺席的蕾歐娜回到怒隊。XIII則被派至其他任務而沒有參賽僅在怒隊結局出現。XIV依舊沒有參賽而是替拉爾夫傳話給K'說此屆KOF將有前NESTS成員出場。XV得知庫拉和K'發生爭執導致後者離家並被神秘改造人-柯隆給擄走，無奈之下和K'等人會合並再度復出參賽，XV賽後跟軍方請假利用空閒時間帶庫拉到遊樂園遊玩。
包（Bao）
声：中野加奈子
- 格鬥種類：超能力，出身：不明(但是在中國出生)，身高：153cm，体重：40kg，生日：7月18日，血型：不明，興趣：家用電玩，喜欢的食物：熱牛奶(不加糖)，擅長的運動：釣魚，重要的事物：B級遊戲、家用電視遊樂器，讨厌的事物：RPG名作

一出生就帶有強大的力量的大凶之子，母親生下他後便不幸逝世。由於包的力量過於強大，其出生的村莊曾有村人要求將包殺害，父親迫於無奈下連夜離開村莊，並將他託付給一間寺廟的住持後便音訊全無，直到有天包的力量突然覺醒讓寺廟住持不知所措才轉托至鎮元齋照顧。由於本身強大的力量(吸收相近超能力)而讓其師兄椎拳崇的超能力盡失，後來『KOF2000』時為了阻止衛星的掉落，包用盡全身力量後，被拳崇用親嘴的方式取回自己的所有超能力源同時也救了包一命，另一方面則由於自身的力量(根據劇情拳祟的超能力被稱為「龍之力」)被前飛賊門首領龍給盯上。『KOF2001』賽後進行修練而沒再參加大會。似乎很受同隊的雅典娜照顧（因為雅典娜很喜歡小孩子）。XIII雖沒參賽但和桃子一同參加超能力隊賽後的記者會。XIV前夕被指修行後超能力變得更加強勢但最後並未被鎮元齋選為隊員出賽。
全勳（전훈，Jhun Hoon）
声：一条和矢
- 格鬥種類：跆拳道，出身：韓國，身高：177cm，体重：77kg，生日：7月26日，血型：O型，興趣：收集香水、追星，喜欢的食物：葛湯、鰻、蛤蠣，擅長的運動：飛鏢、撞球，重要的事物：遊佐美森全部的CD、海鷗雕像，讨厌的事物：自己的姓(漢字的全比金少二劃)

和金卡法同為一個道場的格鬥家，但因理念不和於是轉往日本發展，後因不滿金卡法在一次媒體專訪時對格鬥技的理念而回到韓國並在KOF'99首次參加KOF，同時也兩度跟金交換弟子來藉此宣揚自己的格鬥技理念。和金卡法的關係近似惡交，同時也是麻宮雅典娜的歌迷（曾表示如果在比賽對上雅典娜會用盡全力，決不因是她的歌迷而放水）。『KOF2001』為了限量的雅典娜海報而發生車禍無法參加KOF，『KOF2003』則因規則多了'可途中換人'機制而硬把邱豐凱擠下自己參加KOF大賽（其目的是要利用這項規則來讓金家藩欠自己的人情），XI之後便再無參賽但有時會替金卡法看顧他的兩名更生弟子。
角色最初原案为康裴達(Kang Bae Dal)。曾在《拳皇2000》作为支援人物登场。
古利查力度（Krizalid）
声：岩本義幸（'99、2002UM）、屋乃英治（2001、2002UM）、川中子雅人（拳皇世界、拳皇全明星）
- 格鬥種類：把之前收集得來的資料傳送到肉體中戰鬥，出生地：愛爾蘭，身高：188cm，體重：83kg，生日：10月23日，興趣：收集有名人的複製體，喜歡的食物：LIFEGUARD('99)/運動飲料(2001)、多層牛油酥，重要的事物：部下('99)/原裝正貨的Zero大人(2001)，討厭的事物：無意義的會議('99)/長小鬍子的人(2001)

NESTS組織幹部，『KOF99』魔王。實際上是K'的複製人，但因為記憶遭到竄改而認為K'才是自己的複製人。身上穿的戰鬥大衣可以處理大量的戰鬥資料，並開發出新的招式。於『KOF2001』,以零的Striker在ZERO的飛船再度登場，據說當時被其他幹部救下但記憶混亂，登場時則是穿著開發技能的戰鬥大衣。在ZERO的飛船墮落前與前飛賊門首領龍已分別離開，在組織解散後行蹤不明。在XIV中得知其灵魂被威尔斯封鎖著，威尔斯被打敗之後，由于威尔斯的死而使得身体里收集的灵魂回到自己应该所在的地方。

### 2000登場
库拉·戴尔蒙多（Kula Diamond）
声：嘉數由美
- 格鬥种类：剋制K的武術，出身：不明，身高：169cm，体重：48~49kg，生日：5月29日，血型：不明，興趣：00和XI:在CANDY身上寫字、01和02:修復CANDY，喜欢的食物：棒棒糖、草莓冰淇淋，擅長的運動：溜冰，重要的事物：CANDY(照顧她的機器人)，讨厌的事物：人群、火焰

NESTS組織一員，為了追殺K'而特別培育的改造人，平時沒戰鬥時長髮為栗色，一旦進入戰鬥模式髮色會立刻成為水藍色。因擁有與K'相反的冰能力而獲得『Anti K'』的綽號，跟K'相比她的改造手術較為成功，雖然是為了追殺K'而特別培育的改造人，但K'對她並沒有特別的敵意。『KOF2000』為了阻止Zero(即零)利用KOF進行造反活動，和戴安娜和霍斯三人聯手暗中改變兵器攻擊路線讓Zero(即零)自取滅亡，但過程中同行的機器人Candy為了保護庫拉而損壞，事後庫拉只能懷抱著Candy殘骸而哭泣，同時對NESTS組織的存在開始感到疑惑，之後為了引誘K'一行人，被NESTS命令組隊參加『KOF2001』大賽。
在『KOF2001』後期因對NESTS產生存疑而和上級幹部戴安娜叛離組織並救了K'一行人。NESTS組織崩潰後與K'一同行動。初登場時給人感覺冷冰冰的，在NESTS組織崩潰後其個性改變非常多，也因為從小在實驗室長大讓她對社會處處充滿著好奇。而在成為改造人前與K'曾在同一個研究所生活過，後來被迫分離洗腦和改造。她並不視Candy為機器人，而是如同自己的姊妹一般，同時在XI時成功修復Candy，而她與NESTS上級戴安娜和霍斯之間雖無血緣關係，卻如同家人般非常親密，NESTS崩潰後仍和戴安娜在一起生活。對於『KOF2003』發生的異變很感興趣，卻因為鎮元齋認為其年紀尚小而讓K'沒有找她組隊一事耿耿於懷，XI因薇普返回怒隊，所以首次與K'組隊，到了XIII受到鎮元齋送的高級冰淇淋誘惑，沒經過K'的同意就擅自報名KOF而讓K'感到不滿，最終在Maxima的調解下，K'只能無奈答應參賽。XV則在大賽前夕和K'發生爭執離家出走，結果反被NESTS前成員安琪和神秘改造人-柯隆聯手擄走但本人沒有人質的自覺，後來因K'決定參賽而意外被柯隆認為是最低戰力而讓她加入新隊伍，XV賽後被戴安娜和霍斯接回，而離家出走則是因為Maxima答應會帶她去遊樂園的約定老是跳票才導致的。
NESTS崩潰後在情理上將K'視為自己的哥哥，實質有點像青梅竹馬，可是兩人依然有種說不清的曖昧關係，K'也是歷代系列作裡唯一能讓庫拉不產生牴觸的火焰能力者。她也將薇普當成自己的姊姊並稱呼其原名-西拉（Sela），薇普沒有參與軍隊任務時兩人也會出門逛街遊玩。此外在XV的DLC版本訪談環節和特殊勝利對白中，顯示大蛇隊的七枷社對年齡和克里斯相近的庫拉有意安排兩者交好，庫拉認為克里斯經常欺負他人且有點瞧不起她，對克里斯觀感不甚良好，但在XV和克里斯、明天君組隊的特殊結局（少年隊）則和兩者有良好互動。
拉蒙（Ramon）
声：竹本英史（2000~XI、NEOWAVE）、勝沼紀義（XIV~）
- 格鬥种类：暗殺術，出身：墨西哥，身高：170cm，体重：80kg，生日：12月3日，血型：A型，興趣：和小孩玩，喜欢的食物：龍舌蘭酒、玉米麵豆卷，擅長的運動：職業摔角，重要的事物：學長給的面具、美麗的凡妮莎，讨厌的事物：違規、棄權

地下格鬥場摔角選手。由於格鬥能力很強而曾被NESTS看上，身材十分精壯而曾讓想搭訕凡妮莎的其他男性望之怯步，個性上有些輕浮及油嘴滑舌。被賽斯與凡妮莎邀請一同參加KOF。單眼戴著眼罩（據說是想自我訓練自己戴上）。『KOF2000』後常和凡妮莎及賽斯一同行動。單戀著凡妮莎，對已婚的凡妮莎造成相當大的困擾。此外相較於凡妮莎和賽斯的特務身份，他似乎是以協助者的身份和兩人一同行動。於XI時就是與凡妮莎和布魯瑪莉組成隊伍，協助調查幕後勢力。XIII則和賽斯、凡妮莎、布魯瑪莉受海迪倫委託潛入比賽會場暗中調查而缺席參賽。XIV則沒和賽斯等人行動，反與NESTS前成員安琪合作職業摔角比賽，並組隊參加KOF，XV則與恐龍王一同受上屆主辦者安東諾夫之邀前往俄國，和恐龍王一樣並不在意安東諾夫的落魄反而爽快答應組隊參賽。
賽斯（Seth）
声：中村秀利
- 格鬥种类：護身術，出身：美國，身高：190cm，体重：108kg，生日：8月1日，血型：B型，興趣：盜聽、撲克牌，喜欢的食物：蔬菜水果，擅長的運動：個人運動，重要的事物：家人、領帶，讨厌的事物：飛機

隸屬於霖谷機關的特務，外型為高大有禮的黑人，針對NESTS和『遙遠彼方之來者』的行動而與海迪倫的傭兵隊進行密切合作，並主動參加KOF。與二階堂紅丸是舊識並在『KOF2000』合作組隊參賽。『KOF2001』獲海迪倫的指示邀請八神庵組隊參加，被八神身上的黑暗氣息嚇出一身冷汗，賽後和拉蒙及凡妮莎圍捕八神但最後似乎失敗了。其後雖沒參與KOF但仍在暗地裡行動，XI時拉蒙和凡妮莎與布魯瑪莉合作，就是由他所主導的。XIII則率領凡妮莎、拉蒙、布魯瑪莉受海迪倫委託潛入比賽會場暗中調查，目前不再參加KOF反而轉幕後負責調度人員執行監測任務。
温妮莎（Vanessa）
声：南香織（2000~XI）、秦真由美（XIV~）
- 格鬥种类：拳擊，出身：不明，身高：182cm，体重：67kg，生日：1月9日，血型：B型，興趣：通信販賣、存錢、網上購物，喜欢的食物：啤酒，擅長的運動：基本上都不錯，重要的事物：結婚戒指，讨厌的事物：幽靈、憂柔寡斷的人

隸屬於霖谷機關的特務，表面上則是普通的家庭主婦（但打扮不太像）。『KOF2000』後常和賽斯及拉蒙一同行動。由於已婚作為人母，對於經常一同為任務行動的拉蒙暗戀她感到很煩腦。設定上是KOF中年紀最大的女性（30歲），所以雖然外表豔麗但仍舊非常羨慕其他年輕的女性。參與KOF基本上都是由海迪倫和賽斯的指示而參加的，不過因KOF獲勝後的龐大獎金也是參賽的另一個主因，另外也有重視家庭的一面(但其夫可能不知道她的真實工作)。因身份關係與餓狼系列的布魯.瑪莉的男友之間似乎為舊識。於XI時拉蒙和布魯瑪莉兩人組成隊伍，調查幕後勢力。XIII則和賽斯、拉蒙、布魯瑪莉受海迪倫委託潛入比賽會場暗中調查而缺席參賽，並在賽後前往參加女性格鬥家隊的聚會並感嘆羨慕其他年輕的女性格鬥家。XIV和布魯瑪莉合作進行其他任務而再度缺席，XV由金隊的神祕女性-梁主動找上她並聯絡上布魯瑪莉並在雙方協調下復出參賽。
一開始個性神秘難以預測，但在參加數次KOF比賽後個性越來越豪爽，甚至可以在工作空閒時的用餐中不計形象來上一杯冰啤酒暢飲，此外對別人叫她阿姨會感到震驚，對此會不斷強調自己只是成熟的大姐姐。XV和特瑞、德洛麗斯組隊的特殊結局中，與德洛麗斯對泰瑞有著懂事幫忙家務的養子（洛克）感到羨慕。
麟（Lin）
声：黒田崇矢
- 格鬥种类：輕功+硃砂掌，出身：中國河北，身高：195cm，体重：75kg，生日：2月16日，血型：毒(不明)，興趣：無，喜欢的食物：無，擅長的運動：長/短跑，重要的事物：飛賊的鐵則，讨厌的事物：無，絕技：千手羅漢殺

中國河北飛賊門四天王之一。於『KOF2000』與賽斯是互相利用的關係參加KOF。得知飛賊門前任首領龍將不願加入NESTS的飛賊一族殺害，於『KOF2001』為了報仇而找K'一起組隊參加賽事，NESTS瓦解後獨自展開調查龍的行動，此後音訊全無，XI時於超能力隊的結局中不知為何出現在龍的陣營裡。其個性上來說不喜歡與人互動，同時對於想一窺飛賊一族的人會毫不留情痛下殺手，矢吹曾在『KOF2000』因好奇想掀他的面罩而差點慘遭毒手，而邀他參賽的賽斯也是。進入戰鬥狀態時其速度驚人，連K'都必須要依靠马克西马和薇普合力才能將他制服，足見不是個好對付的角色。
四條雛子（Hinako Shijo）
声：川澄綾子（2000~2003、NEOWAVE、2002 UM、拳皇全明星）、田村茜音（XV~）
- 格鬥种类：相撲，出身：日本（日俄混血），身高：154cm，体重：42kg，生日：3月3日，血型：B型，興趣：收集相撲的出場表、製作草藥物品，喜欢的食物：奶油蛋糕、紅茶（自家泡的），擅長的運動：騎馬、薙刀，重要的事物：小時候買的泰迪熊，讨厌的事物：蟲、酸的食物、鋼琴練習

日俄混血兒，就讀於貴族名校的女高中生，為了在學校推廣相撲和成立相撲社而參加KOF。其外型讓人很難和相撲連想在一起，有時會強迫他人練習相撲。『KOF2000』賽前初登場時由於外型和格鬥家形象落差太大，而被舞、香澄及百合認為是搞不清楚狀況的小孩子，直到在3人面前表現出純熟的相撲實力後立刻就被延攬到女性格鬥家隊。由於參加過KOF而在一夕之間在其就讀的貴族女校成為風雲人物，最後連原本反對她設立相撲社的貴族女校都改變立場同意。個性十足的天然，也有其腹黑的一面，『KOF2003』被雅典娜邀請參賽時當場誤以為鎮元齋逝世，讓雅典娜感到哭笑不得。XI和XIII則沒有參賽但有前往女參加性格鬥家隊的聚會，因為無心的一句話而讓現場參加的女格鬥家之間發生混戰。XV的DLC版本中以特殊選手身分出賽，並在個人特殊結局顯示賽後被安東諾夫詢問是否要加入摔角行列，雛子則回應更希望安東諾夫出資建造足以轟炸銀河的相撲房間作為回應。
零（克隆）（Zero（Cloned））
声：ふとがね金太（2000、2002 UM）、楠大典（拳皇世界）、齊藤次郎（拳皇全明星）
- 格鬥種類：音巢對流拳，出身：不明，身高：189cm，体重：85kg，生日：10月7日，血型：O型，興趣：工作，喜欢的食物：壽司、鋤燒，擅長的運動：高爾夫球、棒球，重要的事物：複製能力，讨厌的事物：背叛者

NESTS組織幹部，『KOF2000』魔王。以Zero(即零)的身份代替本尊行事，實際為Zero的複製人。原來的樣貌與本尊接近但不完全，及後殺死了凌司令(海迪倫上校的上司)並且易容成了凌司令從中左右軍方，於後期執行計劃成功令海迪倫上校及軍方打擊NESTS的佈署被出錯，並且表露自己的真實身份。然而表面是聽從NESTS組織指示，實際他則暗中策劃背叛NESTS，企圖利用組織兵器奪得控制並創造新世界而成為領導者。最後被霍斯及戴安娜看穿暗中改變兵器攻擊路線及後被加農砲擊中身亡。

### 2001登場
K9999
声：佐佐木望
- 格鬥种类：自己的力量，出身：不明(日本?)，身高：168cm，体重：58kg，生日：不明，血型：B型，興趣：騎摩托車，喜欢的食物：花生，擅長的運動：無，重要的事物：心愛的摩托車，讨厌的事物：命令和發命令的人

為NESTS組織的成員，也是草薙京的第9999號複製人。因為過度複製的緣故，而完全沒有草薙京的外型和記憶，只承襲了部份操縱火焰的能力，左手則被改造成可以任意變形的異形之手。非常愛好暴力及武力，且個性極端暴躁，特別是對K'時在言行舉止上會顯得更加暴躁厭煩。過去曾因處分而被NESTS冷凍過一段時間，直至『KOF2001』於上層指示下，才得以解除處分回復行動，並與霍斯、庫拉、安琪三人組成NESTS代表隊參加KOF大賽。回復行動後內心一直存有想背離組織的想法，其對於組織感到怨恨，同時也和隊友關係十分惡劣，偶爾還會出現挑釁的言行，因此被霍斯和戴安娜視為一顆不定時炸彈。不過，他卻意外的與安琪頗為契合，在『KOF2001』賽後更和安琪一起偷襲霍斯，並背叛NESTS離去，之後兩人在搶下一架偵察用直昇機逃脫後，便就此行蹤成謎。
由於設定上涉嫌抄袭Akira，自从『2002』之后的作品就没有再次登场，所有跟他有关的资料与图片全部被删除。在『2002 UM』裡更是被无名這個角色給取代。直到『XV』改頭換面並更名為-柯隆・麦克杜格尔才再次登场。
安琪尔（Angel）
声：富永美衣奈（2001）、新谷真弓（2002、2002UM、NEOWAVE）、小椋美輝（XIV~）
- 格鬥种类：所有的格鬥技，出身：墨西哥，身高：168cm，体重：敢寫你就死定了，生日：3月6日，血型：O型，興趣：騎50cc的摩托車、Live表演，喜欢的食物：龍舌蘭酒、仙人掌刺，擅長的運動：足球（主要是守門員），重要的事物：P.O系列服飾、維他命B3，讨厌的事物：賭博

為NESTS組織的成員，使用摔角招式（但其實也會用其他格鬥技）。出身於墨西哥，個性較為輕浮卻又俏皮，外型是穿著清涼的白髮女性。由於本身是對肌肉組織進行改造的改造人，因此體重與外型完全不搭，不喜歡別人提起自己的體重（所以體重一欄的設定上為:敢寫你就死定了）。本人完全沒有身為NESTS組織成員的自覺，一開始本是派去監視K9999的中級幹部，但卻意外與K9999非常投契，後來更十分隨性的與K9999一起背離了NESTS，是少數能和擁有殘暴性格的K9999和平相處的角色。於『KOF2001』賽後和K9999一起偷襲霍斯，之後兩人便搶奪了一架偵察用直昇機逃脫後行蹤成謎，直到XIV時才因厭煩躲躲藏藏的過日子而再度現身，並回到故鄉墨西哥與拉蒙合作職業摔角的比賽兼賺錢，同時應拉蒙的邀請再次組隊參加KOF。XV證實與改頭換面並更名為-柯隆的K9999仍躲藏在荒郊野外生活，同時還在適應對方的新名字並與之聯手綁架離家出走的庫拉，期間不時和庫拉互相鬥嘴，賽後庫拉被戴安娜等人接走後，和柯隆一同騎摩托車踏上新的旅程。
霍斯（Foxy）
声：池澤春菜
- 格鬥种类：劍擊，出身：不明(有一說是委內瑞拉)，身高：181cm，体重：61kg，生日：12月9日，血型：A型，興趣：養殖蜜蜂，喜欢的食物：鵝肝醬，擅長的運動：劍擊，重要的事物：組織和部下，讨厌的事物：高層幹部

為NESTS組織的幹部，為表示其忠心而將NESTS組織的旗幟綁在頭髮上，是名使用西洋劍的高手，也是庫拉的保護人之一。和庫拉的另一個保護人戴安娜之間，除了是同事外也是好朋友，Hinako和戴安娜與庫拉合力阻止C.Zero背叛NESTS組織的計劃。於『KOF2001』接獲高層指示組成NESTS隊參與KOF，賽後與庫拉一起離開NESTS時遭到K9999偷襲而重傷，之後便情況不明，不過在後來XI的K隊故事中再度登場。另外，XIII庫拉的NEOMAX中，也有與戴安娜一同出現做攻擊支援，由此可證明霍斯已康復，只不過是如何康復的，至今仍然是個謎。
多年後在XV的柯隆隊結局中被柯隆通知庫拉下落，並和戴安娜一同去接人，看在庫拉的面子上跟戴安娜似乎不在追究01時期發生的事，事後帶庫拉前往一家冰淇淋店並和K隊的成員會合。
李珍珠（이진주，"May" Lee Jinju）
声：川上倫子（2001~2002 UM）、田中爱美（拳皇全明星）
- 格鬥種類：跆拳道+自創招式，出身：韓國，身高：164cm，体重：47kg，生日：5月24日，血型：B型，興趣：看特攝片，喜欢的食物：炸雞、冷麵，擅長的運動：跆拳道，重要的事物：別人給的紅圍巾和手套，討厭的事物：邪惡

金卡法道場的女弟子。其實力被金卡法認為有能力獨當一面，但全勳則認為她能力稍嫌不足。李梅在價值觀上與金卡法相近，而在『KOF2001』時因全勳發生車禍而代替他參加KOF。喜歡特攝片，並將一些特攝片動作加入到自己的招式中，May也是因此才為自己取的一個綽號。雖然她的價值觀與金卡法相近，但在個性上比金卡法還要來的變通及隨和，跟陳可漢、邱豐凱之間相處的也不錯。另外，金卡法找她來代替受傷的全勳，主要也是希望韓國隊能換個清新的印象。
真·零（Zero (Original)）
声：新居利光（2001、2002 UM）、楠大典（拳皇世界、拳皇全明星）
- 格鬥種類：音巢對流拳，出身：北極，身高：193cm，体重：88kg，生日：10月7日，血型：O型，興趣：育嬰，喜欢的食物：葡萄柚果凍，擅長的運動：水肺潛水，重要的事物：整個NESTS組織，讨厌的事物：沒有

為NESTS組織的核心幹部，也是『KOF2001』的中魔王，是伊格尼斯的左右手，對伊格尼斯相當忠心，卻對。原本是個早已退居幕後辦事的人，但自從在『KOF2000』時，他的複製人(C.ZERO)的叛變事件後，便使他再度現身於前線。他一直飼養著一隻名為GLAUGAN的黑獅子，這隻黑獅子也於『KOF2001』時做為其専属的Strikers之一登場。於『KOF2001』裡誘導眾人進入他的飛船並進行決戰，在飛船上可看到他身旁有前飛賊門首領-龍跟NESTS組織的幹部-古利查力度，他更以一人之姿上陣，在戰敗後把眾人送上太空船，之後他便選擇與引擎故障且即將墮落的飛船一同沉入大海。
伊格尼斯（Igniz）
声：若本規夫（2001、2002 UM）、木村雅史（拳皇世界、拳皇全明星）
- 格鬥種類：音巢對流拳，出身：？，身高：189cm，体重：85kg，生日：10月19日，血型：AB型，興趣：幽浮，喜欢的食物：宇宙食物，擅長的運動：坐禪，重要的事物：神，讨厌的事物：神

為NESTS組織的真正首領，也是『KOF2001』的魔王。伊格尼斯從小就在NESTS的太空基地長大，因此認為自己是統治世界的神。『KOF99』到『KOF2001』就是他為了證明自己是世界最強的而舉辦的遊戲。而他在更早的時期裡，更把NESTS組織的原領袖(他的父親)殺死，並把其製成傀儡，而他則是站在一旁操縱著組織。同時他也是把NESTS從維持和平的組織轉變成為無惡不作的邪惡組織的罪魁禍首。於『KOF2001』時透過ZERO去引導眾人到太空船跟他一戰，並進行統領世界的計劃，之後卻因為計畫失敗的關係，而自行啟動太空船的自爆裝置，並懷抱著自尊與太空船一同沉沒。在XIV中得知其靈魂被威尔斯封鎖著，而在威尔斯被打敗之後，也因威尔斯的死而使得身體裡所收集的靈魂回到自己應該所在的地方。

### 2002登場
草薙
声：岩田光央（2002~2003、2002UM、NEOWAVE）、野中政宏（Sky Stage）
『KOF2002』、『KOF2003』出現的隱藏人物。人物原案為草薙京角色的原型。其膚色比草薙京本尊黑，眼珠顏色是紅的，設定上實力也比草薙京本人強橫，擁有本尊所有的記憶從而認為自己才是本尊。『KOF2002』並沒有劇情上的設定。在『KOF2003』則是由神樂萬龜藉由八咫鏡製造出來的幻影，被參賽隊伍打敗後立刻消失。無劇情的『KOF2002UM』與草薙京1號和2號合組一個複製人隊參賽。在官方的設定上，屬於草薙京的複製人之一，唯一一位行蹤不明、並沒有被捕獲、亦沒有複製人代號的京的複製人，這些設定並沒有實際展示於遊戲劇情上，但在官方的劇情背後設定看到。

### 2002UM登場
無名（Nameless）
声：小野大輔
- 格鬥种类：無，出身：NESTS火星基地DEIMOS (火衛二)，身高：168cm，体重：58kg，生日：不明，血型：B型 (RH-)，興趣：沒有，喜欢的食物：紅丁香(無核葡萄)，擅長的運動：所有知道規範的個人競技運動，重要的事物：特製手套(Isolde)，讨厌的事物：實驗

NESTS組織一員。個性較為沉著帶有自信，為了開發出超越K'的強化人類，NESTS另外製造了9999個複製個體，同時將草薙之炎移植到這些實驗體身上，但該計劃執行後這些實驗體幾乎都以失敗告終，最後存活下來的只有無名一個人，之後其左手帶有組織為他專門開發的生化手套。另外這個計畫是在主要推動的「Project K」下的副產物，在組織內以「Project Ж」來稱呼。
無名是以個人意志控制移植到自己身上的草薙之炎，初期移植實驗雖然成功同時也存活下來，但全身嚴重燒傷，在休養康復的階段對看顧自己的女看護-Isolde產生了感情。
為了將Isolde留在自己的身邊，同時擺脫實驗體的身份，成為下級幹部，多次接受身體改造手術，直到某天追殺一名叛逃的科學家，才從科學家之口意外得知Isolde早已身亡的消息，處於震撼的無名最終放過科學家回到組織，但無名沒辦法相信Isolde已死，而對NESTS組織產生懷疑，此時高層命令無名參加KOF消滅K'等叛徒，無名提出條件若任務成功，要求見到Isolde本尊，而高層也爽快答應他的要求，但無名完全沒想过假若任務失敗自己的下場會如何。
因为庫拉與以前喜歡的女性Isolde樣貌相似，所以個人對於庫拉有種特殊的感覺。
無名这个角色雖說是為了取代因版權問題而未能再登場的K9999，但其人物背景設定及定位則是獨立的並沒有重疊，根據官方設定他是僅有生還「Project K」的特別複製個體，在NESTS組織解散後仍然生存，但去向不得而知。

### 2003登場
阿修·克里门森（Ash Crimson）
声：長代聰之介
- 格鬥種類：我流（特殊火焰），出身：不明,童年成長於法國，身高：178cm，体重：59kg，生日：2月14日，血型：O型，興趣：指甲彩繪，喜歡的食物：德國薩克大蛋糕，擅長的運動：無，一般上認為運動很麻煩(但基本上都不錯)，重要的事物：手指甲，討厭的事物：麻煩、無聊的事

『KOF2003』至『KOFXIII』（Ash篇）的主角。外表非常的中性，擁有操縱綠翠色火焰的能力，個性非常輕浮不認真又懶散，但一認真起來卻相當可怕，另外也很懂得玩弄人心。喜好甜食和修指甲，其餘背景資料完全不明，XI時則出現怕冷的一面。阿修的童年在法國到伊莉莎白家中度過，但某天一場原因不明的大火燒毀伊莉莎白家，導致兩人從此分道揚鑣直到XI賽後才再度重逢。
對中華文化非常喜歡及覺得有趣,同時對中國及香港有熟悉的感覺,也在那裡認識了兩位中國朋友-墮瓏和神武，與XI登場的伊莉莎白之間的關係為青梅竹馬（義理上的姐弟）。
主要目的為奪取三神器的力量而參加KOF（其實真正的目的是為了阻止齋祀的計劃而參賽），於『KOF2003』成功奪取神樂的八咫之鏡，XI則趁八神暴走時將八神的八尺瓊勾玉給奪走，同時因八神力量之影響，開始能發出藍紫色的火焰。據XI登場的伊莉莎白所言，本身是有任務在身的，並表明阿修是不可以擁有三神器的力量。XIII證實為「遙遠彼方之來者」的領袖齋祀的子孫後裔及派往潛伏於伊莉莎白一族內的臥底，但其內心卻早已不滿而暗自對抗「遙遠彼方之來者」，XIII並無參賽而是潛伏於暗處辦事並在賽後偷襲齋祀卻不幸失敗反被齋祀控制，最終與齋祀同歸於盡而消失於世上。由於齋祀為阿修的祖先，歷史也會改寫，阿修殺死齋祀後也等同讓自己存在於這個世界的歷史和眾人的記憶被整個消除，導致XIII賽後真正記得阿修的人沒有幾個。XIV由库克里告知伊莉莎白的对话中得知阿修因威尔斯被打敗的關係而復活，同時其靈魂也在烏克蘭的某處深山中出現。XV為了報答其恩情，決定和伊莉莎白一起復出參賽，對於自己死而復生的事抱以輕鬆的心情看待，賽後與库克里道別並跟伊莉莎白一起前往中國，與神武跟墮瓏兩人會合，同時將照片上傳到庫克里的手機上。
奪取三神器的原因至今不明，但有可能是為了增強阿修自己對抗「遙遠彼方之來者」的力量或是為了讓齋祀相信自己沒二心才會有奪取神器的行動，而草薙京的草薙之劍最後似乎並沒有被阿修有意所奪，而隨著阿修的消亡，被奪走的神器也各自回到原來主人的身邊。而且，阿修是KOF史上第一位反派主角，也是第一位“死亡”的主角。在KOF XIII中，他沒有正式參賽名額（官方表明）。於故事劇情中，首位轉移在幕後行動的主角 (與草薙京或是K'直接面對大蛇或NESTS決戰的方式不同) ，並且暗中通知亞爾迪哈德及海迪倫那邊遙彼一族部份行動及機關，從中影響組織的一部份行動。
堕珑（Duolon）
声：丸尾恒人（2003~XIII）、河本啟佑（XV）
- 格鬥种类：魔哭冥斬拳，出身：中國河北，身高：189cm，体重：79kg，生日：3月11日，血型：不明，興趣：打麻將、未知生物的探索，喜欢的食物：極樂燒鳥丸，擅長的運動：無（但沒覺得有難度），重要的事物：飛賊之義、母親的相片，讨厌的事物：番茄汁

中國河北飛賊門一員，前首領龍的兒子，同時也是阿修的舊識。與麟同樣獨自在調查背叛飛賊門的龍，在龍殘殺飛賊一族時逃過一劫但被其他倖存族人當成背叛者。使用可以召喚死靈的『魔哭鳴斬拳』。『KOF2003』時對阿修沒經自己同意就替他報名KOF而感到不悅，但最後仍如期參加並於賽後感覺到自己父親-龍的氣息而先行向阿修等人告別（並不清楚最後有沒有見面，但尋找滅族的父親可能是他最後同意與阿修參加KOF的原因）。似乎有些注意到阿修參與KOF的企圖，透過舊相識的紅丸受到伊莉沙白邀請，因而決定在XI時與伊莉莎白和紅丸組隊參加KOF來阻止阿修的目的，XIII與神武再度受伊莉莎白邀請參賽，似乎想搞清楚阿修內心真正的想法。XIII賽後因為阿修的消亡而失去了與阿修相識後的所有回憶，但卻隱約記得與某人(阿修)之間的約定而無法釋懷的和神武在空無一人的比賽場地沉思並久久無法離去，XIV後跟神武沒再參賽，直到XV阿修復活後才恢復跟後者相處的所有記憶。
關於二階堂紅丸怎麼和墮瓏認識的原因不明，但『KOF2000』時與紅丸組隊的飛賊-麟，是墮瓏妹妹笑龍的武術師傅，同時賽後紅丸也曾和墮瓏的父親-龍有過爭執。
神武（Shen Woo）
声：水津浩志
- 格鬥种类：我流，出身：不明(但在上海長大)，身高：188cm，体重：97kg，生日：9月10日，血型：B型，興趣：與強的對手交戰、觀看格鬥比賽，喜欢的食物：大閘蟹，擅長的運動：乒乓球，重要的事物：証明自己的力量，讨厌的事物：水母（討厭看上去滑溜溜的東西）

上海最強的打架高手，也是一位小混混，在地方上也很出名，同時外型也非常出眾，由於實力不俗在上海當地的仇家非常多，必須常常更換自己的住所。個性相較於阿修和墮瓏來說有些梗直，另外神武只是暱稱且真實姓名不詳。與阿修是在香港認識的舊識，從前就想參加KOF卻苦無機會，因此對阿修的邀請二話不說就直接答應了。參與KOF的目的只是單純想找最強的對手來幹架。因在XI賽後被阿修丟下感到不滿，於是在XIII與墮瓏到法國接受伊莉莎白邀請參賽，但卻因為伊莉莎白的個人性格及多次遲到的問題，再加上不習慣法國當地的生活步調而心情惡劣，只有到華人街才能稍微喘口氣。XIII賽後因為阿修的消亡而失去了與阿修相識後的所有回憶，但卻隱約記得與某人(阿修)之間的約定而無法釋懷的和墮瓏在空無一人的比賽場地沉思並久久無法離去，XIV後跟墮瓏沒再參賽，直到XV阿修復活後才恢復跟後者相處的所有記憶，之後馬上叫了一堆大閘蟹來慶祝阿修的重生，對於跟阿修一起參賽的庫克里感到十分好奇。
在參與KOF其間，對個性稍有雷同的K'非常中意，一直想將他收做自己的小弟，但被後者給直接拒絕，另外對XIII一同組隊的伊莉莎白則很明白的表示不喜歡她，同時對和個性嚴肅的伊莉莎白如何相處感到棘手。
玛琳（Malin）
声：猪砂和世
- 格鬥种类：武器+暗器的使用，出身：日本大阪，身高：156cm，体重：45kg，生日：2月4日，血型：O型，興趣：演奏和樂器，喜欢的食物：酸辣湯、湯咖哩，擅長的運動：遊泳、羽毛球，重要的事物：她自己的呼呼大睡，讨厌的事物：青蛙

使用暗器的高中少女，第一印象給人像貓一樣的女孩，大阪出身，似乎屬某個不明組織。背景不明。『KOF2003』時以毛遂自薦的方式出現在為成員不足傷腦筋的雅典娜和雛子面前而初次登場，同時也曾派旗下組織成員去試探女性格鬥家隊的成員，XI時則對極限流在一次的媒體訪問時說「使用暗器的人太卑鄙了」的言論不滿，於是加入影二和香澄的反極限流隊。目前為止真正參加KOF的目的不明，不過其身份有可能跟賽斯一樣是臥底。XIII則沒有參賽但有前往女參加性格鬥家隊的聚會，因雛子無心的一句話而和眾女格鬥家之間發生混戰。
神乐万龟（Maki Kagura）
声：猪砂和世
- 格鬥种类：神樂流古武術，出身：日本，身高：169cm，体重：52kg，生日：6月26日，血型：AB型，興趣：睡覺、調整千鶴的摩托車，喜欢的食物：辛辣的食物，擅長的運動：摩托車賽（被妹妹拜託下不情願參加的），重要的事物：她的茶杯，讨厌的事物：神樂家族的宿命

神樂千鶴的雙胞胎姊姊，三神器之一『八咫家』的後裔。肯尼茲為了解開大蛇的封印而在『KOF96』前便將她殺害，在96時以靈魂的狀態出現在三神器面前考驗他們並期許妹妹千鶴能好好帶領三神器封印大蛇，『KOF2003』再度登場的只是幻影。
艾迪尔海特·伯恩斯坦（Adelheid Bernstein）
声：田中哲哉
- 格鬥种类：綜合格鬥術，出身：不明，身高：183cm，体重：74kg，生日：2月15日，血型：O型，興趣：不明，喜欢的食物：不明，擅長的運動：不明，重要的事物：不明，讨厌的事物：不明

與路卡爾有血緣關係，被認為是路卡爾之子，但正式關係未知。在KOF2003以魔王之一的身份登場，KOFXI則以中場亂入者身份登場。雖然外型和格鬥技能與路卡爾沒有兩樣，但在個性上與路卡爾卻是南轅北轍，跟妹妹蘿絲相較下個性較為溫和有禮，與傭兵部隊的海迪倫相識也都知道雙方的狀況，對於海迪倫妻女死於路卡爾之手感到十分的愧疚。
无界（Mukai）
声：重塚利弘（2003）、鶴岡聰（拳皇全明星）
- 格鬥种类：獨自的格鬥術+石化能力，出身：不明，身高：231cm，体重：168kg，生日：不明，血型：不明，興趣：研究新的格鬥技能和戰術，喜欢的食物：好吃的食物，擅長的運動：格鬥，重要的事物：格鬥本能，讨厌的事物：虛張聲勢、難吃的東西

『遙遠彼方之來者』的一人，『KOF2003』魔王。是個全身漆黑的肌肉男，擁有石化物體的能力，個人意志堅定。目的是喚醒並非大蛇的別的地球意志，想透過解封大蛇力量喚醒自己的'主'，在『KOF2003』被三神器打敗後逃離解封大蛇力量的現場，在XIII再度與劇情中登場，在賽後被其領袖齋祀當成祭品被吸收力量而身亡。

### XI登場
伊莉莎白.布蘭克托什（Elisabeth Blanctorche）
声：大島加代子（XI~XIII）、伊藤静（XV~，拳皇世界、拳皇全明星）
- 格鬥种类：布蘭克流格鬥術+光拳術，出身：法國，身高：174cm，体重：58kg，生日：11月1日，血型：A型，興趣：品嚐葡萄酒，喜欢的食物：葡萄酒，擅長的運動：馬術，重要的事物：自豪的使命，讨厌的事物：沒有信念、粗心大意的人

於阿修篇初登場時只是為篇章主要角色之一，直到XIII被官方定為此章節的女主角 (阿修作為專用人物依然是アッシュ篇的篇章主角，伊莉莎白則是主角隊代表並且為最終章的主角。)。個性非常正派強勢和不茍言笑，對於軟弱無能的人通常會給予毫不留情的批評。居住在法國的一個小鄉鎮上同時受到當地居民的敬重，同時為了貫徹家族傳統，通常都以馬車代替汽車當作代步工具。
與『遙遠彼方之來者』對立的家族，使用馬鞭術及光拳術混和的格鬥技。和阿修.克里門森之間的關係為青梅竹馬，兩人童年時曾一起在布蘭克托什家族本部生活過，阿修有時會稱呼伊莉莎白的小名-貝蒂(Betty)，但布蘭克托什家族某天發生原因不明的大火，導致阿修和伊莉莎白兩人分離。
XI賽前從遠道而來的二階堂紅丸那裡聽聞阿修對三神器家族的圖謀後決定參賽，賽後對於阿修奪取三神器的力量非常生氣，同時誓言要阻止阿修。XIII邀請墮瓏和神武自組隊伍參賽，於賽後遭到『遙遠彼方之來者』的襲擊同時得知阿修所做一切的目的，最終打敗被齋祀控制的阿修。事後曾希望阿修能留在她身邊，但阿修決定與齋祀同歸於盡而在伊莉莎白的眼前消失，最終伊莉莎白只能拿著阿修留下的髮飾傷心落淚。
XIV沒有參賽反而在官方招待隊的結局後面登場，同時與庫克里相約在烏克蘭的一處深山裡見面，最後的劇情揭露伊莉莎白仍保有關於阿修的記憶，同時為了尋找阿修的靈魂而委託庫克里替她參加這屆的大會，之後也確實在烏克蘭的深山發現被威尔斯復活的阿修，為了報答恩情，和阿修答應與庫克里共同組隊參加XV大賽，其間雖然感謝庫克里的幫忙讓阿修回到身邊，卻也對庫克里自我中心兼毒舌的個性感到頭痛，賽後跟庫克里分別後將阿修帶到中國，並用書信通知神武跟墮瓏與之會合。
奥斯瓦尔德（Oswald）
声：重塚利弘
- 格鬥种类：卡片暗殺術Karnoffel，出身：愛爾蘭共和國，身高：189cm，体重：78kg，生日：7月7日，血型：AB型，興趣：瓶中船模型，喜欢的食物：巧克力，擅長的運動：高爾夫球，重要的事物：信賴，讨厌的事物：過去

黑社會著名的暗殺者，現已隱退。使用撲克牌為武器。阿修以某種藥物作為交易邀請他參加『KOFXI』。外表為溫文儒雅的老先生，但戴著太陽眼鏡下的眼神卻非常銳利，令看到的人感到不寒而慄。雖然已經隱退很久但其身手依舊矯健。於XI賽後追討報酬時受到阿修的挑撥因而和神武之間展開對決，勝負不明，但據悉神武花了不少功夫才成功擺脫奧茲華德的糾纏。
桃子（Momoko）
声：猪砂和世
- 格鬥种类：超能力+卡波耶拉，出身：日本，身高：150cm，体重：38kg，生日：3月3日，血型：O型，興趣：觀察、寫作，喜欢的食物：蛋、乳製品，擅長的運動：躲避球，重要的事物：家庭、海豹娃娃，讨厌的事物：蟑螂

鎮元齋於拳崇不在超能力隊的期間新收的女徒弟，天生就會使用超能力的高中少女，但外表與精神年齡卻像個小學生，本人亦對於被誤認為小學生感到反感，同時也有學習卡波耶拉，對於巨乳的女性非常憧憬。於XI時曾整過自己的師兄椎拳崇，讓人見識到其頑皮的一面。也知道師兄拳崇喜歡雅典娜所以有時會拿這件事來調侃他。和雅典娜感情如同姊妹般非常要好。XIII雖沒參賽但和包一同參加了超能力隊賽後的記者會。XIV透露出想參賽的慾望，但最後沒被選為隊員參賽。曾送遊樂園的票促成拳崇和雅典娜的第一次約會，不過最終拳崇被鎮元齋拖去修行導致約會行程泡湯。
紫苑（Shion）
声：小川時代
- 格鬥种类：中國武術，出身：中國，身高：158cm，体重：不明，生日：10月15日，血型：不明，興趣：料理，喜欢的食物：珍饈美味，擅長的運動：無（沒有這方面的興趣），重要的事物：辮子，讨厌的事物：沒有自知之明的人

『遙遠彼方之來者』的一人，『KOFXI』的中BOSS，禍忌的部下，不過和禍忌關係十分差，反與無界關係不錯。使用中國拳法，外型看起來是使用長槍的少女，但實際上是男的。性格非常冷血，因被禍忌認為背叛之疑，於XI時被禍忌吸收到體內，在賽後殺死禍忌，但本人生死不明，最後在XIII家用版的追加結局中突然出現在同為遙遠彼之地的成員毒菇和美羅面前(但只有露出雙腳和武器的槍頭)。
禍忌（Magaki）
声：スパイシー八木
- 格鬥种类：操空拳，出身：不明，身高：206cm，体重：97kg，生日：不明，血型：不明，興趣：股票，喜欢的食物：未加工的義式生火腿，擅長的運動：無，重要的事物：勝利的榮光，讨厌的事物：愚蠢的人

『遙遠彼方之來者』的一人，『KOFXI』的最終BOSS。外表是留著白色長髮和穿著優雅西服的成年男子，戰鬥時全身會改變顏色同時外貌變成類似昆蟲的外星人。使用『操空拳』，最後被紫苑殺害，遺體曾被軍方的海迪倫接收，要進行研究時其遺體被另外2個『遙遠彼方之來者』的成員給奪走。屍體被齋祀吸收，成為力量一部份。

### XIII登場
齋祀（SAIKI）
声：長代聰之介
- 格鬥種類：肉彈戰+冥炎，出身：不明，身高：178cm，體重：59kg，生日：不明，血型：不明，興趣：不明，喜歡的食物：不明，擅長的運動：不明，重要的事物：不明，討厭的事物：不明

留著米白色長髮的男子，阿修的祖先，樣貌與阿修非常相似，使用火焰顏色為炭黑色的『冥炎』。『遙遠彼方之來者』之主，從過去來到現在，目的是為了復活自己的家族清除其餘的無關人類。戰鬥方式以时间操縱及操縱冥炎為主。在KOF XIII先後吸收了死掉的禍忌的力量，到了賽後時更殺死了無界吸收了其力量，全身得到了新力量後令齋祀變成赤色身軀及擁有眾人之力的『肉彈魔人』。在故事劇情之中，是稀有的在戰鬥沒有出現被任何一隊擊退的情況，並且在戰鬥後仍然力氣依存的頭目角色。
因為本人非常傲慢而且目中無人的態度，導致部份成員表面因他是現任族中領袖而服從他，但在內地卻跟他意見不合甚至想法有矛盾，在賽後打開召喚大門之後也有成員背叛他，令他計劃有所失算。
血之螺旋瘋狂阿修（EVIL ASH）
声：長代聰之介
- 格鬥種類：我流(特殊火焰及冥炎)，出身：不明，童年成長於法國，身高：178cm，體重：59kg，生日：不明，血型：不明，興趣：不明，喜歡的食物：不明，擅長的運動：不明，重要的事物：不明，討厭的事物：不明

被齋祀附身操縱的阿修，驅體上為阿修，意識則變成為齋祀，所以實際上並非阿修本人，無論是動作或言語都與齋祀相同。『KOFXIII』的魔王。阿修在齋祀吸收來的力量用完後，偷襲齋祀並奪走齋祀體內的冥炎，導致齋祀本體死亡，使得自己變得【從來不存在而消失】。原本是留著純白色長髮的阿修，頭髮被改變為灰白色，瞳孔不斷發光，衣服更被『冥炎』染成冥炎般炭黑色，四周被冥炎包圍著，成為全身流動著『冥炎』及不斷散發冥炎的『血之螺旋』。跟伊利莎白戰鬥後阿修恢復部份意識，從齋祀那邊奪回身體控制權阻止齋祀的計劃，代價就是自己在世界的存在消失，與齋祀的靈魂在時空裂縫同歸於盡消失。

### XIV登場
瞬影（Shun'Ei）
声：大原崇
- 格鬥种类：八極幻影拳，出身：中國，身高：181cm，体重：72kg，生日：10月10日，血型：O型，興趣：聽音樂，喜欢的食物：甜食，擅長的運動：所有的球類運動，重要的事物：父母的遺物，讨厌的事物：苦的東西

XIV新篇的主角，也是KOF正統系列中第一個非使用火焰格鬥的主角，從小因為身懷謎一般的力量而被雙親遺棄，之後被唐福祿作為最後的弟子養育，亦是泰瑞的師弟之一，透過修行八極聖拳，達到得以控制自身體內力量的目的，但即使如此力量如果使用不慎仍可造成不小的破壞，為了要更完美控制自己的謎之力，瞬影決定聽從師父唐福祿的意見組隊參加KOF，XV經師父安排原本來到日本要與草薙京會合，但最終與前來代替京的紅丸達成共識組成一隊參賽。
疑似為最終BOSS威尔斯的碎片之一，在XIV大賽中也曾因威尔斯現身的關係而差點失控，但目前兩者之間的關係還不明朗，XV賽中對於擁有跟自己一樣力量的伊絲拉視他為競爭對手感到無解，但在兩人合力擊退最終BOSS歐拓馬·拉加後關係改善不少，回到中國後被師父唐福祿告知原本出生在普通農家，但因力量屢屢失控，親生父母是在不得以的情況下將他送其門下，事後理解自己身世的瞬影決定暫不先尋找親生父母，反而和明天君一同離開唐福祿門下前往海外各地修行。
個性表現正經謙遜，與身為師兄的泰瑞、安迪，還有作為同門的明天君關係很好，由於有著為控制力量所苦的經歷，在XV對境遇相似的蕾歐娜對戰開場白會直接請教對方控制力量的竅門，並在XV與八神庵、蕾歐娜組隊的特殊結局裡經由蕾歐娜指導學習力量控制；而在XV與洛克、伊絲拉組隊的特殊結局中，和身為泰瑞義子的洛克交流甚歡。
明天君（Meitenkun）
声：劉婧犖
- 格鬥种类：八極眠眠拳，出身：中國，身高：168cm，体重：52kg，生日：4月10日，血型：O型，興趣：5次回籠覺，喜欢的食物：日式煎蛋捲，擅長的運動：短跑，重要的事物：睡衣，讨厌的事物：蚊子

與瞬影一同在唐福祿的門下修行的白髮少年，亦是泰瑞的師弟之一，與瞬影相比總是隨手攜帶枕頭看似昏昏欲睡，給人一種很懶散的形象，但跟瞬影一樣身藏奇妙的力量，所以能理解瞬影對自己力量不安的想法，和瞬影之間的相處如同摯友一般而非師兄弟，於XIV和瞬影一同聽從師父唐福祿的意見而組隊參加，XV則和瞬影提前來到日本卻意外與紅丸組成英雄隊參戰，對於前來跟瞬影嗆聲的伊絲拉感到有點手足無措，賽後從師父唐福祿那裡得知瞬影的身世，決定跟瞬影一同前往海外各地修行。
在小時候尚未成為唐福祿弟子前會因夢遊而無法控制力量並破壞周遭人事物，現在經過修練後已經能控制自身神秘的力量。
刚一（강일，Gang-Il）
声：藤沢としや
- 格鬥种类：跆拳道，出身：韓國，身高：165cm，体重：96kg，生日：5月3日，血型：O型，興趣：讀書（主要是推理系），喜欢的食物：烤肉，擅長的運動：游泳，重要的事物：對跆拳道的愛，讨厌的事物：優柔寡斷的人

世界跆拳道協會會長，金卡法和全勳的師父，坂崎琢磨的舊識，為了發揚跆拳道而在世界巡迴演出，個性十分的豪爽和熱血，跟個性拘謹和耿直的金卡法完全不同，對金卡法來說雖是師父卻也是頭痛人物，希望盡可能的劃清界線，對此本人完全沒自覺，常藉世界巡迴演出時的空檔泡妞，所以常常回到本部道館時都帶回不同的女性，XIV前夕因看徒弟金卡法對兩名更生弟子下落感到著急，告知他兩名更生弟子和惡人扎那杜組隊，同時不顧其意願強行和他組隊參予KOF，賽後因為覺得參加KOF很有趣而決定和梁留在韓國金卡法的道館中，即便金卡法決定獨自一人上山修行也決定一同前往，讓金卡法感到很頭大，之後因上山修行和徒弟金卡法缺席參賽XV。
梁（Luong）
声：木野智香
- 格鬥种类：跆拳道？，出身：不明(越南?)，身高：180cm，体重：不告訴你（心），生日：7月7日，血型：A型，興趣：美甲，喜欢的食物：杏仁，擅長的運動：芭蕾舞，重要的事物：指甲，讨厌的事物：乾燥

長相妖艷和擁有神秘氣質的女性格鬥家，擁有類似於操鞭術的足技，國籍不明但從髮飾、服裝和姓氏推測應該是越南人，金卡法的師父剛一在世界巡迴演出時認識的情人，外型與剛一相比要年輕不少，對於剛一的徒弟金卡法和兩名更生弟子抱持著興趣的心態，甚至直接稱呼金卡法為小金金，XIV前夕和剛一將兩名更生弟子和惡人扎那杜組隊的消息告知金卡法，並自告奮勇同時不顧其意願強行和他組隊參予KOF，賽後和剛一一起留在韓國，讓金卡法感到頭大的人物之一，XV透露和基斯的新保鏢-海因暗中合作交換其組織Howard Connection的所有情報，並以此契機透過凡妮莎和瑪莉達成共識參賽，賽後在其他兩人逼問下坦承盜取德洛麗斯的護身符「賢者之眼」以助海因對抗基斯，同時將裝有其情資的USB丟到空中趁其他兩人一片混亂時和前來會合的海因逃走，但事後凡妮莎和瑪莉透露被梁盜走的「賢者之眼」其實是加裝訊號發射器的贗品。
扎那杜（Xanadu）
声：藤田勇児
- 格鬥种类：無流派，出身：不明，身高：198cm，体重：108kg，生日：不明，血型：不明，興趣：融合，喜欢的食物：蛋白質，擅長的運動：腦洞．運動會（腦洞運動大會），重要的事物：漩渦，讨厌的事物：大撕裂

傳說中的罪犯，不知何故被囚禁在地下監獄裡，但似乎利用自己的能力控制整座監獄而成為罪犯之王，XIV前夕疑似也是利用自己的力量，讓因鬧事而被帶到地下監獄的陳可漢和邱豐凱兩人來到自己的面前，並唆使兩人組隊參加KOF，賽後帶走陳可漢和邱豐凱，並在兩人面前把大賽獎金支票給整個燒掉，令陳可漢和邱豐凱兩人對未來感到惶恐不安。
與XI登場的奧茲華德之間似乎是舊識，但關係目前不明。
海因（Hein）
声：狭川尚紀
- 格鬥种类：棄子 ，出身：德國，身高：185cm，体重：70kg，生日：5月22日，血型：AB型，興趣：手工藝，喜欢的食物：德國蜂蜜蛋榚，擅長的運動：越野機車，重要的事物：時鐘，讨厌的事物：酒

加入基斯組織的新人成員，個性謙虛溫和，穿著燕尾服和往後梳理的髮型看起來就像一名優雅的執事，讓人難以想像是黑道組織的一員，但其實力卻不容小覷，同時在戰鬥時會將自己虐待狂的一面給展露出來，在XIV前夕將潛伏在基斯周遭的特務全數打敗，同時被基斯給延攬到隊伍裡參加KOF。
因為才剛加入組織便被基斯所賞識，導致被同隊的比利敵視，但仍尊稱比利為前輩，賽後兩人一同合作對付要暗殺基斯的殺手，XV透露跟金隊的神祕女性-梁共同合作暗中調查基斯組織-Howard Connection的所有消息並時常約定在一家酒吧互相交換情報，據梁本人表示為了要引出秦之秘傳書的力量對抗基斯，被其委託參加XV大賽並伺機拿到德德洛麗斯的護身符-賢者之眼，事後在梁被特務隊其他兩人逼問下前來暗中會合，幫梁甩開瑪莉等人的追捕，另一方面也在XV前夕委託山崎龍二代替他跟基斯組隊參加大賽，同時留守南鎮伺機而動，賽後被基斯揭穿目的也沒有一絲慌亂反而趁山崎龍二大鬧時逃脫。
尼尔森（Nelson）
声：高梨謙吾
- 格鬥种类：拳擊，出身：巴西，身高：175cm，体重：96kg，生日：12月27日，血型：A型，興趣：競技觀戰，喜欢的食物：巴西烤肉，擅長的運動：所有運動，重要的事物：麗莎(由於意識昏迷躺在醫院的未婚妻)，讨厌的事物：減少重量

因意外而失去一隻手臂的年輕的天才拳擊手，但是通過最先進的機械工程學技術提供的義肢在在短時間內復出，同時將義肢的運用融合到自己的拳擊招式中，與瑟琳娜之間交情不錯，同時對班德拉斯的實力讚嘆不已(但和瑟琳娜私下認定是怪人)，為了喚醒在醫院的未婚妻-麗莎，決定參加這次的KOF大會，賽後未婚妻-麗莎如願清醒，但卻不知包括其未婚妻的意外和自己獲得的機械義肢背後有一個天大的陰謀，而提供機械手臂給尼爾森的研究組織疑似就是幕後黑手。
在參加XIV前夕，曾在一場格鬥賽中打敗獅鷲假面，導致對方改走反派摔角手的路線，同時改名為恐龍王，但在XIV大賽中尼爾森仍認出恐龍王就是獅鷲假面本人。
瑟琳娜（Zarina）
声：藤村歩
- 格鬥种类：以足技為主的格鬥術，出身：哥倫比亞(目前住在巴西)，身高：174cm，体重：58kg，生日：6月12日，血型：B型，興趣：舞蹈(森巴舞)，喜欢的食物：甜食，擅長的運動：沙灘排球，重要的事物：大嘴鳥可可，讨厌的事物：不懂禮貌的人

性格開朗同時擁有陽光微笑般的女性格鬥家，雖然國籍為哥倫比亞卻住在巴西當地，與尼尔森之間交情不錯，為了保護雨林中的大嘴鳥棲息地不被財團開發利用，同時讓世人了解雨林保存的危機，決定和尼尔森等人組隊參加KOF大會，賽後得到主辦者安東諾夫的幫助保住大嘴鳥群的棲息地。
班德拉斯·服部（Bandeiras Hattori）
声：宮下栄治
- 格鬥种类：巴西忍術，出身：巴西，身高：188cm，体重：79kg，生日：10月23日，血型：O型，興趣：修行，喜欢的食物：壽司，擅長的運動：所有陸上競技運動，重要的事物：護身符(小時候從觀光客那裡獲得的「家內安全」護身符)，讨厌的事物：青蛙

從小就很崇拜日本忍術但卻對日本有很多錯誤認知的巴西人，透過自學實力獲得驚人成長的男性格鬥家，雖然被尼爾森等人視為怪人但實力卻獲得認可而獲邀組隊參加KOF大會，希望透過參加大會後能讓自己成立的巴西忍術道館收到門生，賽後終於前往夢寐以求的日本，但卻因為身上的裝扮過於可疑而遭警察盤問。
在大賽中對不知火舞非常憧憬，甚至想認小舞為自己的師父，但卻被小舞認為是個假忍者，但實力最終被小舞給認可的樣子，甚至表明不排斥收他入不知火流當門生。
希尔薇·波拉·波拉（Sylvie Paula Paula）
声：mio
- 格鬥种类：電磁氣力，出身：法國，身高：161cm，体重：未公開，生日：6月24日，血型：AB型，興趣：採集帥哥的指紋、鋼琴，喜欢的食物：點心、肉、都昆布，擅長的運動：單槓，重要的事物：好朋友（最愛的眼球）、好朋友（幻想出來的朋友們），讨厌的事物：不可愛的東西不可愛的東西，長出的鬍鬚長出的鬍鬚

NESTS的前組織成員，外型如同卡莉怪妞般裝扮非常奇異的美少女，個性給人感覺有些活潑和瘋顛，高興時也毫不猶豫的會在別人面前做鬼臉，在NESTS其間被改造成能使用電磁能力進行格鬥，但與K'和庫拉等人相比並未獲得重用，直至NESTS崩潰，能力得到覺醒而在地下格鬥界闖出名號，XIV前夕和美杏一同被安東諾夫挖角成為官方招待隊的一員參加KOF大會。XV再度出賽，和大蛇隊裡同樣出身法國的雪魯咪有所連繫。
雖為NESTS的前組織成員，但在劇情上表現並未敵視K'和庫拉等人，反而羨慕他們能被改造為完全品，但與此同時除了安琪外，包括K'和庫拉等人都沒能在大賽中認出她。
库克里（Kukri）
声：高橋広樹
- 格鬥种类：熱砂暗殺拳，出身：看上去像北非（安東諾夫說），身高：180cm（肉眼推測），体重：不明，生日：不明，血型：不明，興趣：一定認為是他人在吹毛求疵吧？（希爾薇說），喜欢的食物：去問巴斯蒂亞的店鋪（雅科夫說），擅長的運動：不是沙灘排球嗎？（美杏說），重要的事物：掃帚、淋浴，讨厌的事物：反過來而言，有喜歡的東西嗎？（安東諾夫說）

在地下社會暗中活動的神秘格鬥家，不僅背景是一團迷霧，連長相也被頭套遮住而完全不明，只知道留有一束辮子，不過說話非常的囉嗦和毒舌，同時在興奮時會發出極詭異的笑聲，利用自身奇妙的力量控制沙粒進行格鬥，在XIV前夕疑似受伊莉莎白委託而在安東諾夫面前毛遂自薦成為官方招待隊的最後一員。
在XIV大賽落幕後立即前往烏克蘭，並與上屆大賽主角之一的伊莉莎白見面，同時提供阿修復活的情報給她。XV透露出他是伊莉莎白還保有阿修記憶的關鍵人物，同時也說出自己為孤兒出生並被德洛麗斯收為徒弟一事，對德洛麗斯的超自然言論始終抱持懷疑的態度，爾後在德洛麗斯為了救助力量失控的他而喪命時，四處尋找她的靈魂才接近伊莉莎白家族。XV前夕看到德洛麗斯受訪畫面時感到錯愕，大賽後跟阿修隊的成員告別，回到故鄉跟德洛麗斯相認，同時將頭套給放下（但因為是背對鏡頭，所以長相仍不明但梳了跟德洛麗斯一樣的髮辮）。
自登場開始便經常用毒舌言論挖苦多數落敗的參賽選手，但若是遇見某些實力強勁的女性選手則會有特殊勝利台詞。
美杏（Mian）
声：AYUKA
- 格鬥种类：四川武神流，出身：中國，身高：163cm，体重：53kg，生日：12月8日，血型：O型，興趣：練習自然微笑，喜欢的食物：松鼠桂魚，擅長的運動：保齡球，重要的事物：家族、觀眾、伊達眼鏡、手機（為了確認匯率），讨厌的事物：別人的眼光

與希尔薇一起在地下格鬥界闖出名號的女性格鬥家，將中國的川劇變臉融入到自己的格鬥技當中，個性與希尔薇相較下要成熟穩重不少，兩人雖為地下格鬥界的競爭對手但關係似乎不差，害怕別人看到真實的自己，所以堅持不露出其真面目，只有在使用超必殺技對付敵人時才能在一瞬間看到原本的面貌，XIV前夕和希尔薇一同被安東諾夫挖角成為官方招待隊的一員參加KOF大會。
真面目為長相清秀的少女，個性穩重外對於金錢非常的執著，同時對自己所表演的川劇也非常重視。在另一款遊戲SNK女傑狂熱大亂鬥結局有透露似乎是為了籌措父親的住院和藥品費用才對金錢非常執著。
暴龍王（King of Dinosaur）
声：花田光
- 格斗种类：摔角+恐龙斗法，出身：墨西哥，身高：215cm，体重：118kg，生日：4月25日，血型：O型，兴趣：骑脚踏车兜风，喜欢的食物：副櫛龍屬，擅长的运动：三项全能，重要的事物：他的恐龙面具，讨厌的事物：流星、冰冻时代

一直帶著恐龍面具的神秘反派摔角選手，與拉蒙和安琪一起組隊。使用摔角以及一些恐龍斗法，由反派的個性可見是不介意對方被打的受重傷和做些像很自大的野獸，似乎與尼尔森有些私仇。
在XIV大賽落幕後和與泰利對戰的對白中得知其真實身份是狮鹫假面，因為在上一次的摔角大賽中被尼尔森袭击而失败。爲了要打敗尼尔森而轉換成反派摔角選手來再次恢復回以住的名聲，但在大賽後對於自己走反派摔角選手的路線還是感到有些猶豫，XV與拉蒙一同受上屆主辦者安東諾夫之邀前往俄國，和拉蒙一同並不在意安東諾夫的落魄反而爽快答應組隊參賽，事件落幕後與拉蒙在摔角界闖蕩一段時間，再度換成狮鹫假面的身份活躍。
安东诺夫（Antonov）
声：菱田盛之
- 格斗种类：西伯利亚金拳，出身：俄羅斯，身高：214cm，体重：120kg，生日：1月11日，血型：B型，兴趣：看喜劇，喜欢的食物：肉，擅长的运动：只會看體育影片，重要的事物：動物（尤其是狗、貓以及松鼠），讨厌的事物：周围环境的变化

KOF XIV主办人同時為中BOSS，同時也是初代KOF冠軍。買下KOF的版權來舉辦新的KOF大賽，個性心地善良同時有些傲慢和狡猾的商人。在威尔斯降臨的時候，爲了保護無辜的小孩而愿意犧牲自己的性命去深受威尔斯的攻擊受重傷而暈倒，不過後來被醫生所救。在XIV大賽落幕後，幫助瑟琳娜買下雨林土地來保護她所重視的大嘴鳥。
歷代KOF大賽中算是繼神樂千鶴後，另一個給人感覺正派的主办人，連希爾薇和美杏都覺得他根本就是個爛好人，不過在舉辦完大賽後，被觀眾認為有比賽作假的嫌疑導致公司經營和自己的名聲出現危機，也遭遇到公司股東們的指責，事後和自己的專務-雅科夫商量丟下一切逃跑算了。
後在KOF XV中證實破產且官司纏身，在與專務-雅科夫走投無路的情況下，被上屆他在大賽中救助的少年父母引薦到一個公寓的小房間落腳，同時再成立「銀河安東摔角」這間小公司，並邀請拉蒙和恐龍王一起組隊參賽。XV大賽落幕後，宣布正式退休，將G.A.W的營運工作交接給被他幫助的少年，自己則為了實踐環境保育的夢想而四處奔走收購土地，建立私有自然保護區，其貢獻受到各國元首的表揚並記載入教科書，當地廣場更建立三者的雕像以紀念他們的功績。
威尔斯（Verse）
声：ゆうさく
- 格斗种类：？？？，出身：？？？，身高：？？？，体重：？？？，生日：？？？，血型：？？？，兴趣：？？？，喜欢的食物：？？？，擅长的运动：？？？，重要的事物：？？？，讨厌的事物：？？？

KOF XIV的最終BOSS，由阿修杀掉齋祀、自身消失后并改变历史之后而诞生，能自由操作時間和宇宙的邪惡靈魂，把所有在過去的KOF大賽中身亡的選手的靈魂給封鎖在他的身體里，連大蛇和阿修的靈魂也被其封鎖著，其能力與瞬影的火焰能力有關聯。在大賽中被打敗后便身亡，其身體里封鎖著的所有靈魂也回歸到其靈魂所應在的地方，但也無意間促成七枷社、雪魯咪、克里斯、傑尼茨等人的復活回歸。
娜吉德（نجد，Najd）
声：福原綾香
- 格斗种类：不明，出身：沙特阿拉伯，身高：168cm，体重：不明，生日：9月24日，血型：O型，兴趣：無，喜欢的食物：椰棗，擅长的运动：無，重要的事物：化妝品，讨厌的事物：缺乏禮儀之人

KOF XIV的DLC角色，为SNK制作比赛冠军Mashael Al-Barrak所制作出来的新角色。
身穿擁有神秘力量的長袍「阿巴亞」的女性，平時白天只是普通的女大學生，但到夜晚時會身穿力量長袍打擊城市裡的罪犯，與神秘的外表不同，其個性相當的正派，但與KOF XIV的最終BOSS威尔斯之間似乎有所關聯。雖抱持正義感，但在XV特殊對戰開場白顯示其正義觀和金卡法有所分歧。在XV的DLC版本個人結局顯示賽後與阿修會談出賽理由，阿修以「比起一無所知的老祖宗，更重視熟識的夥伴」回應。娜吉德稱呼自己的影子力量為「阿伊拉」。
由於出身民風保守的中東地區，在校園和同輩友人交流過程中開始留意並喜歡時尚相關議題（包含但不限衣妝），在對陣打扮妝容精緻的女角色時也會有特殊對話。XV的DLC版訪談環節透露大學主修考古學，對世界文化抱持濃厚興趣和喜歡動物、忍者或特殊能力英雄相關讀物，兼顧修行和學業之餘有意在研究世界各地的歷史傳承。

### XV登場
伊絲拉（Isla）
声：Lynn
- 格斗种类：與幻影之手「阿曼達」的組合攻擊，出身：智利，身高：不明，体重：不明，生日：11月22日，血型：A型，兴趣：不明，喜欢的食物：智利焦糖餅乾(Chilenitos)，擅长的运动：不明，重要的事物：不明，讨厌的事物：不明

XV登場的塗鴉藝術家，喜歡孤身一人行動，與男主角瞬影擁有相同的力量，但跟瞬影相比能控制自身力量，並與自己的幻影之手「阿曼達」擁有深厚的情誼，同時利用手中的噴漆顏料罐跟幻影之手「阿曼達」之間互相配合格鬥，初登場時對瞬影相當看不順眼。
跟瞬影一樣都是無父無母的孤兒，但不同於從小被唐福祿細心照顧的瞬影，反而在孤兒院渡過慘淡的童年，某次被孤兒院人員教訓時引發自身力量的暴走而逃出設施，因在孤兒院的經歷強烈不信任成年人，在街頭創作時很早就從朋友手機那看到上屆KOF的比賽，認為受大人保護的瞬影讓她十分不快，看到前來找她參賽的海迪倫將軍和德洛麗斯也充滿戒備，最終在德洛麗斯勸說和提出要當隊長的條件下答應跟海迪倫將軍一同參加大賽。
決賽後曾因力量失控而昏厥，之後又被最終BOSS-歐拓馬·拉加要拖入異次元空間時被瞬影所救，開始反省自己遷怒瞬影的行為並同時對他心生好感，離開海迪倫的艦隊後前往中國去尋找瞬影。另外在XV與雅典娜、百合組隊的特殊結局顯示三者在賽後成為朋友，還相約一起逛街。與少部分成年選手和年齡相近的選手互動也相對友善緩和。
德洛麗斯（Dolores）
声：甲斐田裕子
- 格斗种类：聖泥術，出身：馬利共和國，身高：不明，体重：不明，生日：10月14日，血型：AB型，兴趣：不明，喜欢的食物：塔吉鍋料理，擅长的运动：不明，重要的事物：不明，讨厌的事物：不明

出生於非洲偏僻之地的大隱士，穿著性感同時身上還有不少神祕花紋，被上屆XIV的最終BOSS-威尔斯所復活的人之一，善於與大地精靈溝通並操控泥土戰鬥，為了調查真相選擇與軍方的高層-海迪倫將軍一起合作參賽。
後來被證實為生前養育庫克里的師父，由於是在救助幼時力量失控的庫克里時喪命，所以復活後一時沒認出長大後的庫克里，直到後者開口說話才認出他，對於庫克里的毒舌和自我中心以平常心看待，甚至認為這就是他的可愛之處而讓其他參賽者感到無言，賽後感謝海迪倫將軍和伊絲拉並與之道別，回到故鄉和庫克里相認，被梁盜走仿製加裝訊號發射器的「賢者之眼」贗品。XV和特瑞、凡妮莎組隊的特殊結局中，與凡妮莎對泰瑞有著懂事幫忙家務的養子（洛克）感到羨慕，反而對庫克里經常將家裡弄得沙塵遍佈傷透腦筋。
柯隆・麥克杜格爾（Krohnen McDougall）
声：KENN
- 格斗种类：已控制的右臂，出身：不明，身高：不明，体重：不明，生日：不明，血型：B型，兴趣：不明，喜欢的食物：堅果、軍用罐頭，擅长的运动：不明，重要的事物：不明，讨厌的事物：不明

XV登場的神秘改造人，後來證實疑似是自『KOF2001』大賽後失蹤的K9999，但不論外型還是招式都已經跟原來大不相同，同時也捨棄K9999之名自稱為柯隆，不過個性依舊跟2001時期一樣暴躁，和安琪躲在荒郊野外生活，並聯手綁架離家出走的庫拉，XV得知K'會參加大賽，決定把庫拉視為最低戰力自組隊伍復出找K'算帳。
雖然個性暴躁不變，但行事方面比起2001時期要穩重不少，賽後甚至通知戴安娜和霍斯將庫拉接回，雙方也看在庫拉的面子上盡釋前嫌，同時將庫拉的比賽獎金交還給她後，就和安琪一同騎摩托車離開準備新一波的旅程。在XV與坂崎良、安琪組隊的特殊結局，顯示賽後兩者經由良的協助修復摩托車。
歐拓馬·拉加（OTOMA＝RAGA）
- 格斗种类：？？？，出身：？？？，身高：？？？，体重：？？？，生日：？？？，血型：？？？，兴趣：？？？，喜欢的食物：？？？，擅长的运动：？？？，重要的事物：？？？，讨厌的事物：？？？

XV的最終BOSS，非洲傳說的造物神，據稱裏·威爾斯會在世界面臨終結時現身為主神奉獻靈魂，將宿有強烈情感的靈魂轉化為能量開啟通向異界的大門，令歐拓馬·拉加降臨世間帶來毀滅和重生，擁有俱備「增幅幽靈」力量的對象（瞬影、伊絲拉）則能將其封印。在該作中現身同時在世界各地引發重力異常的現象，最終被封印後也讓世間恢復相對正常的狀態，然而在XV的DLC版本裏大蛇隊結局顯示賽後七枷社、雪魯咪、克里斯取得歐拓馬·拉加的其中一枚力量結晶，並運用該結晶執行復活大蛇的計劃。

### 其他系列登場
| 角色譯名    | 角色名字      | 格鬥流派                   | 簡介 | 登場作品                                                  |
| 葉花 萌     | Moe Habana    | 截拳道                     | 日本十秘寶持有人之一，手握「八握劍」，能發出櫻花的罡氣。草薙京的朋友。 | 《拳皇EX》 《拳皇EX2》                                    |
| 黑咲 壬羽   | Miu Kurosaki  | 操控羽毛                   | 日本十秘寶持有人之一，天羽忍的契姐。EX2大賽加入八神隊為了尋找天羽忍。 | 《拳皇EX2》                                               |
| 華守 純     | Jun Kagami    | 古代武術                   | 日本十秘寶持有人之一，模特兒，協助壬羽尋找天羽忍。 | 《拳皇EX2》                                               |
| 大神 零兒   | Reiji Oogami  | -                          | 日本十秘寶持有人之一，手握「邊津鏡」， 傳聞是神樂千鶴的丈夫(其實只是朋友)。草薙京專程飛往美國叫大神出山代替神樂一起封印大蛇。                                                                                            | 《拳皇EX2》                                               |
| 天羽 忍     | Sinobu Amou   | 操控風及電                 | 天生怕羞，日本十秘寶持有人之一，手握「死返玉」。壬羽的契弟弟。被歐洲富豪古斯塔夫．孟喬森 Gustav Munchausen綁架並植入大蛇四天王之首基烈寺的靈魂，目的是要解開封印。天羽忍後來被基烈寺控制並失去人性，能使出大自然電之力。 | 《拳皇EX2》                                               |
| 雅柏·美拿   | Alba Meira    | 我流中國拳法 武術          | 自少失去雙親，學習中國拳法，曾傳授李香緋招式。為維護南鎮的和平，消滅杜克的麥菲斯特幫，發現背後存在更大的惡勢力黑幫組織"Addes"。                                                                                          | 《拳皇極限冲擊》 《拳皇極限冲擊2》 《拳皇極限冲擊-規格A》 |
| 索華尼·美拿 | Soiree Meira  | 卡波艾拉射擊 (自創)        | 雅柏的弟弟，性格開朗，養父Fate(南鎮黑幫命運之覺的頭目)被蓮欣殺死。 | 《拳皇極限冲擊》 《拳皇極限冲擊2》 《拳皇極限冲擊-規格A》 |
| 露易斯·美玲 | Luise Meyrink | 夢蝶鬥舞術                 | 火箭權威米亞凌教授的女兒，為調查失踪的爸爸而參賽，被秘密財團Addes綁架。本是Zoan族後矞。 | 《拳皇極限冲擊2》 《拳皇極限冲擊-規格A》                  |
| 蓮欣·利維爾 | Lien Neville  | 喧人空手 善用多種喧人武器  | 麥菲斯特幫的成員，杜克身邊的殺手。 | 《拳皇極限冲擊》 《拳皇極限冲擊2》 《拳皇極限冲擊-規格A》 |
| 美樂·琵雅   | Mignon Beart  | 白魔術 中國拳法            | 妮朧的姐姐，使用白魔法，向世界展示魔法可帶來和平。 | 《拳皇極限冲擊》 《拳皇極限冲擊2》 《拳皇極限冲擊-規格A》 |
| 妮朧·琵雅   | Ninon Beart   | 黑魔術 中國拳法            | 美樂的妹妹，使用黑魔法，性格陰沉，喜歡洛克。 | 《拳皇極限冲擊2》 《拳皇極限冲擊-規格A》                  |
| 流星        | Nagase        | 忍者暗喧術 戰鬥光碟系統    | 秋葉原少女，使用類似服部半藏的招式，其實是秘密財團Addes旗下貝爾菲高爾幫 (Belphegor，解七宗罪惡魔)的忍術殺手"N型強化人間"。                                                                                               | 《拳皇極限冲擊2》 《拳皇極限冲擊-規格A》                  |
| 蔡琳        | Chae Lim      | 跆拳道                     | 金家藩的女弟子，喜歡自製衣服。 | 《拳皇極限冲擊2》 《拳皇極限冲擊-規格A》                  |
| 笑龍        | Xiaolon       | 西毒門輕功 毒手功 飛賊暗器 | 飛賊四天王麟的女弟子，墜瓏的妺妺。 | 《拳皇極限冲擊-規格A》                                    |
| 土狼        | Hyena         | 雞拳                       | 麥菲斯特幫的成員，杜克的左右手。 | 《拳皇極限冲擊2》 《拳皇極限冲擊-規格A》                  |
| 杜克        | Duke          | 我流喧嘩格鬥術             | 本為"D型強化人間"，秘密財團Addes高級幹部兼旗下組織麥菲斯特幫 (Mephistopheles，解德國傳說中的魔鬼)的首領，"Kokaviel的兒女們"的一員。                                                                                      | 《拳皇極限冲擊》 《拳皇極限冲擊2》 《拳皇極限冲擊-規格A》 |
| 吉瓦特瑪    | Jivatma       | 制裁                       | 秘密財團Addes高級幹部兼旗下組織 Kushiel 的首領，"Kokaviel的兒女們"的一員，為製造最強的肉體而拐走許多科學家(包括露易斯的父親和替麥斯瑪進行改造的卷島博士)。                                                               | 《拳皇極限冲擊2》 《拳皇極限冲擊-規格A》                  |

## 來自《餓狼傳說》
特瑞·博加德（Terry Bogard）
声：橋本哲（'94~XIII）、近藤隆（XIV~）
- 格鬥种类：八極正拳、傑夫式喧嘩殺法，出身：美國，身高：182cm，体重：83kg，生日：3月15日，血型：O型，興趣：電視遊樂器，喜欢的食物：速食食品、俱樂部的三明治，擅長的運動：短道速滑，重要的事物：傑夫的手套、最好的牛仔，讨厌的事物：蛞蝓

在KOF故事之中，大多時候是與安迪、東丈二人組隊為主，直到遥远彼之地篇才開始有變化。
於遥远彼之地篇(2003)因為安迪的徒弟北斗丸患病，所以安迪沒有參賽，找了獅鷲假面補上空缺組成隊伍。
在之後的遥远彼之地篇(XI)更是因為安迪跟不知火舞旅行二人雙雙缺席參賽，東丈亦因有泰拳比賽未能參加KOF。
在機緣巧合情況之下被好友達克．金得知情況，後來與其組隊並且首次邀請金卡法成為隊友。
經過兩次隊伍變化，於遥远彼之地篇(XIII)再次跟安迪、東丈兩人再次組成隊伍。
服飾方面在遥远彼之地篇(XI)首次換成MOW版本服飾參賽，到了遥远彼之地篇(XIII)再次換回以前的服飾參賽。
登場作品：全部《拳皇》系列作品
安迪·博加德（Andy Bogard）
声：橋本哲（'94）、難波圭一（'95~XIII）、岡本寛志（XIV~）
- 格鬥种类：骨法+不知火流忍術，出身：美國，身高：172cm，体重：67kg，生日：8月16日，血型：A型，興趣：修行、旅行，喜欢的食物：納豆義大利麵，擅長的運動：短道速滑，重要的事物：修行的照片，讨厌的事物：狗，絕技：超裂破彈

泰瑞無血緣關係的弟弟，和泰瑞從小生活在孤兒院裡，直到一天被南鎮的英雄-傑夫‧柏格收養，然而沒多久後來的南鎮霸主基斯·霍華德找上門來將他們的養父傑夫‧柏格殺害，痛失養父的兩兄弟決定日後要找基斯報當日的殺父之仇，而安迪選擇了與哥哥泰瑞不同的路，隻身前往日本並拜於不知火流忍術的當家不知火半藏的門下，也遇上他這一生最為重要的女性同時也是其師父的孫女-不知火舞。雖然心理愛著不知火舞但在感情上卻是處於被動狀態，因此有時候會選擇逃避舞的熱情攻勢。回到南鎮後亦在基斯舉辦的KOF和泰瑞對決過卻不幸敗北，而基斯死（假死）後由於不知火的掌門人不知火半藏逝世，便決定以繼承人身份繼續修行。其後的格鬥比賽都有與自己的哥哥泰瑞對上幾次但均全部敗北，而基斯真正死亡後和哥哥泰瑞一樣受到不小的衝擊，之後便回到日本專心修行。其間在日本收了一個新徒弟北斗丸，除了嚴厲的指導他武術外也很疼愛他，不過有時也會將他當成檔不知火舞的檔箭牌。
餓狼MOW離開後留信給北斗丸，希望他能獨立自強。個性上相較泰瑞和東丈，態度比較嚴謹和木訥，但也因為這樣讓做為女朋友的不知火舞個性頗為焦躁不安，對於不肯和她步上結婚之路的安迪年年逼婚（安迪認為自己還沒有資格可以跟舞結婚），令安迪可說是傷透了腦筋。KOF94登場後除了KOF'99外均撇下不知火舞組隊參賽，導致每次賽後也必須和舞解釋清楚會何會丟下她不管，不過從『KOF2003』開始缺席，因為徒弟北斗丸生病而放心不下結果就沒有參賽，而XI則在舞的強勢主導下和她去旅行結果再度缺席直至XIII才再度復歸參賽。
登場作品：除《拳皇2003》、《拳皇XI》、《拳皇極限衝擊》外的全部街機《拳皇》系列作品以及《拳皇EX》、《拳皇EX2》
東丈（Joe Higashi）
声：生瀬勝久（'94）、檜山修之（'95~XIII）、三戸耕三（XIV~）
- 格鬥种类：泰拳，出身：日本，身高：180cm，体重：72kg，生日：3月29日，血型：AB型，興趣：打架，喜欢的食物：炸鱈魚、炸鱷魚肉，擅長的運動：各式格鬥技，重要的事物：頭巾，讨厌的事物：打扮整齊、學校

隻身前往泰國學習泰拳的日本人，並且在當地奪得冠軍後闖出名號，和泰瑞及安迪為多年好友，雖然和南鎮霸主基斯之間沒有過節，但因為是泰瑞及安迪的好友，所以也被基斯視為眼中釘。但諷刺的是基斯的心腹-比利的妹妹莉莉卻是東丈所喜愛的女性，結果就是除了泰瑞兄弟外，比利也將東丈列為不受歡迎的人物之一，對於經常遭不知火舞逼婚的安迪頗為同情，有時會想辦法讓安迪逃離舞的掌控而被舞視為安迪的損友之一。個性樂天和什麼人相處都可以非常愉快，但對『KOF2003』成為自己隊友的獅鷲假面有些微詞，甚至兩人最後還吵了起來（東丈直接叫他鳥人），XI因為剛好和自己的泰拳錦標賽撞期而缺席過一回直至XIII才再度復歸參賽。XV賽後跟著泰瑞、安迪、瑪莉、舞渡假，為了蒐集給莉莉的禮物遲到，因為被比利得知東丈邀請莉莉約會一事，結果被比利追上威脅痛打一頓以至於必須住院休養。亦在XV洛克隊結局賽後跟著泰瑞、安迪、舞出席酒吧的慶祝會。
在餓狼傳說中被他打敗的泰拳冠軍霍查，因輸給東丈後一厥不振加上一次酒後鬧事被逐出泰拳界，後來成為南鎮霸主基斯的部下之一，東丈再度與他交手再次打敗他後兩人合解，霍查退出其組織，並和東丈合開一間泰拳練習場，並收留當地孤兒教導他們泰拳。除此之外霍查也擔任東丈比賽時的教練和經紀人。但在KOF系列的設定中還未和霍查合解。另外KOF系列中跟他一樣使用泰拳的瓊，兩人都對彼此之間有些競爭意識的存在。
登場作品：除《拳皇XI》、《拳皇極限衝擊》外的全部街機《拳皇》系列作品及《拳皇EX》
布鲁·玛丽（Blue Mary）
声：生駒治美（'97~XI）、布莱德库特·莎拉·惠美（XIV~）
- 格鬥种类：俄羅斯格鬥技-桑搏，出身：美國，身高：168cm，体重：49kg，生日：2月4日，血型：AB型，興趣：騎機車旅行，喜欢的食物：牛丼，擅長的運動：棒球，重要的事物：皮夾克，讨厌的事物：貓

於餓狼傳說和KOF系列登場的私家偵探，出生於優秀的武術家庭，布魯瑪莉為暱稱，本名為瑪莉.萊恩，自己的父親和男朋友也是格鬥家，在一次任務中其父和男朋友為了保護總統命喪在恐怖份子的槍下，而擁有日系血統的祖父也被收為徒弟的基斯·霍華德殺害（日後的南鎮霸主），接連失去親人的打擊令瑪莉的心理狀況受到一定的衝擊。和餓狼隊的泰瑞關係非常不錯，兩人都因為自己最親近的家人都被基斯殺害因而惺惺相惜。
在KOF系列登場時主要都是在調查比賽的內幕，97賽後得知被基斯耍了之後非常生氣，KOF'99和『KOF2003』則為女性格鬥家隊的一員，2000~01為餓狼隊的成員並在結局時和泰瑞之間的互動非常不錯，不過瑪莉表示兩人關係只是好朋友而已，XI則在賽斯主導下和凡妮莎及拉蒙合作（98/2002無劇情），XIII則和賽斯、凡妮莎和拉蒙與海迪倫合作在幕後監控比賽的一切而首次在KOF系列缺席參賽，但在XIII亦於餓狼隊結尾出面祝賀泰瑞等人的獲勝，XIV和凡妮莎合作進行其他任務而沒有和小舞組隊參賽，XV因為金隊的梁主動找上自己以基斯組織的情報交換而決定參賽。身上穿的夾克為生前男友所送，對瑪莉來說是非常重要的東西。另外本身非常愛狗，養了一隻名叫安東尼奧的狗會跟瑪莉一起登場，瑪莉的一個勝利動作也會跑出來和瑪莉一起玩。
《餓狼傳說3》初登場時由於性感的身材加上和安迪一樣來自美國，曾被不知火舞視為假想情敵。《拳皇世界》里除教授洛克骨法技巧外，也經常一起切磋摩托機車技藝，毫不在意洛克對自己的復雜情愫。與艾麗絲互為勁敵。在《拳皇全明星》中，被艾麗絲扇過耳光，對戰若敗給艾麗絲則會被對方諷為大嬸。在《拳皇XIV》中，戰勝艾麗絲的話會諷對方技藝差勁。
登場作品：《拳皇97》、《拳皇98》、《拳皇98UM》、《拳皇99》、《拳皇2000》、《拳皇2001》、《拳皇2002》、《拳皇2002UM》、《拳皇2003》、《拳皇XI》、《拳皇XIII》、《拳皇NEOWAVE》、《拳皇XIV》、《拳皇XV》
不知火舞（Mai Shiranui）
声：曾木亞古彌（'94~XI）、小清水亜美（XII~）
- 格鬥种类：不知火流忍術，出身：日本，身高：165cm，体重：48kg，生日：1月1日，血型：B型 ，興趣：料理（主要為日式便當），喜歡的食物：雜煮、牡丹餅，擅長的運動：羽毛球，重要的事物：祖母的髮簪，討厭的事物：蜘蛛

於餓狼傳說和KOF系列登場的女忍者，在餓狼傳說裡喜歡上前來日本拜師學藝的美國人安迪·柏格，為了安迪而投入戰鬥。在KOF系列裡則經常做為女性格鬥家隊的一員參戰。
登場作品：除《拳皇XI》、《拳皇XII》外的全部《拳皇》系列作品(XI只有在家用版登場而已，故不在此列)
金家藩（Kim Kaphwan）
声：橋本哲（'94~XI）、長田和彦（XII~XIV）、河本邦弘（拳皇命运）
- 格鬥种类：跆拳道，出身：韓國，身高：176cm，体重：78kg，生日：12月21日，血型：A型，興趣：卡拉OK，喜欢的食物：烤肉、章魚膾、韓國泡菜，擅長的運動：體操，重要的事物：妻子、兩個兒子，讨厌的事物：邪惡

於餓狼傳說和KOF系列登場的跆拳宗師，非常痛恨邪惡的人事物，希望可以用自己的方式來矯正這個世界。
經常帶著徒弟們參加KOF，大多時候是與兩名弟子陳可漢及邱豐凱組隊為主。
於NESTS篇因為組隊需要四人的關係，首次找了同一道場出身的全勳組成隊伍，之後因全勳受傷與女弟子李梅參賽。
於遥远彼之地篇(2003)則是跟全勳、陳可漢組隊，首次剩下其中一名弟子參加比賽。
在之後的遥远彼之地篇(XI)得到了泰利的邀請從而加入餓狼隊，所以首次沒有跟弟子組隊亦是首次沒有帶隊參賽。
後來的遥远彼之地篇(XIII)因為兩名弟子陳可漢及邱豐凱的計謀，所以找了雷電跟霍查組成了新組隊參賽。
XIV因兩名兩名弟子陳可漢及邱豐凱逾假未歸，從來從拜訪的師父剛一口中得知兩名弟子和惡人扎那杜參賽，被迫和師父剛一與其情人梁一同組隊。
XV和師父剛一留在山上修煉而首度在KOF缺席。在XV DLC附錄訪談表示自己因為忙於修練和妻兒相聚時間不多，也有意讓兩個兒子出席賽事。
登場作品：除《拳皇極限衝擊》、《拳皇極限衝擊MANIAX》、《拳皇XV》外的全部《拳皇》系列作品
比利·凱恩（Biily Kane）
声：生瀬勝久（'95）、山西惇（'97~2002、2002UM、MI2）、せいじろう（2003、XIII）、政木正辉（XIV~）
- 格鬥种类：棒術，出身：英國，身高：179cm，体重：77kg，生日：12月25日，血型：B型，興趣：洗衣服，喜欢的食物：蛋料理、妹妹做的料理，擅長的運動：撐竿跳，重要的事物：妹妹，讨厌的事物：命令、髒衣服

為南鎮霸主基斯·霍华德的保鑣兼心腹，在餓狼傳說做為一個顯眼的配角登場，有一位個性善良的妹妹莉莉。比利和妹妹莉莉出生於英國的貧民窟，從小父母雙亡而與妹妹相依維命，為了過更好的生活，比利和妹妹自英國來到美國南鎮落腳，一次在基斯底下管轄的一間工廠，比利與其他同事發生糾紛，當時比利將一旁的管子拆下並身手矯健的將所有人打成重傷，此時到工廠巡視的基斯見到比利有如此身手便立刻決定收做部下，基斯的這個決定讓比利的人生就此發生不小的變化。此後跟在基斯身旁做事的比利日漸得到基斯的信任而在組織地位大幅提升，並在餓狼傳說裡由基斯所掌控的KOF賽事多次獲勝，直到後來被第一次參賽的泰瑞打敗為止，因為視基斯為救了自己和妹妹的大恩人，因而將泰瑞和安迪等人視為勁敵，對於妹妹莉莉和東丈之間的戀情更是感到不悅。基斯假死期間潛入克勞薩.沃夫剛格的組織並成功偷取秦氏秘傳書的一部份完全任務，克勞薩.沃夫剛格自殺後再度參賽要和泰瑞一雪之前戰敗的恥辱但最終敗北，基斯最終戰敗身亡後便暫時接管基斯在南鎮的所有事業和其組織，中間曾被另一黑幫組織領袖Mr.White短暫控制過，最後在泰瑞等人打敗Mr.White後清醒過來繼續掌管其組織。KOFMI2中曾希望基斯唯一的親生兒子洛克.霍华德接管南鎮的組織但遭到回絕。
KOF系列中都是因基斯的命令參賽，有時也會無意去找餓狼隊的麻煩，KOF95被隊友八神庵打成重傷後就此將八神也視為敵人，KOF96則退居幕後，成功阻止Mr.Big暗殺基斯的計劃，其後接到命令與布魯.瑪莉和山崎龍二在各懷鬼胎情形下組隊參賽KOF97，此後便很長一段時間缺席KOF直到『KOF2003』復出為止，XIV則是首次和基斯組隊參賽，但對組織新人海因成為隊友一事感到有些不快，XV並不太相信留守南鎮的海因，暗中命人監視他，在賽後得知其陰謀後與之敵對，而與比利組隊的歷代成員中除了如月影二和基斯外，與其他人不外乎是敵人要不然就是利用對象。另外關於他的興趣洗衣服是因為受妹妹開的洗衣店的影響下讓他看到骯髒的衣服就會自己動手清理。　
登場作品：《拳皇'95》、《拳皇'97》、《拳皇'98》、《拳皇98UM》、《拳皇2002》、《拳皇2002UM》、《拳皇2003》、《拳皇XIII》（家用机版）、《拳皇XIV》、《拳皇XV》、《拳皇NEOWAVE》
吉斯·霍華德（Geese Howard）
声：孔骨桑田
- 格鬥种类：古武術，出身：美國，身高：183cm，体重：82kg，生日：1月21日，血型：B型，興趣：不一定(剛有興趣的事很快便會生厭)，喜欢的食物：生牛排，擅長的運動：沒，比較強的話是台球，重要的事物：自己，讨厌的事物：阻礙自己的人

登場作品：《拳皇'96》、《拳皇98UM》、《拳皇2002UM》、《拳皇XI》（家用机版）、《拳皇XIV》、《拳皇XV》、《拳皇NEOWAVE》、《拳皇EX》
沃尔夫冈·克劳萨（Wolfgang Krauser）
声：B.J.Love（'96、'98UM）、青山穣（拳皇全明星）
- 格鬥种类：綜合格鬥術，出身：德國，身高：200cm，体重：145kg，生日：？，血型：A型，興趣：中世紀古董收集，喜欢的食物：全部，擅長的運動：沒興趣(但任何運動都會)，重要的事物：騎士道精神，讨厌的事物：虛榮，虛構

登场作品：《拳皇'96》、《拳皇98UM》
山崎龍二（Ryuji Yamazaki）
声：石井康嗣（'97~2003）、最上嗣生（XIV~）
- 格鬥种类：我流喧嘩殺法，出身：日本，身高：192cm，体重：96kg，生日：8月8日，血型：A型，興趣：小刀收集，喜欢的食物：馬肉刺身，擅長的運動：沒，重要的事物：自己的利益，討厭的事物：勞動('97～2002)、嫌棄的事情(2003)

於餓狼傳說和KOF系列登場的黑道掮客，在KOF系列裡設定為大蛇八傑集之一，擁有狂之力。
登场作品：《拳皇'97》、《拳皇'98》、《拳皇98UM》、《拳皇2002》、《拳皇2002UM》、《拳皇2003》、《拳皇XIV》、《拳皇XV》、《拳皇NEOWAVE》
李香緋（Xiangfei Lee）
声：金月真美
- 格鬥种类：中國拳法，出身：美國，身高：160cm，体重：45kg，生日：5月25日，血型：B型，興趣：午睡，喜欢的食物：蝦餃，擅長的運動：短距離走，重要的事物：朋友，讨厌的事物：學習禮儀

出身於美國南鎮中華街的華僑少女，因不滿父母逼她學習禮儀而離家出走(因為父母希望她能更像女孩子一點所以才逼迫她學習禮儀)，現在住在親戚家所開的中華餐館當餐館服務生(因會格鬥術而兼當保鑣)。因和疑似吃了霸王餐的香澄對打而意外在KOF系列登場，個性活潑略帶任性，重視朋友同時很喜歡打架，曾給女性格鬥家隊的其他成員添了不少麻煩。另外食量如同大胃王般非常驚人，也讓女性格鬥家隊其他成員十分吃驚。XIII雖沒有參賽但有前往女參加性格鬥家隊的聚會，因為雛子無心的一句話而和眾女格鬥家之間發生混戰。
登场作品：《拳皇'99》、《拳皇2001》、《拳皇2002UM》
獅鷲假面（Grifonmask／Tizoc）
声：花田光
- 格鬥种类：摔角，出身：墨西哥，身高：215cm，体重：118kg，生日：4月25日，血型：O型，興趣：騎腳踏車兜風，喜欢的食物：我吃的所有東西(採訪時說的)，擅長的運動：鐵人三項，重要的事物：他的獅鷲面具，讨厌的事物：犯規的動作和用了這樣動作而不知悔改的摔角手

在孩童面前人氣頗高的蒙面摔角手，擁有不敗的完美記錄，但最後卻遭一名神秘的男子襲擊而失敗，後來便以此為機會進行了2年的訓練並於餓狼MOW登場，原先決定退休但看到一位在醫院努力做復健的孩子後，便決定繼續成為孩子所喜愛的獅鷲假面。KOF2003由泰瑞邀請他來代替要照顧徒弟的安迪成為餓狼隊的一員，但其成員東丈和他之間的磨擦卻不小，XI時則由B.潔妮邀請他參賽，和B.潔妮的談話中看得出他很喜歡小孩子，似乎也會贊助一些孤兒院。個性上來說和韓國隊的金卡法一樣無法容忍邪惡，但和金卡法不一樣的，並不善於算計所以有時被人騙而不自知(如東丈曾亂教他日文卻照單全收，XI則被B.潔妮扣除要給他的酬勞而沒有自覺)，XIII則未參賽但有前往比賽現場替其他隊伍加油。由於登場時都戴著摔角面具所以目前的真面目不明，餓狼MOW有出現他穿西裝的畫面，但長相依舊成謎。于XIV前因為在上一次的摔角大賽中被尼尔森袭击而失败。爲了要打敗尼尔森而轉換成反派摔角選手并命名为恐龍王來再次恢復回以住的名聲。
登场作品：《拳皇2003》、《拳皇XI》、《拳皇XIV(以暴龙王身份)》、《拳皇XV(以暴龙王身份)》
牙刀（Gato）
声：石井康嗣（2003~XI）、山口湧允（XV~）
- 格鬥种类：中國拳法，出身：不明，身高：180cm，体重：82kg，生日：5月27日，血型：A型，興趣：書法，喜欢的食物：冬蔭，擅長的運動：游泳，重要的事物：母親留下的項鍊，讨厌的事物：看不起自己的人

拳法家，個性上來說雖正派卻讓人難以親近，全身上下雖然中國風的裝扮非常顯眼國籍卻不是中國(有一說可能是日本)。原本生在一個普通和幸福的武術家庭，但在20歲左右目擊到父親殺害母親後，便出發尋找父親報仇。於餓狼MOW對決其幕後主使Kain時，被自己的父親偷襲兼挑釁令他對於父親的恨意比以往更深。KOF2003時南鎮霸主基斯·霍華德以手上持有其父的消息而接受邀請和山崎龍二與比利組隊參加(不過卻對兩人抱以輕蔑的態度(曾直接稱呼比利是狗)。)，賽後持續尋找自己的父親，XI時出現在自己面前的B.潔妮也以會調查其父的事而再度答應參加KOF，XV賽後從B·取得父親的相關情報並結束合作關係，在不顧螢呼喚他的情況獨自動身尋找父親。
另外家人還有一個妹妹，一般相信其妹有可能也是在餓狼MOW登場的雙葉螢，但牙刀本人堅決否認雙葉螢為其妹，不過在態度上卻對常常回避雙葉螢對相關事件的疑問。
登场作品：《拳皇2003》、《拳皇XI》、《拳皇XV》 
達克.金（Duck King）
声：孔骨桑田
- 格鬥种类：Marshal Art，出身：美國，身高：179cm，体重：62kg，生日：2月2日，血型：B型，興趣：跳舞，喜欢的食物：奶油玉米，擅長的運動：街頭籃球，重要的事物：Hiyoco的P，讨厌的事物：上升的滑車(泰瑞的招式之一)

出生於美國南鎮貧民窟的街頭舞蹈格鬥家，初登場為餓狼傳說1，外型裝扮都非常特立獨行，同時不知為何也養了多隻小雞(達克格鬥時也會緊緊跟在身邊)，格鬥技的實力不俗，可以靈活的將街舞和格鬥技融合使用，一直以來都為街頭格鬥的常勝軍，直到某一次被泰瑞打敗後，為了一雪恥辱而拼命練習武術，直到二度對上泰瑞卻又不幸敗北，令他內心開始仇視和嫉妒泰瑞，不過隨著時間上的相處，慢慢將泰瑞視為自己的摯友並希望兩人能再有一天一決高下。KOF系列中因泰瑞找不到隊友正沮喪時，自告奮勇的答應當泰瑞的隊友並提議找金卡法為最後一名成員，賽後和泰瑞等人丟下喝醉的金卡法一起去別處狂歡慶祝。
XIII沒有參賽，於家用版劇情中在比賽會場剛好看到正在探勘的布魯．瑪莉，以自己獨特的方式像瑪莉打招呼，但被正在回報情況給賽斯的瑪莉本人給徹底無視。
登场作品：《拳皇XI》
B.珍妮特（B.Jenet）
声：斉藤レイ（XI）、小松未可子（XV~）
- 格鬥種類：斯里蘭卡武術，出身：英國，身高：167cm，體重：49kg，生日：1月23日，血型：AB型，興趣：修指甲，喜歡的食物：煎牛排(有保存在很好的糧倉內)，擅長的運動：網球、騎馬，重要的事物：Lillien Knights的成員和新的武器，討厭的事物：柴油發動的船(因為很臭)

出生於富裕財團的獨生千金女，初登場餓狼MOW時因不想安於現狀的關係而自組義賊海盜團「Lillien Knights」遊走於世界各地旅行兼劫富濟貧，個性和其撫媚的裝扮跟不知火舞可說是如出一轍，KOF系列登場時因對每年都會發生奇怪事件的大會和優勝後的獎金感興趣而決定報名參加，由於必須組隊參賽而主動以獎金的條件邀請獅鷲假面和牙刀，但2人都是在她出乎意料的情況下答應組隊，使她在開賽前感到有些不安。賽後和自組的海盜團及獅鷲假面展開慶功宴，卻意外讓找哥哥的雙葉螢也被拖過去一起慶祝，導致牙刀並未參加慶功宴而是匆匆走人。另外本身也有參加XIII的預賽不過卻因淘汰而無法正式參賽，賽後則有前往女參加性格鬥家隊的聚會，因雛子無心的一句話而和眾女格鬥家之間發生混戰。XV與洛克和牙刀再次組隊並參加，賽後在酒吧對洛克表示這場比賽有所收穫，向牙刀提供他的父親的情報，還拉著洛克和「Lillien Knights」舉辦慶功會並順勢和泰瑞、安迪、東丈、舞共襄盛舉。
登場作品：《拳皇XI》、《拳皇XV》
双叶萤（Hotaru Futaba）
声:堀江ゆき
一直在各地旅行，寻找着六年前母亲去世后便去向不明的哥哥与父亲。哥哥似乎是牙刀。
登場作品：《拳皇XI》（PS2版）
雷電（Raiden）
声：鄉里大輔（XII）、Iain Gibb（XIII~）
- 格鬥種類：摔角，出身：澳大利亞，身高：202cm，體重：210kg，生日：3月3日，血型：O型，興趣：逛遊樂園，喜歡的食物：澳洲牛排，擅長的運動：美式足球，重要的事物：收集的面罩，討厭的事物：無尾熊

初登場為餓狼傳說1，職業為一名摔角手，曾經有一段時間成為了基斯的手下，被泰瑞打敗後脫離組織並改過自新，於餓狼傳說2成為正派的摔角手大熊登場，並和泰瑞成為摯友，不過在KOF系列中則是雖然脫離了基斯的組織但還是以反派摔角手為主。
KOF系列中首次登場為沒有劇情的KOFXII。之後因為陳可漢及邱豐凱的計謀，被金卡法拉進另類指導，而於KOFXIII登場時組成KIM隊。在賽後本人與霍查在其面前演了一場假裝改過自新的戲後，讓金卡法認為兩人已經無需再指導而成功擺脫了其糾纏。
登場作品：《拳皇XII》、《拳皇XIII》
霍查（หัวใจ，Hwa Jai）
声：長代聰之介
- 格鬥種類：泰拳，出身：泰國，身高：181cm，體重：70kg，生日：6月24日，血型：AB型，興趣：釣魚，喜歡的食物：眼鏡蛇冬陰公，擅長的運動：馬拉松，重要的事物：當年獲勝的照片，討厭的事物：飛機

初登場為餓狼傳說1，其後於其他餓狼作品為背景人物登場。職業為一名泰拳手，曾經是泰拳冠軍事業到達頂峰，被東丈奪取冠軍後，曾經有一段時間成為了基斯的部下之一，後再被東丈打敗兩人化解重修，其後脫離組織。與東丈合作開一間泰拳練習場，並收留當地孤兒教導他們泰拳。此外霍查也擔任東丈比賽時的教練和經紀人。
不過在KOF系列中卻設定雖然脫離了基斯的組織但還未與東丈和解並敵視著他，另外對於一樣使用泰拳的瓊則認為她的泰拳根本不純正。
KOF系列首次登場為KOFXIII。因為陳可漢及邱豐凱的計謀，被金卡法拉進另類指導，而於XIII登場組成KIM隊。在賽後本人與雷電在其面前演了一場假裝改過自新的戲後，讓金卡法認為兩人已經無需再指導而成功擺脫了其糾纏。XV賽後在餓狼隊結局探視因為約比利的妹妹莉莉約會而被比利打傷住院的東丈。
登場作品：《拳皇XIII》
唐福祿（Tung Fu Rue）
声：中井重文（XI）、鹿瀬ハジメ（XIV~）
- 格鬥種類：八極聖拳，出身：中國，身高：163cm，體重：46kg，生日：4月14日，血型：A型，興趣：冥想，喜歡的食物：茶葉蛋，擅長的運動：太極拳，重要的事物：弟子們，討厭的事物：奢華

在初期的餓狼傳說作品已經登場，為教授格鬥技予泰利.柏格的導師，亦曾經指導安迪.柏格一些訓練。過去曾是泰利與安迪的養父南鎮英雄-傑夫.柏格及南鎮霸主-基斯.霍華德的師父，但為了秦氏秘傳書，基斯和傑夫反目成仇，最後更導致傑夫被基斯殺害的悲劇，為此心灰意冷的唐福祿便決定不再收任何新徒弟，但最終不敵失去養父的泰瑞和安迪的請求，破例收了他們為徒，但此後安迪發現八極聖拳不適合自己修練而前往日本拜師，最終只有泰瑞在唐福祿門下完成修行。
在泰瑞第一次打敗基斯時，其間曾遭到基斯異母兄弟克勞薩襲擊，並敗於克勞薩手下，雖無大礙但此後便隱退鮮少再參賽，秦氏秘傳書事件告一段落後又收了秦氏兄弟之一的秦崇雷為徒弟。
KOF系列首次於XI的家用機版本中登場，除了依舊是泰瑞的師父外，與超能力隊的鎮元齋還是多年好友。之後於XIV帶領兩位新徒弟瞬影跟明天君一同組成中國隊再度參賽，希望藉參賽讓瞬影和明天君能控制自身的力量同時也希望草薙京或泰瑞等前輩能夠在大賽中開導他們。XV為了讓徒弟們有所成長選擇缺席不參加，同時聯絡京的父親-柴舟，將瞬影跟明天君送至日本與草薙京會合。
登場作品：《拳皇XI》(家用机版)、《拳皇XIV》
艾丽丝（Alice）
声：林あき乃
- 格鬥種類：南鎮自學武術，出身：美國和日本，身高：158cm，體重：45kg，生日：6月16日，血型：AB型，興趣：跳舞，喜歡的食物：香蕉。擅長的運動：籃球、體操，重要的事物：泰瑞、泰瑞贈與的帽子、泰瑞的玩偶，討厭的事物（人）：花椰菜、布魯·瑪莉

性格開朗樂觀，為泰瑞頭號粉絲的少女，同時在南鎮以模仿泰瑞的格鬥技而小有名氣，一心想跟泰瑞較近，於XIV大賽前夕在，在瓊的酒吧剛好聽到小舞正找不到隊友傷腦筋時，自告奮勇的像兩人毛遂自薦，之後在一瞬間打敗小舞獲得認可後入隊，為了證實己身實力以參賽者的身分出席KOF。
早在20年前《餓狼傳說3》就有定稿的艾麗絲被SNK計劃取代不知火舞出場，設定為泰瑞的女伴，但最終舞人氣太高至艾麗絲被擱置為背景人物在多部作品中亮相，直到《拳皇XIV》才能作為使用角色出場，期間布魯·瑪莉在SNK作品中多與泰瑞有模糊不清的關系設定。於XIV之後的手遊作品中，SNK傾向於讓此“三角”關系公開化，在《拳皇全明星》中艾麗絲是針對瑪莉的敵手，並不喜歡布魯·瑪莉，也扇過瑪莉耳光。兩人是勁敵。
登场作品：《拳皇XIV》
洛克·霍华德（Rock Howard）
声：竹本英史（MI~MI2、MIA）、内田雄馬（XIV~）
- 格鬥種類：八極正拳，出身：美國，身高：178cm，體重：70kg，生日：6月24日，血型：B型，興趣：旅行，彈奏貝斯，喜歡的食物：什錦飯（討厭的食物為臘腸），擅長的運動：街頭籃球，重要的事物：泰瑞贈與的帽子、賽車手套，討厭的事物：成天大話的人們

初登場為餓狼傳說MOW的主角，並且為泰利柏格的養子、基斯霍華德的兒子。在餓狼傳說的故事世界線中，基斯霍華德已經去世，及後成為泰利柏格的養子。對未救助母親的父親基斯恨之入骨。另一方面，由於從血統中遺傳了父親的格鬥天分。他為了生計而開始街頭格鬥，雖是孩童卻未曾嘗過敗績，直至某次被當時還不知他身世的泰利柏格收養為止。在泰利和基斯的決戰結束後，他和泰利一起在世界各地旅行，並從泰利處學到了各種格鬥技巧與做人的道理。對他而言，同行的泰利是他亦師亦友的親人，但另外一方面即使痛恨基斯，卻對基斯死於泰瑞手上仍抱有複雜的心情存在。
長相帥氣但卻不擅長與女性相處，有時面對女性的格鬥家也會苦惱不知如何對戰，唯一的一次約會經歷還是布魯瑪莉因為洛克贏了拳賽而當成給他的獎勵。《拳皇世界》中把瑪莉當做大姐姐也有憧憬傾慕的復雜情愫。此外還擅長烹飪和操持家務，居住在泰瑞家的期間多由他一手包辦家事，其有著只要聽過一次就能完全重現整首樂曲的絕對音感。
於KOF系列中曾作為背景人員跟著泰利登場，但是作為小孩子的形象在拳皇2000曾經登場，並沒有像餓狼傳說MOW那種青年狀況形象登場參戰。直到多年後在外傳的拳皇極限衝擊作品正式登場，XIV則是以DLC的方式首次在本傳中登場。XV再度和B·潔妮和牙刀參賽，事後向B·潔妮表示自己很慶幸能在BOSS的力量為他人用之前及時阻止事態惡化，隨即被B·潔妮拉著和「Lillien Knights」、泰瑞、安迪、東丈、舞參加慶功會，和泰瑞交流組隊參戰心得並提及有意和他組隊；XV與瞬影、伊絲拉組隊的特殊結局因為獲知瞬影是泰瑞的同門師弟而交流甚歡。
登場作品：《拳皇極限衝擊》、《拳皇XIV》、《拳皇XV》
莉莉·凯恩（Lilly Kane）
声：嘉數由美
比利的親生妹妹，本性善良，對於哥哥比利加入基斯的黑幫毫不知情。使用伸缩晾衣杆作为武器。
登場作品：《拳皇2000》（支援人物登場）、《拳皇極限衝擊 2》、《拳皇極限衝擊 规则A》
理查德·梅耶（Richard Myer）
声：孔骨桑田
泡泡咖啡厅的老板。有一妻一女。KOF系列中多次以背景人物登場。
登場作品：《拳皇極限衝擊 2》

## 來自《龍虎之拳》
坂崎良（Ryo Sakazaki）
声：臼井雅基（'94~XI、XIII）、小崎正義（XII）、高倉大輝（XIV~）
- 格鬥种类：極限流空手道，出身：日本，身高：179cm，体重：75kg，生日：8月2日，血型：O型，興趣：業餘木工、家庭菜園，喜欢的食物：年糕、納豆，擅長的運動：相撲，重要的事物：機車、馬、朋友、妹妹，讨厌的事物：多腳的昆蟲

龍虎之拳的男主角，被稱為[無敵之龍]，同時也有在餓狼傳說和KOF系列登場。
在KOF故事之中，比較經常與好友羅伯特、妹妹百合、父親琢磨組成隊伍。
KOF故事初期與羅伯特及琢磨組成隊伍，在這之後一直跟百合、羅伯特這兩人長時間組成隊伍。
於NESTS篇(2000)因為百合想跟其他好友組隊參賽，所以琼在百合的拜託之下接受了良的邀請加入隊伍。
直到阿修篇(XI)羅伯特因為公司裡的大型企劃案，首次缺席了比賽，琢磨亦因受傷未能參賽。
在這個找不到隊員的情況之下，琼鼓勵了良不要放棄比賽，並且自薦加入再度組成隊伍。
XV認為妹妹百合因為燒肉店事務疏於修煉而決定自己邀請琼第三度組隊參賽，大賽過後，因為有感於極限流忙於燒肉店副業而疏忽武術精進，與琼相談後，以「第二代空手道先生」身分要求父親、妹妹、羅伯特參與修行。另外在XV與柯隆、安琪組隊的特殊結局顯示其手藝精巧，曾經在賽後協助兩者修復摩托車。
登場作品：全部《拳皇》系列作品
罗伯特·加西亚（Robert Garcia）
声：Kay稻毛（'94~'95、XII~XIII）、小市慢太郎（'96~2003）、四宮豪（XIV~）
- 格鬥种类：極限流空手道，出身：義大利，身高：180cm，体重：85kg，生日：12月25日，血型：AB型，興趣：收藏汽車，喜欢的食物：壽司、炒麵，擅長的運動：賽車，重要的事物：收藏的汽車，讨厌的事物：薤

龍虎之拳的第二男主角，被稱為[最強之虎]，同時亦在KOF系列裡登場，和良與百合的坎坷人生不同，出身於富裕家庭的企業小開，但因為不滿父親替他安排好的人生所以拜入極限流門下，實力與其師的兒子坂崎良不相上下同時也是多年的好友，和良的妹妹百合之間對彼此都抱有好感，另外他也是貧窮的道館資金贊助者(同時在父親離家和母親過逝的坂崎家也幫了不少忙)。百合被綁架時也和良到處在南鎮四處奔波，最後才有驚無險的救出百合，另外也資助脫離黑幫組織的琼讓她開設酒吧和治療其弟的醫療費用。KOF系列裡和良與琢磨都非常反對百合參戰，KOF96才和其他2人同意百合參加，同時也很高興可以跟百合同隊(與百合想回女性格鬥隊的心情呈現反比。)『KOF2000』得知琼要代替百合時一時之間無法接受而搭機跑來找良問個清楚。
『KOF2001』所屬的企業集團面臨經營危機而讓他首度有了危機感，也讓一向以切磋武藝參加KOF的坂崎家首次以優勝獎金為目標，但之後危機解除後持續參賽，XI因為公司裡的大型企劃案脫不了身而缺席參加直到XIII才復歸參賽(XI在龍虎隊結局裡登場並和百合跟琢磨一起努力湊合琼和良，但最後失敗；XIII則是在龍虎隊結局準備婚戒向百合求婚，但被坂崎琢磨暗地制止。)。XV賽後因為良的要求，跟著琢磨、良、百合展開修行。
登場作品：除《拳皇XI》、《拳皇极限冲击》外的全部《拳皇》系列作品(XI只有在家用版登場而已，故不在此列)
坂崎百合（Yuri Sakazaki）
声：堀江薰（'94~XIII）、加隈亜衣（XIV~）
- 格鬥种类：極限流空手道，出身：日本，身高：168cm，体重：50kg，生日：12月7日，血型：A型，興趣：卡拉OK、新料理的研究，喜欢的食物：咖哩、梅干，擅長的運動：壘球，重要的事物：朋友、媽媽的珍珠耳環，讨厌的事物：章魚、像章魚的人、憂柔寡斷的人、MR.Karate

龍虎之拳男主角坂崎良的妹妹同時也是極限流館主坂崎琢磨的女兒，於龍虎之拳初登場時還是一個普通且不會武功的女孩子，從小因母親的死和父親的離家所以一直是由哥哥良拉拔她長大的，所以和哥哥之間感情還算不錯(不過偶爾還是有吵嘴的時候)，和哥哥的好友羅伯特之間對彼此都抱有好感，一次南鎮的霸主Mr.Big綁架她以此威脅她失蹤已久的父親坂崎琢磨加入其下，後來在哥哥及羅伯特等眾人的幫助下順利被救出同時也和父親相聚，不過綁架事件對百合還是造成一定程度的心理衝擊，對此為了避免成為哥哥們的包袱便下定決心習武，雖然一開始並不被其他人看好但仍在短短幾年之間成為一名資質不錯的格鬥家，不過格鬥資歷淺和過於衝動的個性還是讓哥哥良和父親琢磨替她感到擔心不已。KOF系列登場時一開始便被家人嚴厲禁止參加，因而負氣離家和舞及琼成為女性格鬥家的一員參戰。KOF96家人同意百合參戰，但條件卻是以龍虎隊成員出場。此後便絞盡腦汁一心想回到女性格鬥家隊(『KOF2000』和 XIII成功，此後多以龍虎隊的一員登場(扣除無劇情的2002))。對於哥哥良和琼之間的感情沒有進展感到著急，XI賽後和父親拓馬及羅伯特拼命湊合2人但最後卻失敗了。此外在XI開賽前夕曾發表[使用暗器的人很卑鄙]的言論，因而引起使用暗器當主要格鬥術的瑪琳不滿。XIII時將自己多年的長髮給剪短而引起不小的家庭革命，由於哥哥良決定和父親琢磨和羅伯特一同參賽而回歸至女性格鬥家隊，賽後前往參加女性格鬥家隊的聚會，因雛子無心的一句話而和眾女格鬥家之間發生混戰。XIV其間因其父琢磨開了間燒肉店忙到分身乏術而回歸龍虎隊，XV則被哥哥認為因為燒肉店事務疏於修煉而被踢除在龍虎隊之外，原本跟小舞想邀琼一起參賽，但在雅典娜意外造訪酒吧的情況下決定組成超級女英雄隊參賽，但在事後偕同舞被雅典娜告知需跟她參與連串演藝活動而叫苦連天，同時接受良的要求偕同父親、羅伯特參與修行。
登場作品：除《拳皇XII》外的全部《拳皇》系列作品
坂崎琢磨（Takuma Sakazaki）
声：津田英治（'94~XIII）、丸山壮史（拳皇全明星）
- 格鬥种类：極限流空手道，出身：日本，身高：180cm，体重：88kg，生日：2月4日，血型：O型，興趣：做蕎麥麵，喜欢的食物：白飯、味噌湯、青豆、醋大豆，擅長的運動：各式格鬥技，重要的事物：2個孩子、徒弟、極限流，讨厌的事物：蛇

極限流空手道的代表人物，坂崎良及坂崎百合的父親，亦是其二人及羅伯特的空手道師傅。
於龍虎之拳的故事中因與妻子一同遭遇車禍意外，為了查明妻子死因丟下年幼的良及百合離家出走，直至百合被Mr.Big綁架才與兒女團聚，龍虎之拳敗給自己的兒子後宣佈隱退不再參與格鬥賽事。
龍虎之拳時個性非常嚴謹，但在KOF系列登場後則多了一些喜劇成份在裡面，坂崎良及坂崎百合有時會對其父過度保護的行為感到有些頭痛。
於KOF故事初期跟良及羅伯特組成隊伍參賽，並未如龍虎之拳那般隱退反而還是很活躍於格鬥界，並與京的父親柴舟和海迪倫之間有不少交情，曾因天狗面具影響，以MR.Karate身分出現過，KOF96因百合代替自己的關係而缺席，直到NESTS篇因為需要四人參賽才再度登場。
曾經於KOF2000因為女兒百合所託、兒子良的邀請，找了琼組成隊伍，在這開始心底裡視琼為未來媳婦。
KOF2003~XI沒有參賽但卻被不明人士襲擊受傷，不過到XI已經康復但仍裝病讓琼再度成為龍虎隊的成員參賽，事後還與百合、羅伯特合力撮合良與琼的第一次約會，但卻做的太過火導致兩人約會泡湯。
於XIII因為女兒百合跟琼及不知火舞組成了隊伍，所以再次跟良及羅伯特組成隊伍。XIII賽後暗地於記者會期間制止羅伯特將求婚婚戒交給百合。
XIV~XV其間因道館門生人數減少而開了一間燒肉店，生意似乎非常不錯而缺席參賽，同時登場的金卡法師父-剛一似乎也是他的老相識之一。XV賽後因為良的發言，體認極限流忙於經營燒肉店而疏於武術訓練，同意跟著良、百合、羅伯特修行，將店務交給马可·罗德里格斯打理。
登場作品：《拳皇'94》、《拳皇'95》、《拳皇'98》、《拳皇'98UM》、《拳皇'99》、《拳皇2000》、《拳皇2001》、《拳皇2002》、《拳皇2002UM》、《拳皇NEOWAVE》、《拳皇XIII》、《拳皇EX2》
琼（King）
声：生駒治美
- 格鬥种类：泰拳，出身：法國，身高：175cm，体重：59kg，生日：4月8日，血型：A型，興趣：收集酒杯、彈鋼琴，喜欢的食物：葡萄酒、蔬菜，擅長的運動：撞球，重要的事物：弟弟、飼養的寵物貓，讨厌的事物：骯髒的傢伙(Jack Terner)

於龍虎系列初登場時隱藏自己的性別並在Mr.Big的組織中，擔任旗下酒吧的老闆兼護衛，後來被前來救妹妹百合的良打敗同時其女性的真實性別曝光。有一個體弱多病的弟弟約翰，為了賺取醫藥費而參加過大大小小的格鬥賽，敗給坂崎良後聽從他勸告脫離Mr.Big的組織，同時良還將自己比賽贏得的獎金全數交給琼去支付約翰的醫藥費用，此事後讓她跟良之間產生淡淡的情愫(不過關係僅止於此)。KOF系列中因舞還有百合的關係成為女性格鬥家隊的一員，同時也是目前女性格鬥家隊年齡最長的一位(因為這樣所以成了相當於隊長般的存在)，不過有時其他成員惹出的麻煩也常會被波及而深感無奈，『KOF2000』破天荒應百合所託首次加入龍虎隊而這一年良的父親琢磨將她內定為自己兒子的準媳婦時令她傻眼，而在『KOF2001』曾因厭倦格鬥賽而想缺席時，因敵不過舞和香緋的熱情只好答應參賽，無劇情的『KOF2002』首度於KOF系列中缺席，直至『KOF2003』有再次登場，XI龍虎隊成員不足時鼓勵良不要放棄同時二度以龍虎隊成員再次登場，而在賽後首度與良有其約會場景，但最後因琢磨的關係而讓她當場抓狂使得兩人的初次約會以失敗收場，XIII賽後則前往參加女性格鬥家隊的聚會，因雛子無心的一句話而和眾女格鬥家之間發生混戰，XV因受良的邀請第3度成為龍虎隊成員（同時也在內心抱怨良的不解風情），賽後與良談論及極限流的未來，讓良動念號召琢磨、百合、羅伯特參與修行。
目前在英國和南鎮都有開設了酒吧，常是女性格鬥家隊成立時的場景之一，其酒吧也常是眾格鬥家常光顧的據點之一，但似乎並不允許有人賒帳，XIII就曾向安迪追討其兄在自己店內積欠的酒錢。
登場作品：除街机《拳皇2002》、《拳皇XII》、《拳皇極限衝擊》外的全部《拳皇》系列作品(拳皇2002僅有在家用版登場而已，故不在此列)
如月影二（Eiji Kisaragi）
声：島義則（'94~XI）、岩崎了（拳皇全明星）
- 格鬥种类：如月流忍術，出身：日本，身高：172cm，体重：70kg，生日：12月25日，血型：B型，興趣：創造新的必殺技、修行，喜欢的食物：易於保存的食物、罐裝食品，擅長的運動：無(忍者不運動的)，重要的事物：相信自己的拳頭，讨厌的事物：極限流

於龍虎之拳2登場的忍者，亦在KOF系列的95和XI登場，在其如月流忍術眾裡由於實力堅強而被看好可以成為下屆當家，但在敗給極限流的坂崎良後，首嘗戰敗屈辱的影二便開始找機會想打敗極限流以報當時的戰敗之仇，於KOF95時和擁有一樣目的的比利和八神組隊參賽，沒想到賽後和比利隨即遭八神攻擊重傷(之後也將八神列為報仇的對象之一)，此事後深感自己實力不足於是便上山修練閉關10年(現實時間的確事隔十年)，其後便再無參與KOF(比利和八神的特殊開場會出現一下子)，XI時終於習得如月流創派始祖最強的秘技-斬鐵的奧義-闇狩，於是下山打算組隊參加KOF來再次打敗極限流，並找了同樣對極限流有其恩怨和不滿的藤堂香澄和瑪琳組隊參賽(不過影二是利用她們而已)，賽後和香澄及瑪琳原本打算偷襲正在餐廳約會的坂崎良和琼但最後完全失敗。
登场作品：《拳皇'95》、《拳皇XI》、《拳皇'98UM》
藤堂香澄（Kasumi Todoh）
声：弓雅枝（'96~XI）、田邊留依（拳皇全明星）
- 格鬥种类：藤堂流古武術，出身：日本，身高：154cm，体重：45kg，生日：3月29日，血型：B型，興趣：看錄影帶(特別是恐怖片)，喜欢的食物：學校附近的可樂餅，擅長的運動：合氣道、箭道，重要的事物：某人送的護身符，讨厌的事物：每週一次母親的指導(茶道、插花、日本舞蹈)

著名格鬥家藤堂龍白的女兒，由於其父被坂崎良打敗，而前來南鎮與坂崎良對決結果不幸敗北，事後將自己的頭巾交給良以做為下次對決的約定，其後便前往尋父之旅(至今仍沒找到)。於KOF96時被琼邀請前來成為女性格鬥家的一員，之後再度登場的KOF'99與李香緋因餐費問題而在南鎮中華街大打出手，『KOF2000』暫放下與極限流的恩怨與坂崎良之妹-百合成為一隊(但有一說是香澄認為百合並不算是極限流正統的，所以才願意跟她一隊)。『KOF2001』賽後再度尋父而在KOF再度缺席，直到XI時與她一樣跟極限流有其恩怨的如月影二之邀請而再度登場(但其實是被影二給利用)。XIII雖沒有參賽但有前往參加女性格鬥家隊的聚會，因為雛子無心的一句話而和眾女格鬥家之間發生混戰。
家庭關係方面，與她積極尋找的父親相比，她跟母親之間關係較為緊張，原因則在於其母會強迫她學習插花茶道和日本舞蹈。除了雙親外還有一位體弱多病的姊姊，香澄為了不藤堂流古武術後繼無人，便代替姊姊成為一名格鬥家。
登場作品：《拳皇'96》、《拳皇'98UM》、《拳皇'99》、《拳皇2000》、《拳皇2002UM》、《拳皇XI》
Mr.BIG　
声：中塚勝久（'96、'98UM）、柚木伸介（XI）、荒井友樹（拳皇命运、拳皇全明星）
- 格鬥种类：棒術，出身：澳大利亞，身高：187cm，体重：81kg，生日：7月4日，血型：B型，喜歡的事物：高價的物品，興趣：計劃怎麼佔領南鎮，喜欢的食物：最近比較喜歡日本料理，討厭的食物：便宜的食物，擅長的運動：因為很忙就連運動的時間都沒有，重要的事物：南鎮，讨厌的事物：妨礙自己計劃的傢伙

登場作品：《拳皇'96》、《拳皇'98UM》

## 來自《超能力戰士》
麻宫雅典娜（Athena Asamiya）
声：福井玲子（'94）、弓雅枝（NEO-GEO CD Special）、長崎萠（'95）、佐藤珠緒（'96）、栗栖雪奈（'97）、池澤春菜（'98~今）
- 格鬥种类：中國拳法+超能力，出身：日本，身高：163cm，体重：49kg，生日：3月14日，血型：B型，興趣：製作Homepage、占卜、郵購，喜欢的食物：西班牙油條、草莓大福、櫻花麻糬、紅葉饅頭、加入黃豆粉的牛奶，擅長的運動：曲棍球，重要的事物：彼得兔的茶具、粉絲的信，讨厌的事物：奶油、草蜢

超能力戰士的1P專用角色。原為一個普通女高中生，後來偶然的情況下發現自己有超能力而被來自中國的拳法師父收為徒弟，她的超能力是來自於自家的祖先(雅典娜公主)，不過到後世擁有超能力的只剩雅典娜一人，在鎮元齋門下修行多年時間，除了學會如何控制控制超能力外，也學會鎮所傳授的中國拳法，KOF94收到路卡爾寄來的邀請函後便開始年年參賽，目的是要查清楚大會背後的邪惡之氣，KOF'96成功成為偶像出道後自此超能力隊的粉絲越來越多，KOF'97原本鎮元齋因為擔心受歡迎的程度可能對弟子產生反效果時，收到身障少女渡部薰感謝雅典娜的信後決定參賽，而在賽後渡部薰也和雅典娜首次見面，同時在雅典娜的鼓勵下重新站了起來自此兩人也成了好朋友，KOF'99新進的徒弟包吸收了師兄椎拳崇的超能力到『KOF2000』拳崇救了包和取回強大的力量，對於這中間的過程和鎮元齋一樣擔心，『KOF2003』首次瞞著自己的師父鎮元齋擅自與四條雛子和瑪琳(Malin)組成女子高中生隊參賽，XI則再度回歸超能力隊並同時和師傅收的新弟子-桃子一同參賽，XV則二度瞞著師傅和經紀人前往瓊在南鎮開設的酒吧，意外在酒吧跟小舞及百合組成超級女英雄隊報名參賽，賽後向小舞及百合坦承邀請兩者組隊原因之一是出於演藝行程考量，要求兩者跟她參與繁忙的演藝行程令兩者吃驚。
雅典娜個性十分溫柔和活潑，不過也會有生氣和愛哭的一面，但隨著遊戲劇情發展，有時候也因為太直來直往而說出一些疑似腹黑的話而踩到對方地雷，除了參加KOF外也有偶像歌手的工作要做，所以每天都過的非常忙碌。對自己同隊的椎拳崇雖有特別好感但還未到男女之間的感情，而對自己的後進包和桃子則非常照顧兩人，和拳崇私底下與日本隊的草薙京和其女友小雪之間來往很頻繁，兩人也曾轉到京的高中就讀一段期間。由於個性相對友善而和不少KOF參賽選手（尤其是立場相對正派者）有良好互動，更甚著有諸如全勳和XV表態欣賞其歌曲的金卡法等人成為其歌迷。
登场作品：全部《拳皇》系列作品、SNK街機大頭貼《NEO拍立得》
椎拳崇（Sie Kensou）
声：矢野榮路（'94~XIII）、要勇人（XIV~）
- 格鬥种类：中國拳法+超能力，出身：中國，身高：172cm，体重：61kg，生日：9月23日，血型：B型，興趣：漫畫鑑賞，喜欢的食物：肉包，擅長的運動：足球，重要的事物：支持者給的布娃娃、亞歷山德羅·德爾·皮耶羅的簽名足球，讨厌的事物：修行

超能力戰士的2P專用角色。最先由鎮元齋所收的男弟子，童年過去不明，一開始非常認真和嚴肅，個性十分冷酷，但當雅典娜加入他們的行列時，便對雅典娜一見鍾情，自此個性也變得越來越搞笑和得意忘形，KOF94收到路卡爾寄來的邀請函後便開始和雅典娜年年參賽，和個性認真的雅典娜相比並不喜歡修行，但因為自己可以和心愛的人在一起所以也就不足為苦，KOF'96雅典娜成為偶像後常收到雅典娜粉絲的抗議信以及抱怨信，儘管如此仍很珍惜粉絲送他的東西，他擁有操控藍色超能力的能力，他的超能力來歷不明，但他曾經過嚴格修行訓練才能自我控制及使用，不過他不足一段時間能夠把超能力控制得輕鬆自如，KOF'99新進的包將他的超能力全部吸收後使他消極了好一陣子，但在賽後為了救遭石塊壓住的雅典娜而使潛藏自己體內的超能力一口氣爆發出來（但僅有一下子而已），『KOF2000』捨身相救擊落衛星而性命垂危的包卻意外取得了新的超能力，而這新生的超能力(在劇情中被稱為「龍之力」)因為過於強大而被飛賊-龍給暗中盯上，為了從新控制體內的超能力於『KOF2003』缺席直到經過一段時間才於XI復出。
暗戀（或喜歡）雅典娜，與雅典娜是朋友以上、戀人未滿的關係。私底下和雅典娜一樣與日本隊的草薙京來往也很頻繁，盡管和京是好友，但偶然也會有嫉妒能力比他好的京的時候，對2位後進包和桃子來說，包將拳崇視為自己的兄長而桃子則將拳崇視為作弄對象。喜歡的食物是肉包幾乎都可以隨時隨地拿來出來吃，為此和喜歡吃東西的李香緋有特殊開場，XI和桃子的特殊開場為拳崇拿出肉包來吃但被桃子以超能力直接搶走來吃，不過有時會因為大口進食而噎到。他說的日文有很濃厚的關西腔，所以和龍虎系列說日語也有其強烈關西腔的羅伯特之間也有特殊開場。
登场作品：除《拳皇2003》、《拳皇极限冲击》、《拳皇XV》外的所有系列作品

## 來自《怒》
拉尔夫·琼斯（Ralf Jones）
声：前塚厚志（'94~XI）、しのや文秀（XII~）
- 格鬥种类：軍用武術+海迪倫暗殺術，出身：美國，身高：188cm，体重：110kg，生日：8月25日，血型：A型，興趣：收集刀械，喜欢的食物：口香糖，擅長的運動：棒球，重要的事物：總統授予的勳章，讨厌的事物：蛇

為怒(IKARI WARRIORS)系列的1P角色。軍中官階為大佐，年輕時就已經加入軍隊，傭兵總指揮官海迪倫的部下之一。所以是怒隊除了海迪倫外官階第二高的軍官，但個性熱血隨和沒有架子，他與其官階較他低的克拉克還是出生入死的好摯友。參與KOF多半是為了調查比賽的內幕。KOF96~97期間對於深受大蛇之血而痛苦的蕾歐娜，和克拉克一同開導她要她勇敢面對自己的命運，而在KOF99後與怒隊一行人共同調查秘密結社NESTS的行動，期間也加入了另一位女性隊員薇普，『KOF2000』後原本擔心賽後失蹤的薇普，但在『KOF2001』由間諜衛星的影像中發現薇普的影像後讓拉爾夫等人鬆了口氣，NESTS解散後期間的『KOF2003』蕾歐娜曾發生爆走但和克拉克2人並無大礙，之後仍持續進行調查『遙遠彼方之來者』的行動，在XI與克拉克及薇普組隊參賽，賽後一同探望照顧剛康復的莉安娜，直到XIII及XIV再次組成過往的常態的怒隊，XIV在海迪倫的命令下對威尔斯身亡後而導致的異變持續給予觀注。XV特殊勝利對白中透露知曉庫拉和K'賭氣離家出走與薇普擔心庫拉一事，賽後繼續執行相關任務。
相當關切蕾歐娜和薇普，此外因為上級任務調查的影響，加上薇普與K'等人的關係，也會間接關切K'和库拉等人的動態。
登場作品：全部《拳皇》系列作品、合金彈頭第6代及以后
克拉克·史迪尔（Clark Steel 或 Clark Still（见下））
声：島義則（'94~XIII）、傘谷友（XIV~）
- 格鬥种类：軍用武術+海迪倫暗殺術，出身：美國，身高：187cm，体重：105kg，生日：5月7日，血型：A型，興趣：收集槍械，喜欢的食物：燕麥片，擅長的運動：賽車，重要的事物：太陽眼鏡，讨厌的事物：蛞蝓

為怒(IKARI WARRIORS)系列的2P角色。軍中官階為少佐，傭兵總指揮官海迪倫的部下之一，在加入軍隊前曾與海迪倫有過一戰但敗北，最後在海迪倫的勸誘之下加入軍隊並成為他的部下，同時也在軍中認識了其摯友拉爾夫。個性上來說相較於熱血隨和的拉爾夫，他則顯得沉著和冷靜，有時會適時牽制個性過於衝動的拉爾夫，參與KOF多半也是為了調查比賽的內幕。KOF96~97期間對於深受大蛇之血而痛苦的蕾歐娜，和拉爾夫一同開導她要她勇敢面對自己的命運，而在KOF99後與怒隊一行人共同調查神秘組織NESTS的行動，期間也加入了另一位女性隊員薇普，『KOF2000』後原本擔心賽後失蹤的薇普，但在『KOF2001』由間諜衛星的影像中發現薇普的影像後讓克拉克等人鬆了口氣，NESTS解散後期間的『KOF2003』蕾歐娜曾發生爆走但和拉爾夫2人並無大礙，之後仍持續進行調查『遙遠彼方之來者』的行動直到XIII為止，XIV在海迪倫的命令下對威尔斯身亡後而導致的異變持續給予觀注。XV特殊勝利對白中透露知曉庫拉和K'賭氣離家出走與薇普擔心庫拉一事，賽後繼續執行相關任務。
相當關切蕾歐娜和薇普，此外因為上級任務調查的影響，加上薇普與K'等人的關係，也會間接關切K'和库拉等人的動態。
注：KOF14起名字改为后者，依据是游戏中对战场景后方的显示屏上显示的双方头像和名字。可能原因是要跟合金弹头系列的写法保持一致。
登場作品：全部《拳皇》系列作品、合金彈頭第6代及以后
哈迪兰（Heidern）
声：新居利光（'94~2002UM）、山岸治雄（拳皇命运、拳皇XIV~）
- 格鬥种类：軍用武術+海迪倫暗殺術，出身：不明，身高：192cm，体重：90kg，生日：9月1日，血型：B型，興趣：釣魚，喜欢的食物：黑啤酒、香腸，擅長的運動：打獵，重要的事物：家族照片，讨厌的事物：路卡爾

為怒(IKARI WARRIORS)系列的背景角色。於KOF'94登場的傭兵總指揮官，個性嚴謹，海迪倫只是假名，真實姓名不詳，8年前因一紙命令而前去討伐黑市霸主的路卡爾，但最後不僅任務失敗，連同自己心愛的妻子及女兒和下屬也被路卡爾一併殺害，海迪倫自己更失去一隻眼睛。活下來的海迪倫誓言日後將向路卡爾討回公道，因此接連參與路卡爾所主辦的KOF94~95，直到KOF95路卡爾因大蛇之力自取滅亡後便不在前線參與KOF，而改由養女蕾歐娜代替自己的位置參戰並退居幕後調查比賽內幕。從KOF99後開始陸續在幕後查訪關於秘密結社NESTS和『遙遠彼方之來者』的行動，並與隸屬於霖谷機關的特務賽斯和凡妮莎合作展開調查，同時指揮參賽的怒隊一行人關於任務的執行，『KOF2001』因神秘組織NESTS親自派隊參賽加上怒隊成員薇普的出走而親自參賽，NESTS瓦解後繼續退回幕後指派任務。『KOF2003』因蕾歐娜於賽後暴走而在XI指派薇普代替蕾歐娜的位置參賽，XI後原本計劃將禍忌的屍體進行研究卻被『遙遠彼方之來者』的成員奪走，而指示其小隊成員等候命令。之後到了XIII同意讓蕾歐娜參賽，XIV對於威尔斯身亡而導致的異變持續給予關注，同時和K'與Maxima達成私下協助傭兵部隊作戰任務的協議。XV與上屆被威尔斯復活的非洲隱士-德洛麗斯合作調查真相，並一同前往南美尋找神祕少女- 伊絲拉，準備再度上場參賽，賽後因為接獲疑似蕾歐娜的父親的目擊情報，授命蕾歐娜、拉爾夫、克拉克進行調查。
在KOF系列中海迪倫雖然遊戲登場次數不多，但在劇情常常可以發現他為了調查比賽內幕而奔走其中，同時也知道很多KOF參賽者所不知道的內幕。還有雖然他的下屬都使用跟他相同的格鬥術，但海迪倫本身較注重下屬的個人發展而不去過份干涉每人的訓練狀況，所以除了養女蕾歐娜外，其他人的格鬥術幾乎都會呈現出跟海迪倫不一樣的面貌。另外海迪倫也與疑似有路卡爾血緣關係的亞爾迪哈德·班舒泰爾互為舊識，但雙方何時認識的過程則不明。
登場作品：《拳皇'94》、《拳皇'95》、《拳皇'98》、《拳皇'98UM》、《拳皇2001》、《拳皇2002UM》、《格鬥天王XIV》、《拳皇XV》

## 来自《侍魂》
娜可露露（Nakoruru）
声：生駒治美（2000）、中原麻衣（XIV~）
來自《侍魂》，為該系列作品的女主角
該作品背景為古武者時代，自己擁有一隻鷹為寵物並且伴隨身邊作戰。《拳皇XIV》異世界隊成員。
登場作品：《熱斗拳皇'95》(GAMEBOY遊戲)、《拳皇2000》支援人物、《拳皇XIV》、《拳皇XV》
霸王丸（Haohmaru）
声：中村大树
來自《侍魂》，為該系列作品的男主角。一名性格豪放、喜爱饮酒、剑术高超的剑豪。《拳皇XV》武士隊成員。
登場作品：《拳皇XV》
妲丽・刀伽（Darli Dagger）
声：小林优
來自《侍魂》，為該系列作品的登场角色。能熟练使用各种工具的船匠。《拳皇XV》武士隊成員。
登場作品：《拳皇XV》
服部半藏（Hanzo Hattori）
声：臼井雅基
來自《侍魂》，取材自江户时代的真实人物。但由于时代背景的原因，拳皇故事中并没有给出他出现的特殊理由。
登場作品：《拳皇 极限冲击 2》、《拳皇 极限冲击 规则A》

## 來自其他作品系列
菲奥莉娜・杰勒密（Fiolina Germi）
声：森角香奈子（'99EVO、2000）、中野凉子（MI2）
來自《合金弹头2》。
登場作品：《拳皇'99》(家用机版支援人物登场)、《拳皇2000》(支援人物登场)、《拳皇 极限冲击 2》、《拳皇 极限冲击 规则A》
天童凱（Gai Tendo）
声：檜山修之
來自《武力ONE》。
一直於沖繩島中長大及訓練的天才格鬥家。
登場作品：《拳皇XI》
銀（Silber）
声：有田洋之
來自《武力ONE》。
一頭銀髮，一個來自德國的神秘人，使用「我流空手」。
登場作品：《拳皇XI》
疾風翔（Syo Hayate）
声：井上宏之
來自《風雲默示錄》。
日本新派創出「風雲拳」(空手道配合回力刀技)的傳人，為證明拳法的強參加「獸神武鬥會」。
登場作品：《拳皇XI》
邪头（Jazu）
声：伊藤えん魔
來自《風雲默示錄》。
恐怖組織"邪鴉"的非人類首領，牛頭、馬頭及 鹿頭均是邪頭的手下。
登場作品：《拳皇XI》
蜜蜜（Mui Mui）
声：大津奈美子
來自《龍娘》，為該系列作品的主角
本人在該作品中可以使用與龍有關的力量自我強化。《拳皇XIV》異世界隊成員。
登場作品：《拳皇XIV》
戀心（Love Heart）
声：行成とあ
來自《Sky Love》，為該系列作品的主角
自己擁有一支飛船團隊，並且是該團隊的團長。《拳皇XIV》異世界隊成員。
登場作品：《拳皇XIV》

## 非戰鬥登場人物
- -大蛇篇-

| 角色譯名      | 角色名字       | 格鬥流派 | 簡介 | 登場作品                                                             |
| 桑德拉·海迪倫 | Sandra Heidern | -        | 海迪倫上校的妻子，被路卡爾殺死。 | 《拳皇94》                                                           |
| 嘉麗兒·海迪倫 | Clara Heidern  | -        | 海迪倫上校的女兒，被路卡爾殺死。 | 《拳皇94》                                                           |
| 小雪          | Yuki           | -        | 草薙京女友，SNK官方只公布了名字为Yuki。推测姓氏應為Kushinada（奇稻田或櫛名田）。性格温柔，和京的感情很好。实际身份为1800年前大蛇复活的祭品奇稻田姬（「奇稻田」读音同「櫛名田」，「姬」是贵族女子的称呼）在现代的转生体。97的三神器队剧情中险些被大蛇用作祭品，但由于草薙京，八神庵和神乐千鹤的努力而得救。2000时被NESTS派来追杀草薙京的杀手碰到，但被恰好路过的八神所救，多年後再度於XV的三神器隊結尾來迎接草薙京。 | 《拳皇94》 《拳皇97》 《拳皇2000》 《拳皇XV》 《拳皇京》             |
| 莎莉          | Sally          | -        | 瓊酒吧的女侍應。 | 《拳皇95》 《拳皇96》 《拳皇97》 《拳皇98》 《拳皇99》(瓊的開場登場) |
| 里珀          | Ripper         | -        | 南鎮黑幫首領基斯·霍華德的近身保鑣，愛收集小刀。 | 《拳皇96》                                                           |
| 霍珀          | Hopper         | -        | 南鎮黑幫首領基斯·霍華德的近身保鑣，愛收集槍械。 | 《拳皇96》                                                           |
| 盖德尔        | Gaidel         | 牙之力   | 大蛇八傑集之一，屬性為牙（給予敵人致命一擊），莉安娜的親生父親，為八傑集唯一結婚生子的成員，曾被高尼茨邀請希望為大蛇復活一事進行協助但最終婉拒，結果和妻子被大蛇之血影響下而暴走的莉安娜當場殺死。在XIV中得知其灵魂被威尔斯封锁着，威尔斯被打败之后，由于威尔斯的死而使得身体里收集的灵魂回到自己应该所在的地方。                                                                                                   | 《拳皇96》 《拳皇97》 《拳皇XIV》（在威尔斯的体内）                  |
| 杰恩          | Jean           | -        | 瓊的親生弟弟，本身體弱多病，對於姊姊參加KOF一事常常給予支持。 | 《拳皇97》                                                           |
| 渡部薰        | Kaoru Watabe   | -        | 雅典娜的忠實支持者，原先因意外而無法行走只能依靠輪椅行動，最終受雅典娜的鼓勵而得以重新再站起來，此後便成為超能力隊的一員。 | 《拳皇97》 《拳皇2000》 《拳皇XI》                                   |
| 綾            | Aya            | -        | 路卡爾的新秘書。 | 《拳皇98》 《拳皇2002》(路卡爾出場登場)                              |
| 希美娜        | Hermione       | -        | 路卡爾的新秘書。 | 《拳皇98》 《拳皇2002》(路卡爾出場登場)                              |

- -音巢篇-

| 角色譯名      | 角色名字      | 格鬥流派              | 簡介 | 登場作品                                                                  |
| 卷島博士      | Dr. Makishima | -                     | 負責把马克西马改造及複製草薙京的女博士。原本設定為男性但因港漫設定的女性版本較受玩家歡迎導致SNK最終將此角確定為是女性。                      | 《拳皇99》                                                                |
| 嘉蒂·戴尔蒙多 | Candy Diamond | -                     | 庫拉好友，雖為機械人卻視她如親生妺妺，2000為了拯救從太空墜落的庫拉而犧牲自己，此後庫拉為了修復嘉蒂而到處收集零件直到XI才終於成功修復。       | 《拳皇2000》 《拳皇XI》                                                   |
| 戴安娜        | Diana         | 西洋劍法              | 前音巢組織高級幹部，霍斯好友，視庫拉如親生女兒，後得知伊格尼斯真正的目的後決定聯同K'背叛組織，此後與K'等人一同行動。                         | 《拳皇2000》 《拳皇2001》 《拳皇2003》 《拳皇XI》 《拳皇XIII》 《拳皇XV》 |
| 龍            | Ron           | 魔哭冥斬拳 爆吐毒觸手 | 前飛賊首領，墜瓏和笑龍的父親，殺死不肯加入音巢組織的飛賊，屠村後成為音巢組織幹部，音巢組織崩壞後和美斯狄尋找「龍之氣」。                     | 《拳皇2000》 《拳皇2001》 《拳皇2003》 《拳皇XI》 《拳皇XIII》            |
| 凌司令        | Ling          | -                     | 海迪倫上校的上司，被音巢組織高級幹部的複製品零易容及殺死。                                                                                   | 《拳皇2000》                                                              |
| 音巢          | Nests         | 音巢對流拳            | 原音巢組織創舉人兼行政總裁，進行非法生物技術、基因改造、機器改造、生化兵器等罪行，被兒子伊格尼斯殺死，2001登場的身影為美斯狄製造出來的幻影。 | 《拳皇2001》                                                              |
| 密丝缇        | Misty         | ？(超能力？)          | 前音巢首領伊格尼斯的秘書及情人，其背景一切不明，音巢組織崩壞後追隨飛賊龍而離去，有傳言指出她可能也是遙遠彼之地的成員之一。                   | 《拳皇2001》(伊格尼斯的勝利姿勢中登場) 《拳皇XI》                         |
| 亂            | Luan          | 東邪門武術            | 飛賊四天王之首，最強的女飛賊，墜瓏兒時好友，腿功帶有火焰，對墜瓏有好感因而敵視其他接近墜瓏的女性(包括其異母妹-笑龍)。                        | 《拳皇2001》(麟的勝利姿勢中登場) 《拳皇XI》                               |
| 賽            | Sai           | 南帝門武術            | 飛賊四天王之一，使用頭鎚，據亂告知墜瓏本人而得知目前下落不明。                                                                               | 《拳皇2001》(麟的勝利姿勢中登場) 《拳皇XI》                               |
| 七            | Qi            | 北丐門武術            | 年年輕輕竟可躋身飛賊四天王之一，實力殊不簡單，據亂告知墜瓏本人而得知目前下落不明。                                                           | 《拳皇2001》(麟的勝利姿勢中登場) 《拳皇XI》                               |
| 大門虎五郎    | Kogoro Daimon | 柔道                  | 大門五郎與日本大阪大學的教導主任京條瓊所生的兒子。                                                                                           | 《拳皇2001》(大門的開場和勝利姿勢中登場)                                  |
| 京條瓊        | Jokyojo       | -                     | 日本大阪大學的教導主任，大門五郎的太太，育有一兒大門虎五郎。                                                                                 | 《拳皇2001》 《拳皇京》                                                   |
| 伊索羅蒂      | Isolde        | -                     | 無名的初戀女友，樣子很像庫拉。 | 《拳皇2002UM》                                                            |
| 飛鳥          | Asuka         | -                     | 雅典娜同學兼好友。 | 《拳皇2002》 《拳皇2003》(雅典娜出場姿勢中登場)                           |
| 瑪莉亞        | Maia          | -                     | 雅典娜同學兼好友。 | 《拳皇2002》 《拳皇2003》(雅典娜出場姿勢中登場)                           |

- -艾森篇-

| 角色譯名       | 角色名字             | 格鬥流派 | 簡介 | 登場作品                             |
| 牡丹           | Botan                | -        | 『遙遠彼方之來者』的一人，無界的部下，外表為嬌小的黑髮女性，頸部戴有一圈狐狸狀的圍巾，擁有利用絲線操控別人的能力，於『KOF2003』利用這項能力操縱本已逝去的神樂萬龜解開大蛇的封印，同時亦操縱神樂千鶴，讓她創造出KUSANAGI的幻影想藉機讓三神器內亂。XI賽後利用能力操縱阿迪爾海德的妹妹蘿絲讓其舉辦XIII格鬥大賽。於XIII賽後家族組織解散自己一人脫離獨自行動。 | 《拳皇2003》 《拳皇XI》 《拳皇XIII》 |
| 罗丝·伯恩斯坦  | Rose Bernstein       | -        | 艾迪尔海特的親生妺妺，被遙遠彼之地的成員牡丹所控制，並且舉辦KOF賽事。 | 《拳皇2003》 《拳皇XI》 《拳皇XIII》 |
| 神秘老者       | -                    | -        | 姓名一切皆不詳，遙遠彼之地的成員。 (拳皇2003真正結局畫面登場，左起：紫苑、神秘老者、禍忌、牡丹、無界) | 《拳皇2003》                         |
| 彼岸之母       | Mother From The Past | -        | 女性，遙遠彼之地的最高首領，被稱為「噬身之蛇：烏洛波洛斯 OUROBOROS」。 | 《拳皇XIII》                         |
| 毒菇           | Shroom               | -        | 遙遠彼之地的成員，美羅之兄，拳皇XI大賽後奪走了禍忌的屍體。 (拳皇XIII過場畫面登場，左二) | 《拳皇XI》 《拳皇XIII》              |
| 美羅           | Rimelo               | -        | 遙遠彼之地的成員，毒菇之妺，拳皇XI大賽後奪走了禍忌的屍體。 (拳皇XIII過場畫面登場，左一) | 《拳皇XI》 《拳皇XIII》              |
| 紅髮男性       | -                    | -        | 姓名一切皆不詳，遙遠彼之地的成員。 (拳皇XIII過場畫面登場，左三，無界旁) | 《拳皇XIII》                         |
| 金髮女性       | -                    | -        | 姓名一切皆不詳，遙遠彼之地的成員。 (拳皇XIII過場畫面登場，齋杞及牡丹中間) | 《拳皇XIII》                         |
| 高大鬍子男     | -                    | -        | 姓名一切皆不詳，遙遠彼之地的成員。 (拳皇XIII過場畫面登場，牡丹旁，右三) | 《拳皇XIII》                         |
| 神秘小孩       | -                    | -        | 姓名一切皆不詳，遙遠彼之地的成員。 (拳皇XIII過場畫面登場，高大鬍子男旁，右二) | 《拳皇XIII》                         |
| 肚子很大的女人 | -                    | -        | 姓名一切皆不詳，遙遠彼之地的成員。 (拳皇XIII過場畫面登場，神秘小孩旁，右一) | 《拳皇XIII》                         |

- -新章篇-

| 角色譯名        | 角色名字 | 格鬥流派 | 簡介 | 登場作品               |
| 克萊門斯·貝拉米 | -        | -        | AMBC電視台的主持人，在拳皇大賽的轉播節目中擔當主持人，在大賽開始前還會對各位選手進行採訪。在《拳皇XIV》首次出現，目睹了威爾斯破壞大賽會場以及冠軍隊伍戰勝威爾斯的事件。 | 《拳皇XIV》            |
| 雅科夫          | -        | -        | XIV主辦人安東諾夫的專務，外型為戴著粗框眼鏡的中年男性，協助安東諾夫舉辦XIV大會等各項事宜，在遊戲預告片中曾經吐嘈自己的上司也是遊戲角色之一。                            | 《拳皇XIV》 《拳皇XV》 |
| 麗莎            | -        | -        | 尼爾森的未婚妻，因意外而陷入昏迷，也是讓尼爾森參加大賽的原因之一，在尼爾森賽後歸國後已經甦醒過來。                                                                      | 《拳皇XIV》            |
| 米沙            | -        | -        | 安東諾夫於XIV賽場救助的小男孩，XV則報恩讓安東諾夫不致於因為破產而流落街頭，同時亦有出現在 G.A.W.隊的結局慶功宴。                                                        | 《拳皇XIV》 《拳皇XV》 |
| 安娜斯塔西亞    | -        | -        | 拳皇XV大賽的主辦人，接替因破產而出走的安東諾夫成為新任董事。 | 《拳皇XV》             |

- -《拳皇京》原創人物-

| 角色譯名 | 角色名字         | 簡介 |
| 草薙静   | Shizuka Kusanagi | 草薙京的母親，和草薙京之間相處融洽，是名醫生同時也是家裡經濟收入的主要來源，對於兒子京和丈夫柴舟之間惡劣的關係以平常心看待。在漫畫版中如果草薙京出現不聽話的情況會以零用錢做為要脅。 |
| 草薙蒼司 | Souji Kusanagi   | 草薙京的堂兄，原先和京一同爭奪草薙一族的當家，但在最後選擇放棄，目前為一名普通的上班族。                                                                                             |
| 草薙葵   | Aoi Kusanagi     | 草薙京的堂姐，苍司的妹妹，對於自己的哥哥放棄草薙一族的當家感到無法理解，因而和草薙京之間出現心結。                                                                                   |
| 千堂恭司 | Kyoki Sendo      | - |
| 千堂順子 | Junko Sendo      | - |
| 千堂翔太 | Syota Sendo      | - |
| 千堂圭辅 | Keisuke Sendo    | - |

## 非游戏登场人物
| 角色譯名 | 角色名字 | 格鬥流派 | 簡介 | 登場作品            |
| 前田贵也 | -        | 柔道     | 草薙京所在高中柔道部的队长。是个很正直的人，讨厌像红丸那样轻浮搭讪的男人。曾得到过大门五郎的指导。在与草薙京争夺小雪的比赛中获得了胜利（尽管当时京的状态不佳）。和小雪短暂的约会过。 | 《拳皇 京》（漫画） |
| 谷間菊理 | -        | -        | 八神庵的第二任女友，體弱多病的少女最終在醫院病逝，八神庵曾為她寫了一首歌-夕陽與月。                                                                                                  | CD《夕陽與月》      |
| 谷間近衛 | -        | -        | 谷間菊理的姊姊，貌似為八神庵樂團的女主唱，跟妹妹菊理一樣對八神有其好感。 | CD《夕陽與月》      |

## 附注
1. 1 2  SNK曾设定角色名的官方汉字写法为“坂崎亮”
2. 1 2  SNK曾设定角色名的官方汉字写法为“坂崎拓馬”
3. 1 2  SNK曾设定角色名的官方汉字写法为“金甲喚”
4. 1 2  SNK曾设定角色名的官方汉字写法为“張巨漢”
5. 1 2  SNK曾设定角色名的官方汉字写法为“崔稲妻”
6. ↑  包括香蕉卷、奶油煮雞、牛肉鍋、煲煮烏冬麵、土耳其飯、油炸軟骨、長崎雜錦麵、章魚飯、章魚烏冬麵、担担麵、咖喱肉燥飯、草苺配稀有奶酪可麗餅
7. ↑  為系統的說明角色，日配：佐藤珠緒；台配：馮友薇

## 外部連結
- 拳皇系列官方网站